# ベトナム戦争
ベトナム戦争（ベトナムせんそう、ベトナム語：Chiến tranh Việt Nam / 戰爭越南、英語: Vietnam War）は、当時南北に分断されていたベトナムで社会主義陣営の北ベトナム（ベトナム民主共和国）及びアメリカ合衆国の傀儡の南ベトナム（ベトナム共和国）打倒と祖国統一を目指す南ベトナム解放民族戦線とアメリカ合衆国との間で勃発した戦争である。経済力・物量の差から「象と蟻」の戦いと揶揄された。
建国当初よりベトナム南北両国は対立関係にあり、南ベトナム国内では北ベトナムに支援された反政府組織である南ベトナム解放民族戦線（解放戦線）が武力闘争を行っていた。アメリカは軍事顧問を送り込むなどして以前より南ベトナムを援助していたが、1964年8月のトンキン湾事件を契機として全面的な軍事介入を開始した。しかしアメリカ軍は北ベトナム軍や解放戦線側によるゲリラ戦を相手に苦戦し、最終的に1973年1月に和平協定を結んでこの戦争から撤退した。戦争はその後、1975年4月30日に北ベトナム軍が南ベトナムの首都サイゴン（現在のホーチミン市）を陥落させ、南ベトナムの政権を崩壊させるまで継続した。
この戦争はベトナムだけでなく、周辺諸国であるラオスやカンボジアにも波及し（ラオス内戦、カンボジア内戦）、インドシナ半島の3カ国が全て社会主義化される結果となった。

## 概要
この紛争は、第二次世界大戦後にフランスと共産党率いるベトミンとの間で起きた第一次インドシナ戦争に端を発する。1954年にフランスがディエンビエンフーの戦いで大敗し、ジュネーブ協定によって最終的にインドシナ半島から撤退した後、アメリカは南ベトナム国家への財政的・軍事的支援を開始した。
北ベトナムの指示を受けた南ベトナムの共同戦線であるヴィエト・ゾン（Front national de libération du Sud-Viêt Nam、NLF (the National Liberation Front)、南ベトナム解放民族戦線。ベトナム共産党に因みベトコンとも呼ばれる）は、南部でゲリラ戦を開始した。北ベトナムは1950年代半ば、反乱軍を支援するためにラオスにも侵攻し、ホーチミン・ルートを確立してベトコンを補給・強化していた。
アメリカの関与はジョン・F・ケネディ大統領の下でMAAGプログラムを通じてエスカレートし、1959年には1000人弱だった軍事顧問が1964年には2万3000人に達し、事実上のアメリカ軍の大幅増強に踏み切った。1963年までに、北ベトナムは4万人の兵士を南ベトナムに派遣していた。1964年8月初旬のトンキン湾事件では、アメリカの駆逐艦が北ベトナムの高速攻撃艇から魚雷攻撃を受けたとされた。これを受けて、アメリカ議会はトンキン湾決議を可決し、リンドン・B・ジョンソン大統領にベトナムにおけるアメリカ軍のプレゼンスを高める広範な権限を与えた。ジョンソンは、初めて戦闘部隊の派遣を命じ、兵力を18万4,000人に増強した。ベトナム人民軍（PAVN、北ベトナム軍（NVA）とも呼ばれる）は、アメリカ軍および南ベトナム軍との間で通常の戦争を行った。進展は無かったが、アメリカは引きつづき大幅な軍備増強を続けた。戦争の立役者の一人であるロバート・マクナマラ国防長官は、1966年末には勝利を疑うようになっていた。アメリカ軍と南ベトナム軍は、航空優勢と圧倒的な火力を頼りに、地上部隊、砲兵隊、空爆を伴う索敵・破壊作戦を展開した。また、アメリカは北ベトナムやラオスに対して大規模な戦略爆撃を行った。北ベトナムは、ソ連と中華人民共和国の全面的な支援を受けていた。1967年にはタムクアンの戦いが南ベトナムで起こっている。
1968年のテト攻勢でベトコンと北ベトナム軍が大規模な攻勢をかけたことで、アメリカ国内の戦争に対する支持が薄れ始めた。テトの後、放置されていたベトナム共和国陸軍（ARVN）は、アメリカのドクトリンを手本に拡大していった。テト攻勢とそれに続く1968年のアメリカ軍・ベトナム共和国陸軍の作戦で、ベトコンは5万人以上の兵士を失うという大損害を被った。 CIAのフェニックス作戦は、ベトコンの人員と能力を更に低下させた。この年の終わりまでに、ベトコンの反乱軍は南ベトナムに殆ど支配地域を持たなくなり、1969年には徴兵が80％以上も減少し、それはゲリラ活動が激減したことを意味し、北からの北ベトナム軍正規兵の動員を増やす必要があった。1969年、北ベトナムは南ベトナムに暫定革命政府を宣言し、減少したベトコンに国際的な地位を与えようとしたが、北ベトナム軍がより通常の複合武器戦を開始したため、それ以降、南部ゲリラは脇に追いやられるようになった。1970年には、南部の共産党軍の70％以上が北部人となり、南部人を主体としたベトコン部隊は存在しなくなった。活動は国境を越えて行われた。北ベトナムは早くからラオスを補給路として利用していたが、1967年からはカンボジアも利用していた。カンボジアを経由するルートは1969年からアメリカの爆撃を受け始めたが、ラオスのルートは1964年から激しい爆撃を受けていた。カンボジア国民議会が君主ノロドム・シハヌークを退陣させたことにより、クメール・ルージュの要請を受けた北ベトナム軍の侵攻を受け、カンボジア内戦が激化し、アメリカ・南ベトナム軍の侵攻（カンボジア作戦）を受けることになった。
1969年、リチャード・ニクソン大統領の当選を受けて、「ベトナミゼーション」政策が開始された。この政策により、紛争は拡大したベトナム共和国陸軍によって戦われることになり、アメリカ軍は国内の反発や徴兵の減少によりますます士気が低下していった。ソ連と中国の関係も悪化する中、ベトナム戦争の有利な終結を模索したアメリカが、それまでの中国敵視政策を改め、1971年7月に来年のニクソン大統領の中国訪問を発表し世界を驚かせた。アメリカ軍の地上部隊は1972年初めまでにほぼ撤退し、支援は航空支援、砲兵支援、顧問、物資輸送に限られていた。ベトナム共和国（南ベトナム）陸軍は、アメリカの支援に支えられ、1972年のイースター攻防戦で、最初で最大の機械化された北ベトナム軍の攻勢を阻止した。この攻勢は双方に大きな犠牲をもたらし、北ベトナム軍は南ベトナムを制圧することが出来なかったが、ベトナム共和国陸軍自身も全ての領土を奪還することが出来ず、その軍事的状況は厳しいものであった。1973年1月のパリ協定により、アメリカ軍は全て撤退し、8月15日にアメリカ議会で可決されたケース・チャーチ修正条項により、アメリカ軍の直接的な関与は正式に終了した。
しかし和平協定はすぐに破棄され、アメリカ軍なき南北の戦闘は更に2年間続いた。1975年4月17日、プノンペンがクメール・ルージュにより陥落し、1975年春の攻勢で、4月30日には北ベトナム軍がサイゴンに迫り、最後のアメリカ人がヘリコプターでサイゴンを脱出し戦争は終結した。その時、ホーチミン死後6年を経過していた。北ベトナム及び民族解放戦線は、膨大な犠牲者と荒廃した国土を引き換えに、勝利者として国際社会から認定され、翌年には南北ベトナムが統一された。
戦争の規模は膨大であり、被害は甚大である。1970年までに、ベトナム共和国陸軍は世界で4番目に大きな軍隊となり、北ベトナム軍も約100万人の正規兵を擁していた。また、民間人含むベトナム側は300万人以上、アメリカ軍兵士5万8,220人、カンボジア人27万5,000～31万人、ラオス人2万～6万人が死亡し、さらに1,626人が行方不明となっている。ベトナムはアメリカ軍が太平洋戦争で使用した弾薬の2.4倍を国土に投下され、 7200万リットルの枯葉剤を南部 70万ha に投下され、3世、4世にまで被害が出続けている。
また、この戦争に参戦したのは南北ベトナムや解放戦線、アメリカだけでない。それはそれぞれに味方し支援する同盟国であり、それらの国々は戦争初期から同盟国軍として参戦している。具体的には北ベトナムに味方したのは同じ東側諸国に属する社会主義国であり、軍事顧問を派遣したソビエト連邦（ソ連）や防空作戦部隊や工兵部隊を派遣した中華人民共和国（中国）、空軍のパイロットを派遣した朝鮮民主主義人民共和国（北朝鮮）などである。また、南ベトナムに味方したのは同じく西側諸国に属する資本主義国であり、28,000人から45,000人の国軍部隊や50,000の役務要員を派遣した大韓民国（韓国）や3,000人の部隊を派遣したオーストラリア、それぞれ2,000人の部隊を派遣したタイ王国やフィリピン、戦車部隊や医師など200人を派遣したニュージーランドなどであり、間接的な協力では心理戦や農業部門で関与した中華民国なども挙げられる。
この戦争が終わり、共産化を嫌った主に南ベトナムのボートピープルが大量に発生、第3次インドシナ戦争が再開されると、より大きなインドシナ難民危機が引き起こされることになる。数百万人の難民がインドシナを離れ、そのうち25万人が海で死んだと推定されている。アメリカ国内では、この戦争をきっかけに、アメリカの海外での軍事活動に嫌悪感を抱く「ベトナム・シンドローム」と呼ばれる現象が発生 し、ウォーターゲート事件と相まって、1970年代のアメリカを支配した信頼の危機を引き起こした。
ベトナム戦争の小康状態を経て、中ソ対立が再燃した。北ベトナムとその同盟国であるカンボジアのカンプチア王国政府、および新たに結成された民主カンプチアとの間の紛争は、クメール・ルージュによる一連の国境侵犯でほぼ開始され、最終的にはカンボジア・ベトナム戦争へと発展していった。中国軍がベトナムに直接侵攻した中越戦争では、その後1991年まで国境紛争が続いた。統一されたベトナムは、3つの国で反乱軍と戦った。

## フランス植民地時代とベトナム独立運動

### フランス帝国によるベトナム侵略
19世紀にベトナム（阮朝）はフランス帝国の植民地となる。7月王政時代のフランス帝国（フランス植民地帝国）国王ルイ＝フィリップ1世は、1834年にアルジェリアを併合し、1838年にはメキシコで菓子戦争を起こして介入、1844年にはアヘン戦争で敗れた清と黄埔条約を締結した。そして、1847年4月、ベトナムの植民地化を図り、フランス軍艦によるダナン砲撃によるインドシナ侵略を始める。

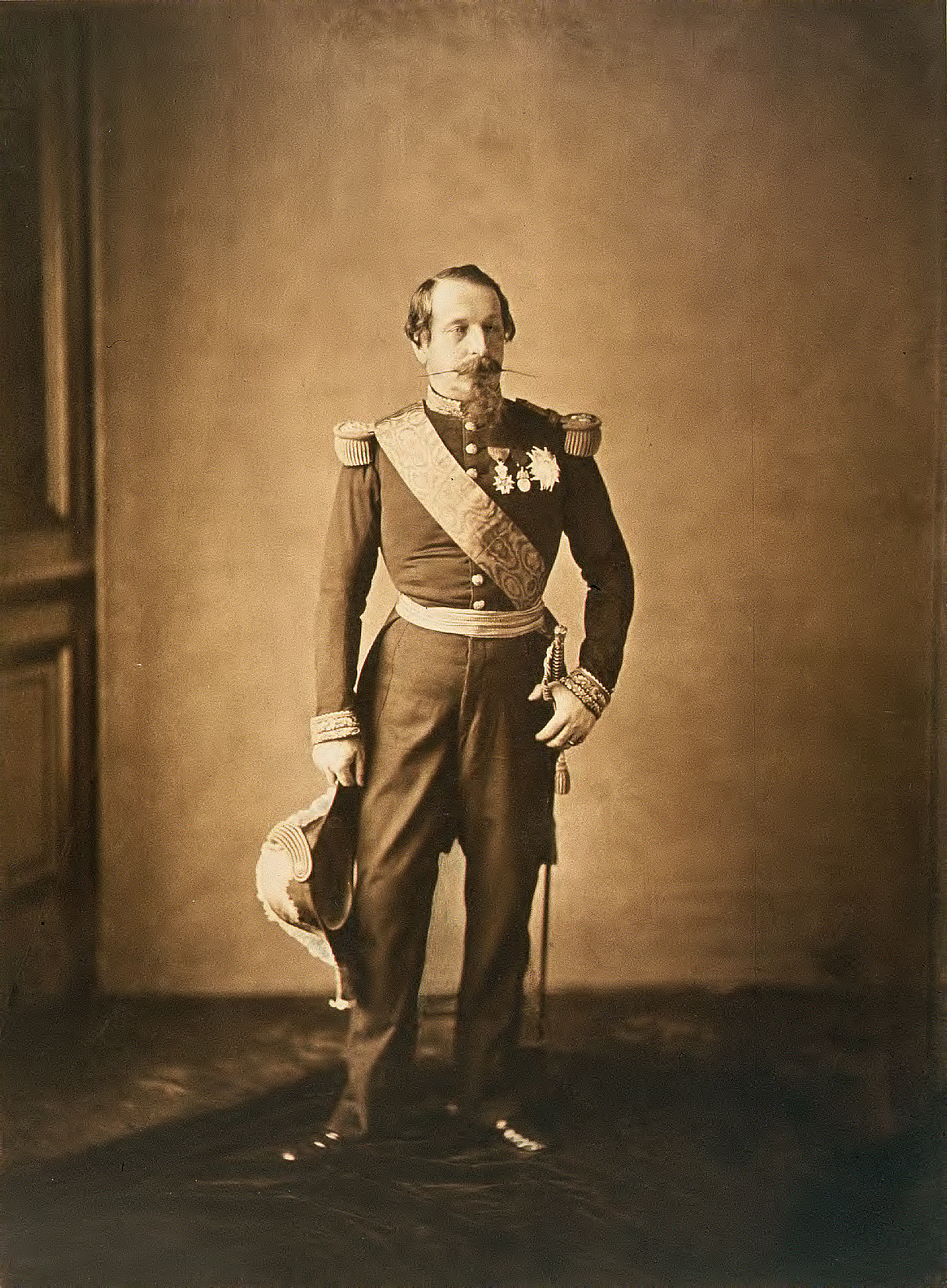
1860年のナポレオン3世

#### ナポレオン3世のアジア太平洋進出
フランス第二帝政のナポレオン3世も東方へのフランス勢力拡大に熱心で、フランス海軍司令官に大幅な自由裁量権を与え、アジア太平洋地域では強硬な帝国主義政策が遂行された。太平洋では、ニュージーランドを併合したイギリスへの対抗、またオーストラリアとの貿易の拠点および犯罪者の流刑地にする目論見で1853年にニューカレドニアを併合した。
1856年10月にイギリスがアロー号事件を口実に清へ出兵すると、フランスも清の江西省でフランス人宣教師のオーギュスト・シャプドレーヌが殺害された事件を口実として清への出兵を開始し、英仏は協力してアロー戦争を遂行する（第二次アヘン戦争）。フランスは清侵略と並行して清周辺地域への侵略も開始し、同1856年、阮朝（ベトナム）に対して不平等条約締結に応じるよう要求したが、阮朝が拒否したため、スペイン人宣教師死刑を口実として1857年よりベトナム侵攻を開始し、1858年9月にはフランス・スペイン連合艦隊によって再度ダナンに侵攻する。同1858年、英仏軍による北京陥落を恐れた清政府は天津条約の締結に応じ、一時終戦した。しかし、英仏軍が撤収するや清政府は条約批准を拒否して発砲、1860年に英仏軍が攻撃を再開、北京は陥落する。清はさらに不利な北京条約を締結させられた。フランスは日本とも1858年徳川幕府との間に不平等条約日仏修好通商条約を締結したが、ここでは英仏の協調は崩れ、フランスは徳川幕府、イギリスは薩長を支持して対立、幕府は明治維新で倒れ、また明治政府は対等外交を志向したため、幕府を通じて日本に影響力を行使しようとした目論見は潰えた。
フランスはその後1862年6月に阮朝に不平等条約であるサイゴン条約を結ばせ、南部3省を割譲させた。阮朝の宗主権下にあったカンボジア王国では、カンボジア人の反ベトナム感情を利用して1863年にフランス保護国に組み込むことに成功した。1866年には李氏朝鮮に対してフランス人宣教師死刑を口実に戦争を仕掛けたが（丙寅洋擾）持久戦に持ち込まれ、撤退した。1867年6月にはベトナム南部のコーチシナへ侵攻し、併合に成功。シャム（タイ）にも英米に続いて不平等条約を締結させたが、フランスとの対立激化を恐れたイギリスが同地を緩衝地帯にすることを望み、フランスのタイ分割案を牽制したこともあって、タイは植民地化をまぬがれた。

#### 清仏戦争とベトナムの保護国化
フランス第三共和政と清仏戦争
フランス第三共和政時代の1874年3月、第2次サイゴン条約を締結、フランスは紅河通商権を割譲させる。1882年4月にはハノイを占領する。1883年8月には第1次フエ条約（アルマン条約、癸未条約）を締結しベトナムがフランスの保護国になる。翌1884年6月には清への服属関係を断つ第2次フエ条約（パトノートル条約、甲申条約）締結に成功する。その2か月後にベトナムへの宗主権を主張する清との間で清仏戦争がはじまる。1885年6月9日に締結された講和条約である天津条約（李・パトノートル条約）では清はベトナムに対する宗主権を放棄し、フランスの保護権を認めた。1887年10月、フランス領インドシナ連邦が成立する。こうしてベトナムはカンボジアとともに連邦に組み込まれ、フランスの植民地となった。阮朝は植民地支配下で存続していた。1889年4月にはラオス保護国を併合した。
1900年代になると、ベトナム知識人の主導で民族主義運動が高まった。ファン・ボイ・チャウは、日露戦争でアジアの一国である日本がヨーロッパの帝国の一つであるロシア帝国に勝利したことに感銘を受けて大日本帝国に留学生を送り出す東遊運動（ドンズー運動）を展開。1917年にロシア革命によってソビエト連邦が成立すると、コミンテルンが植民地解放を支援し、ベトナムの民族運動も、コミンテルンとの連携のもとで展開していく。こうしたなか、1930年にはインドシナ共産党が結成され、第二次世界大戦中のベトミン（ベトナム独立同盟）でもホー・チ・ミンのもとで共産党が主導的な役割を果たし、ベトナム民族が独立することは1945年のベトナム独立宣言でも謳われ、のちの第一次インドシナ戦争、ベトナム戦争(第二次インドシナ戦争)でも、理念であり続け、戦争を持続させた原動力であった。

### 日本軍進駐とベトナム独立
日中戦争当時、英米は援蔣ルートを通じて中華民国の蔣介石率いる国民党軍拠点の重慶に支援物資を輸送していた。援蔣ルートのうち、フランス領インドシナのハイフォン港から昆明、南寧までの鉄道輸送を行う仏印ルートが重要なものであった。
1939年9月に第二次世界大戦が勃発し、1940年にはフランスがドイツに敗北し全土をドイツ軍の占領下に置かれ、その後親独政権であるヴィシー政権が成立した。これを受けてフランスの植民地政権がヴィシー政権側につくことを選択したことで、1940年7月27日にドイツとの間で日独伊三国同盟を結んでいた日本政府（第2次近衛内閣）は「時局処理要綱」において仏印進駐を決定。8月30日に松岡・アンリ協定が結ばれ、ヴィシー政権およびフランス植民地政府が日本の経済的優先権および軍事的便宜を認める見返りとして、日本がインドシナにおけるフランスの主権とインドシナの領土保全を約束することで合意した。
このため仏印進出は平和進駐となることが通達されていたが、9月22日には大日本帝国陸軍が越境し、これを受けてフランス軍と第5師団（中村明人中将）が衝突し、日本軍がランソンを軍事制圧する。9月26日に日本軍は北部インドシナに進駐し、仏印援蔣ルートは遮断された。国境監視団は澄田睞四郎少将（澄田機関）が行った。ベトナム人は日本軍を、過酷な植民地支配を続けるフランス人を追い出した「救国の神兵」として歓迎し、さらに駐留日本軍はベトナム国民党などの独立運動を支援しようとする。しかし、松岡・アンリ協定によってフランスのインドシナ領有を尊重する約束が交わされており、東京の大本営は独立支援を許可しなかった。
その2か月後にフランス軍が再度ランソンに進軍。このとき、澄田機関から独立運動を応援するといわれていたチャン・チョン・ラップらが決起するが、フランス軍に制圧され、青年独立義兵が多数処刑されるランソン事件が起こる。逃れた義兵は中華民国でベトミンに合流するが、この事件は日本軍がベトナムの愛国者を見殺しにした事件としても記憶される。
ベトナム大飢饉とベトミン
（1945年ベトナム飢饉も参照）
ヴィシー政権統治下および日本軍進駐下における1944年末から1945年にかけてのベトナム北部で大飢饉が発生し、20万人以上、ホーチミンの主張では200万人が餓死する事態が発生する。コミンテルンの構成員であったホー・チ・ミンを指導者とするベトミン（ベトナム独立同盟）武装解放宣伝隊は「飢饉は日本軍の政策によるもの」と主張し、民衆の反日感情が爆発した。また、フランス政庁も反日感情をあおるために保有米を廃棄するなどした。この飢饉がベトミンの勢力拡大の決定的な機会となった。
フランス植民政府の制圧とベトナムへの「独立付与」

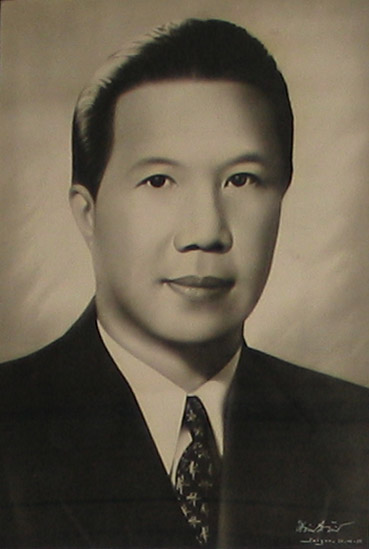
バオ・ダイ皇帝

日本は1943年5月の御前会議で「大東亜政略指導大綱」を決定し、イギリスの植民地であったビルマと、アメリカの植民地であったフィリピンの独立を承認、戦局が悪化しつつあった1944年9月には、小磯国昭首相がオランダ領東インド（現在のインドネシア）の独立承認を言明する。フランス領インドシナについては、1944年8月に連合国軍と自由フランスによるフランス全土の開放によってヴィシー政権が崩壊すると、仏印処理によって即時独立付与が実施される。
イギリスやアメリカ、中華民国などの連合軍と、今や本国が友邦ドイツの敵国の自由フランスの手に落ちたフランス植民地軍との挟撃の可能性を断つために、1945年2月28日に大本営は南方軍総司令官に対してフランス領インドシナの武力処理・明号作戦を通達する。現地フランス軍は9万人、日本軍は4万人であったため、奇襲攻撃を3月9日午後10時にインドシナ全域で開始、翌日午前中までにはフランス植民地軍とフランスインドシナ植民地政府を制圧する。バオ・ダイ皇帝は涙を流しながら「戦争終了後は友邦日本とともに苦難を越えて共同してゆきたい」と語り、3月11日にはベトナム帝国樹立を宣言する。
当時ベトナムでは「日本は笑い、フランスは泣き、中国は心配し、独立したベトナムでは餓死者が道に溢れる」とうたわれ、ハノイの雑誌「タインギ」編集長のヴー・ディン・ホエは日本による独立付与を「天から降ってきた独立」と表現した。他方、ベトミン中央委員会は3月12日、闘争指令を発し、日本軍に対する攻撃を各地で活発化させる。大飢饉の問題については日本軍が引き続き食料供出を要求していたこともあり、このような「独立付与」の枠内では飢饉を解決することはできず、ベトミンによる「日本の倉庫を襲撃せよ」という運動は北部農村で浸透していった。

### ベトナム八月革命
日本敗戦とベトナム八月革命
1945年8月10日午後8時に日本政府がポツダム宣言受諾を連合軍に通知したとの短波放送を行い、8月12日午前0時頃、サンフランシスコ放送は連合国の回答を放送した。ラジオで情報を得たホーチミンは日本軍降伏を革命のチャンスとみなし、フランス軍の再進駐より前に実権を奪うことを計画する。8月13日からのアンザン省タンチャウ総司令部での会議では、中華民国やイギリス、アメリカとの紛争を避けて、「味方を多く、敵を少なく、すべての侵略に反対する」という方針が決定された。
なお、結果的に日本が降伏した8月15日以降、アメリカ軍は9月4日、中華民国軍は9月9日、イギリス軍は9月13日、フランス軍は10月5日に至るまでベトナムに上陸しなかったため（マスタードム作戦）、日本軍は武装を解かれず、駐屯フランス軍部隊は明号作戦から拘束されたままという状態が生じ、この政治的空白も独立派に有利に働くことになった。
ハノイ・クーデター
1945年8月17日に、ベトナム帝国首相のチャン・チョン・キムがハノイ市民劇場前広場で「独立を与えた日本は敗れたが、ベトナムは心を一つにして我々の政権を築こう」とフランスの復帰を警戒する内容の演説を行った。このとき、ベトミンが金星紅旗をあげるなかマイクを奪い、「独立万歳」、「打倒ファシスト」、「日本は独立をやってくれたがこれからはみんなで働こう」といった声があがった。8月19日にはベトミンの大会が開かれ、20万人のデモ隊は市庁舎や日本軍が手放した保安隊や警察署など政府機関を次々と占拠し、ハノイ・クーデターが成功する。8月20日にはフエの王宮にいたベトナム帝国皇帝のバオ・ダイに対して、ベトミン革命軍事委員会が退位を要求、24日、バオ・ダイ帝は退位する。こうして143年続いた阮朝（グエン王朝）は滅亡した。23日から25日にかけて駅、中央郵便局、発電所などが占拠され、26日にはベトミン軍がハノイに入城、28日にベトナム民主共和国臨時政府が樹立された。
ベトナム独立宣言
9月2日にホー・チ・ミン（胡志明）は「ベトナム独立宣言」を発表、すべての民族は平等であり、1847年のフランス軍艦によるダナン攻撃事件以来、80年にわたるフランスの植民地支配を人道と正義に反するものとして糾弾した。こうしてベトナム八月革命は成功し、ハノイを首都とするベトナム民主共和国（北ベトナム）が樹立し、共産主義国家建設を目指した。ホーはアメリカのハリー・S・トルーマン大統領に国家としての承認を繰り返し書簡で求めた が、同盟国であるフランスに対する気遣いとともに、共産主義者による統治を警戒するアメリカ政府はとりあげなかった。また、新設された国際連合にもフランス植民地支配についての公正な解決を訴えたが、徒労に終わった。

## インドシナ戦争

### 連合軍・自由フランス軍の再進駐
第二次世界大戦末期の戦後統治計画を練るなか、自由フランスのシャルル・ド・ゴールを嫌っていたアメリカのフランクリン・ルーズベルト大統領は「フランスはインドシナを植民地にしてから何か発展させたことがあったか。あの国は百年前よりひどくなっている」とフランスのインドシナ植民地を批判し、インドシナ信託統治を構想していた。しかし、イギリスは信託統治をしたらイギリス帝国がなくなってしまうとして反対し、新たにフランスの事実上の指導者となったド・ゴールは1945年3月24日にインドシナ連邦を構築し、フランス総督が統轄し、フランス連合に組み入れると声明を発表し、植民地時代の復帰を求めた。
ルーズベルトが1945年4月12日に死去してからアメリカ国務省はインドシナ問題を検討し、4月20日に国務省欧州担当官はルーズベルトのあとを継いだトルーマンに対して「アメリカはフランスのインドシナ復帰に反対すべきでない」と、反共主義の立場から進言し、同極東担当官も翌日同内容の進言を行った。6月22日にアメリカ国務省は「アメリカはフランスのインドシナ主権を承認する」との統一見解を決定する。
1945年7月26日に連合国によって開かれたポツダム会議で、「インドシナは、北緯16度線を境に、北は中華民国軍、南はイギリス軍が進駐して、約6万のインドシナ駐留日本軍を武装解除してフランス軍に引き継ぎ、インドシナの独立を認めない」と決定された。9月2日のベトナム民主共和国の独立宣言を受けて、南部に進駐していた駐英領インド軍のダグラス・グレイシー将軍は騒乱を理由にベトナム民衆から武器の押収をはじめる。9月6日には駐英領インド軍の部隊がサイゴンに入り、9月9日には盧漢将軍率いる中華民国軍がハノイに入った。
これらの連合国軍は、日本軍の収容所に入れられていたフランス軍将兵を解放し、9月23日午前5時、英領インド軍の援助で武装した1000名のフランス軍がサイゴン侵攻を開始、主要な公共機関を占拠し、フランス国旗を掲げ、サイゴン全域を制圧した。英領インド軍のグレイシー将軍は戒厳令を敷いた。こうした英軍の行動について読売新聞編集員の小倉貞男は「英国はアジアにも植民地をもっており、インドシナの独立によって、植民地支配を崩そうとする連鎖反応が起こることを極度に警戒していた」と指摘している。10月5日にはフランス軍増援部隊が到着、サイゴンなど南部の革命勢力は制圧され、さらにメコン・デルタも制圧し、北上を開始する。
インドシナ共産党の偽装解散
進駐した連合軍のうち、中華民国の中国国民党軍はフランス植民地政府の復活を支援する意図はなかったが、敵対する中国共産党と同じイデオロギーであるインドシナ共産党に対して好感をもっていなかった。そのため、ホー・チ・ミンは中国国民党軍との対立を避けるために、
1945年11月、インドシナ共産党を偽装解散させる。インドシナ共産党は党員を「民族の前衛戦士」となづけ、さらに民族の利益を党の利益よりも優先させることを特徴としていた。

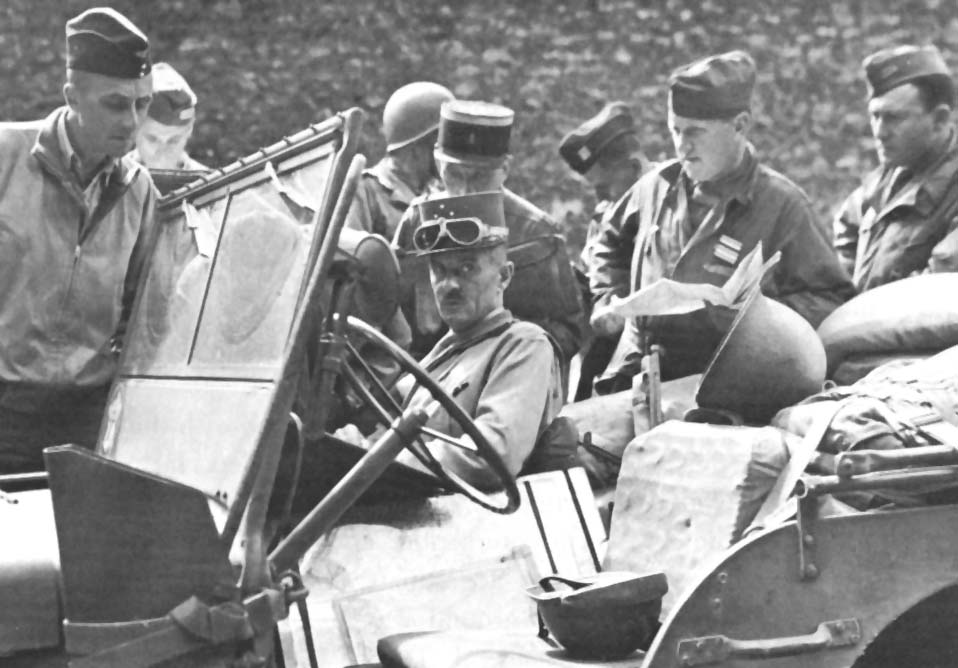
フィリップ・ルクレール将軍

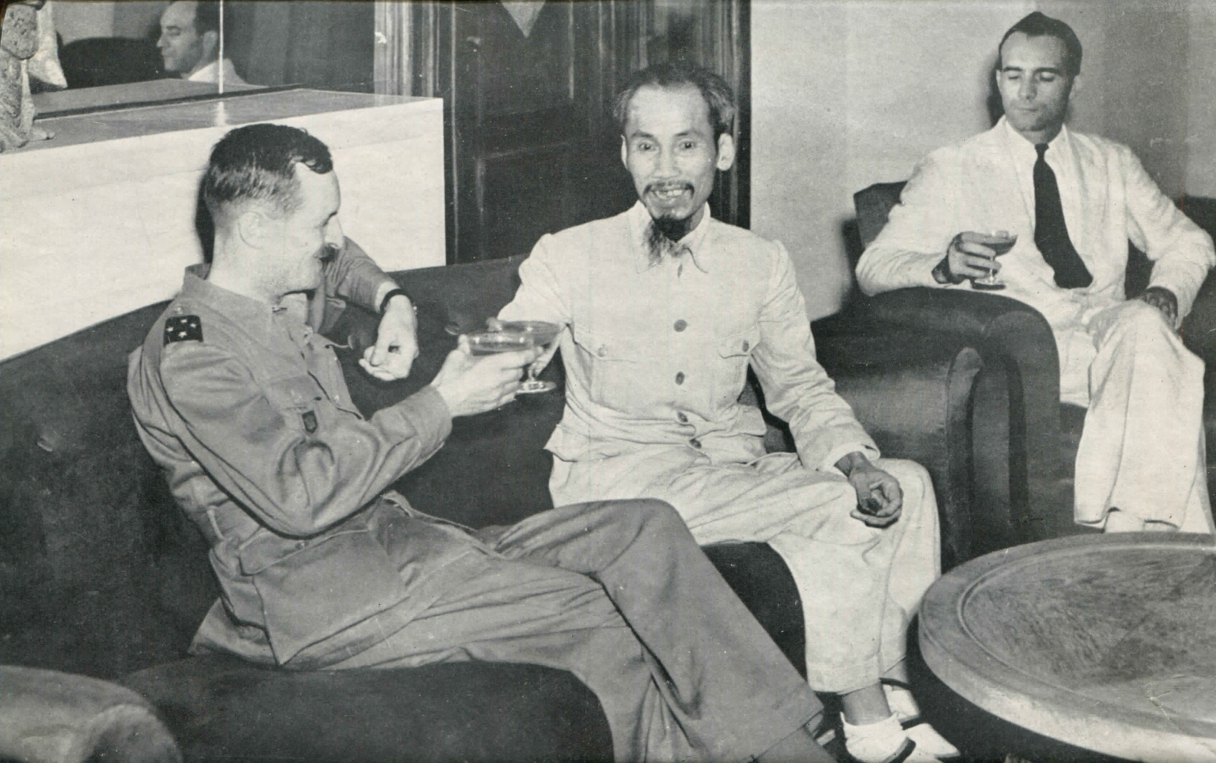
1946年3月18日、ホー・チ・ミン主席はルクレール将軍の邸宅で、トンキン保護国弁務官のジャン・サントニー（右端）の立会いのもと、歓迎を受けた。

1946年2月28日、フランスは「中国・フランス協定」を結び、中華民国が要求していたハイフォン港自由化などを中国軍の撤退を条件に受け入れる。1946年3月6日にホー・サントニー協定で1951年まで中国軍に代わって北部を占領することに同意した。ホーは「一生中国の糞を食うより、5年間フランスの糞を嗅ぐ方がましだ」と語った。また、フランス政府はホー・チ・ミンらベトナム民主共和国を独自の政府、議会、軍隊、財政を持つ自由国家（état libre）として承認し、インドシナ連邦とフランス連邦の一部を形成するという「フランス連合」の一員としての独立を認めるし、また、3つの「国」を包含するベトナムの統一に関する将来の国民投票の結果を承認することを約束した事を通告するが、ベトミンは完全独立を要求し、交渉が持続されていた。そうしたなか、同年3月5日、連合軍東南アジア軍司令部は、南部インドシナが連合軍統轄下よりフランス軍管理下に移行したことを発表、フランス軍は北緯16度線以南はフランス当局が接収すると声明を発表する。自由フランス軍のフィリップ・ルクレール将軍指揮下の第2機甲師団がサイゴンに入りインドシナ南部のコーチシナを制圧、3月6日にフランス軍はハイフォン港に上陸し、3月18日にはハノイに入城した。フランス軍は1946年5月までにラオスにも進駐し、インドシナ一帯を占領する。1946年3月には制圧したコーチシナでフランスは傀儡国家であるコーチシナ共和国を成立させ、グエン・バン・ティンを首班に置いた。また、ダルジャンリュー高等弁務官の命令によるハイフォン爆撃によりホー・サントニー協定は無効となり、こうしたフランス軍の軍事行動に対してホー・チ・ミンらは強く抗議、フランスはインドシナ連邦を置くことであからさまな植民地経営をやめ、事態の解決を図ろうとするが、これでは植民地時代と同じものであり、許容出来ないとして、1946年9月、ベトナム民主共和国側との交渉は決裂した。

### 士官学校とインドシナ残留日本兵
ベトミンはソ連と中国共産党からの軍事支援を受けるまでは装備も乏しかったが、1946年4月には独自の軍士官学校を二校設立した。一校は北部ソンタイにあり、教官は日本軍に追われて以来ベトミンに合流していたフランスインドシナ軍の下級将校であった。もう一校は中部沿岸のクァンガイ陸軍士官学校で校長は中国共産党のグエン・ソンだが、教官は元日本軍の士官や下士官であった。このような残留日本兵は「新ベトナム人」とよばれた。日本軍インドシナ駐屯軍参謀の井川省少佐はベトナム名レ・チ・ゴといい、ベトミンに武器や壕の掘り方、戦闘指揮の方法、夜間戦闘訓練などの技術、戦術などを提供した。また、井川参謀の部下の青年将校中原光信はベトナム名をヴェト・ミン・ゴックといい、第二大隊教官としてベトミンに協力した。ほかにも石井卓雄、谷本喜久男（第一大隊教官）、猪狩和正（第三大隊教官）、加茂徳治（第四大隊教官）らがいた。
日本敗戦後、ベトミンに協力したインドシナ残留日本兵は766人にのぼる。また、武器は中国共産党から提供されたが、多くは日本軍から鹵獲したもので、38式小銃などが多かった。

### 勃発
1946年11月20日、ハイフォン港での銃撃事件を口実にフランスとベトミンとの間で全面交戦状態が始まり、インドシナ戦争(第一次インドシナ戦争)が勃発した。フランス軍は12月19日にハノイのベトナム民主共和国政府へ武力攻撃を開始し、12月20日、ホーチミンは全国抗戦声明を発表した。
フランスは、国民の人気が高かったバオ・ダイ帝を担ぎ出し、1948年6月5日にサイゴンに「ベトナム臨時中央政府」を発足させる。大統領はグエン・ヴァン・スアン。翌1949年3月にはサイゴン市（現ホーチミン市）を首都とするベトナム国を樹立する。フランスはバオ・ダイ政権を唯一の正当な政府と宣言し、ベトミンを徹底的に弾圧すると表明した。

### 冷戦（ソ連、アメリカ、中華人民共和国の介入）
第二次世界大戦後はアジア・アフリカの植民地で、支配国である連合国に対して独立運動が激化していた。1945年にはインドネシア、ベトナム、10月にラオスが、1946年にはフィリピン(1934年のフィリピン独立法により独立)、1947年にはインドがパキスタンと分離独立、1948年には2月にセイロン(スリランカ)が、同年にはビルマや、また大韓民国が8月13日に独立した。1949年には国共内戦で中華民国軍に勝利した中国共産党によって中華人民共和国が樹立した。
1947年3月にはインドのネルーによってアジア関係会議が開催され、29カ国が集まり、非植民地化の推進やアジアの連帯が協議された。1948年末にオランダ軍が第二次治安行動を開始し、インドネシア共和国のスカルノを逮捕したことに抗議してビルマのウ・ヌー首相はインドのネルー首相によびかけ、1949年1月にニューデリーでアジア独立諸国会議が開催された。
植民地の維持を目論むイギリスやオランダ、フランスなどの旧宗主国と、長年の過酷な植民地支配を受け続けた上に、一旦は日本軍によって放逐された宗主国の姿を目の当たりにして解放を欲する植民地国民の間でしばしば紛争が頻発した。アジアでは、戦勝国であるソ連政府とアメリカ政府のいずれかによって指導・支援されている例が多かった。スターリン政権のソビエト連邦は、トルーマン政権のアメリカに対抗するために、世界中を共産化するため、共産主義の革命勢力を支援した。米ソ共に核兵器を保有し、直接の全面戦争を避けて、衛星国同士で戦闘を行う「冷戦」構造が成立した。この冷戦は、ベルリン封鎖、朝鮮戦争、インドシナ戦争、ベトナム戦争、キューバ危機に見られるように、「代理戦争」という形で表面化した。ただし、冷戦構造は大国中心であったが、小国からの要請で大国が動くという、「下からの突き上げ・弱者の脅迫」が作用し得る構造でもあり、ベトナム戦争も単なる「代理戦争」ではなかったという見解もある。
資本主義・自由主義の盟主を自認するアメリカ政府は、中華人民共和国や東ヨーロッパでの共産主義政権の成立を「ドミノ倒し」に例え、一国の共産化が周辺国にまで波及するという「ドミノ理論」を唱え、アジアや中南米諸国の反共主義勢力を支援して、各地の紛争に深く介入していく。とりわけ国共内戦で国民党軍に勝利した中国共産党が1949年10月に中華人民共和国を建国したことは、反共主義を唱えるアメリカにとって衝撃であり、共産主義封じ込め戦略の観点から、インドシナ戦争においてはフランスを支援することを決定した。
ホー・スターリン・毛沢東三者会談
1950年1月14日、ホー・チ・ミンはベトナム民主共和国の国家承認を求める声明を発表。1月18日、成立直後で自らも国家国際承認を受けてすらいない毛沢東による中華人民共和国は、ベトナム民主共和国を正統政権と認めた。中共による承認を受けてホーは北京に入ったあと、スターリンのソ連による承認をとりつけるためにモスクワに向かった。しかし、スターリンは毛沢東に対しても警戒していたほどであったから、ホーに対しても直接的な支援には消極的だったが、結局、毛沢東の仲介でスターリンとホー・チ・ミンの会談が実現する。1月31日、ソ連もホーの要請を受けてベトナム民主共和国を正式に承認した が、ホー・チ・ミンへの直接的支援は断り、ベトナムの支援は中国の課題であると答えた。その後、ホーと毛沢東は北京で会談、毛は武器援助・資金援助を約束し、1950年4月にはホーチミンは中国から借款と兵士二万人分の装備提供を受けた。

#### 朝鮮戦争
1950年6月25日に朝鮮戦争が勃発し、中華人民共和国はアメリカが、朝鮮・台湾海峡・インドシナの三方面から攻撃してくる可能性に危機感をつのらせ、ベトナムへの軍事顧問団の派遣を実施する。のちにソ連、チェコからは対戦車ロケット弾やトラックが提供された。こうした提供に対してベトミンはタングステンや錫、米、ケシなどで支払った。中華人民共和国などから援助を受けたベトミンは1950年末には、精強師団を結成する。

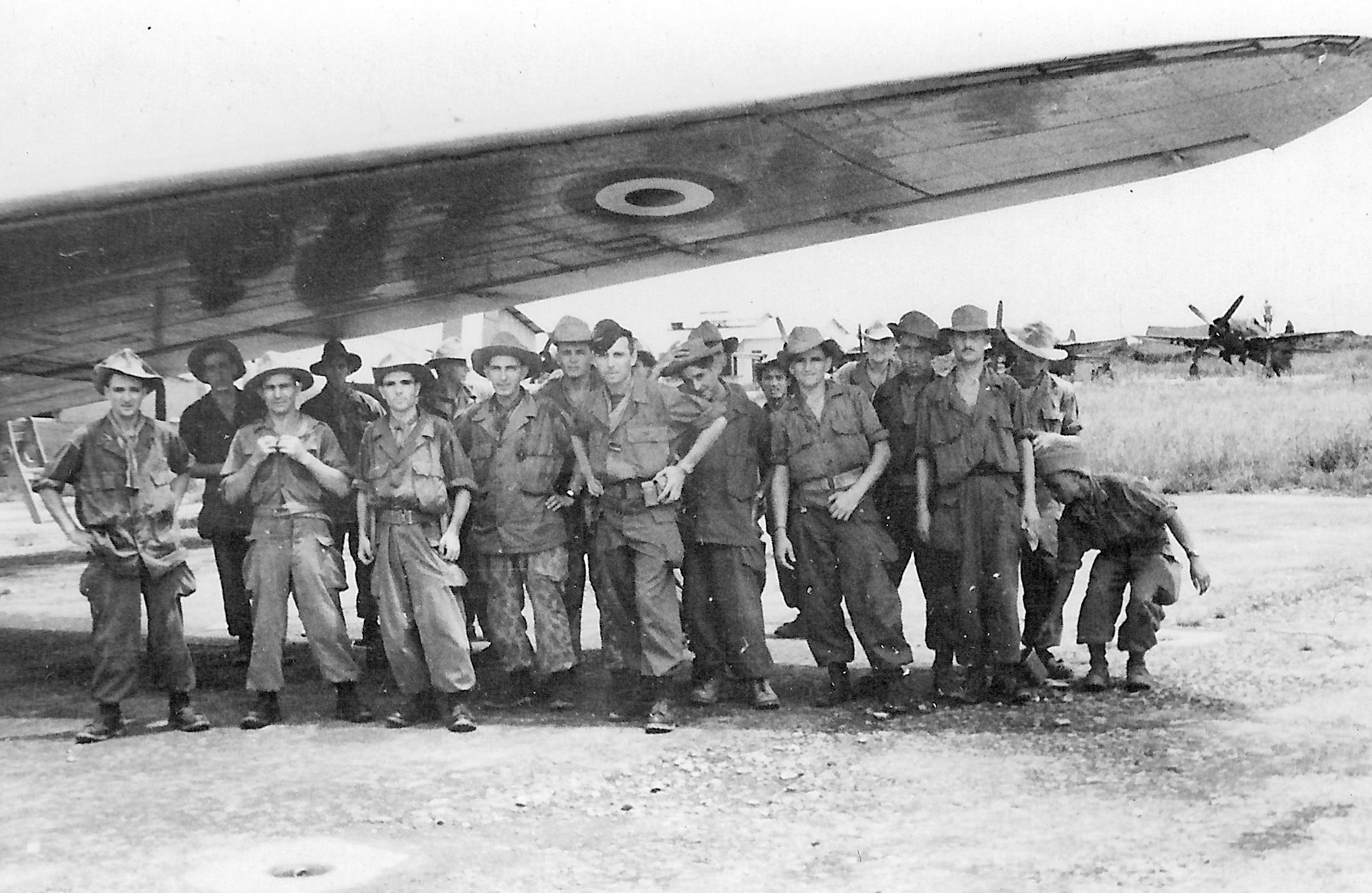
ベトナムに展開するフランス軍兵士。後方にアメリカから貸与されたグラマンF8F戦闘機が写っている

他方、フランスは1950年2月16日のアンリ・ボネ駐米大使とアチソン国務長官との対談で米国による支援を要請する。1950年5月25日、ハリー・S・トルーマン政権下の米国はフランス軍支援を決定する。1950年6月25日に勃発した朝鮮戦争を受けて、トルーマン大統領は国際共産主義運動をファシズムと同じ脅威と規定し、朝鮮戦争において共産主義勢力が従来の政治宣伝を中心とした間接侵略から、武力行使による直接侵略に移行したとみなし、国連の緊急安全保障理事会でも北朝鮮の行動を「平和に対する侵犯」とみなし、北朝鮮への非難決議案を提起、ソ連は国共内戦に勝利した中国共産党が中国本土に中華人民共和国を樹立したにもかかわらず、台湾島に逃げた中華民国が常任理事国議席にあることに抗議して欠席していたため、決議案は可決した。トルーマンは米軍を朝鮮半島だけでなく、台湾海峡にも第7艦隊を派遣し、またフィリピンやインドシナ半島への軍事的関与の強化を発表、朝鮮戦争が開戦してから4日後の6月29日には輸送機C47機がサイゴンに到着する。国連での非難決議を無視して北朝鮮はソウルを陥落させるなど進撃を続けたため、6月30日に米政府は地上軍を朝鮮に派遣することを決定、7月には国連軍派遣が決定する。しかし国連軍は11月には総崩れとなり、トルーマンは原爆の使用を示唆する。急遽、イギリスのクレメント・アトリー首相がワシントンに行き、トルーマンの説得を行った。こうして共産主義圏と自由主義圏との冷戦構造が明白なものとなる。
以降、アメリカからの援助は1952年度までに年額約3億ドルに及び、ドワイト・D・アイゼンハワーが大統領に就任した1953年には約4億ドルに上った。4年間の援助総量は航空機約130機、戦車約850輌、舟艇約280隻、車両16,000台、弾薬1億7千万発以上、医薬品、無線機などが送られている。また、アメリカ軍事顧問団は約400人程度が派遣され、ベトナム国軍など現地部隊の教育訓練を開始し、フランス軍の兵力不足を補うべく活動した。アメリカからの軍事支援を受けたフランス軍は、ソ連や中華人民共和国からの軍事支援を受けたホー・チ・ミンが率いるベトナム民主共和国軍と各地で鋭く対立を続け、アンリ・ナヴァール将軍指揮下の精鋭外人部隊など、クリスティアン・ド・カストリ大佐を司令官とする1万6200人の兵力を投入し、ベトナム民主共和国軍との戦闘を続けた。
ドンケ攻撃
1950年夏にはベトミンは全土総攻撃作戦の第四〇作戦の展開を決定、9月16日にはドンケ攻撃を開始、フランス軍200名は全滅した。
1950年12月にはサイゴンにてフランスのジャン・ルトルノー海外担当大臣とアメリカのヒース公使、ベトナム国のチャン・バン・フー首相の三者会談により軍事援助協定が結ばれ、アメリカはフランス軍とインドシナ三国に軍事援助を開始した。
ベトナム労働党と「中国モデル」の導入
戦争中の1951年2月の党大会でホーは偽装解散していたインドシナ共産党を改組し、ベトナム労働党とした。この大会でホーはスターリンを「世界革命の総司令官」、毛沢東を「アジア革命の総司令官」と呼び、さらに中国共産党の劉少奇が1949年11月に発表していた民族統一戦線、共産党による指導、武装闘争と根拠地などに関するテーゼを採用し、中国共産党による「革命」をモデルとした。しかしこうした急進的かつイデオロギーに固執した「中国モデル」の採用は1953年から本格的に開始された農地改革において、ベトナム伝来の農村社会に大きな混乱をもたらした。ベトナムの農地改革は中華人民共和国から派遣された顧問の指導のもとで実施されたが、「農村人口の5%は地主」とする規定を機械的に導入し、そのため、地主や富農ではない民衆が人民裁判にかけられて処刑されたりした。

### ディエンビエンフーの戦いとフランス軍の敗退

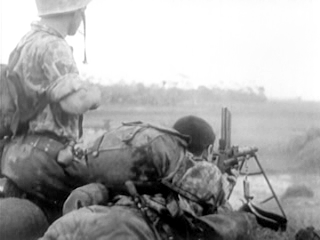
ディエンビエンフーで戦うフランス兵

フランス軍の現地兵とモロッコやアルジェリアおよびセネガル等の他の植民地人達の士気は低く、戦闘していたのは外人部隊と志願兵からなる落下傘隊員であった。ヴォー・グエン・ザップ将軍指揮下のベトミンによる組織的な反撃を受け、1953年に入るとフランス軍は空母を派遣するなど立て直しを図るものの、点を確保するのみで劣勢に立たされていた。1953年4月時点で米国もインドシナ情勢におけるフランス軍は危機的な状況にあるとみていた。米陸軍は大統領安全保障会議への報告において、
1. 米国が介入しても、空軍・海軍のみでは勝利は難しい
2. 原子爆弾を使用しても、敵軍の兵力削減は難しい
3. 米国勝利のためには七個師団が必要

といった提言を行っている。

#### ディエンビエンフーの戦い
1953年11月20日にはフランス軍はカストール作戦を実施、ベトミンが展開するラオス国境に近いディエンビエンフー盆地を12000の兵力で占領し、橋頭堡としての要塞をつくることで、ベトミンの動きを封じようとした。フランス側はベトミンが重火器を持っていないまたは持っていたとしても使いこなせないと予想していた。しかしベトミンは現地の少数民族の支援もあって中国から供給された重火器をディエンビエンフー盆地を囲む山上まで運んでいた。1954年3月、ベトミンは戦闘を開始、攻撃開始日からベトミン軍は猛烈な砲撃を加え、人海戦術により独立高地に設けた2個のフランス軍陣地は陥落した。フランス軍は劣勢となり3月末には滑走路も使用不可能になり、4月には3個空挺大隊と近接航空支援を増強したが、雨季の天候は空軍の活動を制限した。対し、ベトミン軍の夜襲は次々とフランス軍陣地を攻略し、末期には周囲2kmの範囲のみを保持するのみで、5月7日にフランス軍は降伏、残った約1万人のフランス兵は捕虜となった。このディエンビエンフーの戦いでフランス軍は敗北し、事実上壊滅状態に陥る。ディエンビエンフーの戦いにおけるフランス軍降伏について、東京大学教授古田元夫は「ヨーロッパの万を超える精鋭部隊が、植民地現地の軍事勢力に降伏した世界史的出来事で、植民地体制の崩壊を象徴する事件」と指摘している。
フランス軍降伏の報せを聞いたアメリカのリチャード・ニクソン副大統領は、周辺山岳地帯に集結したベトミン軍に対する小型原子爆弾の使用をドワイト・D・アイゼンハワー大統領に進言したが却下された。また、アメリカの統合参謀本部はフィリピンに展開しているボーイングB-29爆撃機による支援爆撃を主張したが、アイゼンハワー大統領はこれも却下した。
ディエンビエンフー陥落後も、ベトミンはトンキンデルタに展開するフランス軍にゲリラ攻撃を仕掛け、各地の攻撃を実施した。同年6月にフランス軍はフーリー、ソンタイ、ラクナム、ハイフォンを結ぶ一帯から撤収を開始、7月にハノイ-ハイフォン回廊に撤退し、ここに至りフランス軍の敗北は決定的となる。

### ジュネーブ協定と南北分断
フランス軍の危機的な状況が国際社会に認知されていくなか、1954年4月26日にはスイスのジュネーヴに関係国の代表が集まり、和平交渉としてインドシナ和平会談（ジュネーヴ会談）が開始された。参加国は当事国のフランスとベトナム国、ベトナム民主共和国、さらに、アンソニー・イーデン外務大臣を議長として送り込んだイギリスとアメリカ、カンボジア、ラオス、ソ連、中華人民共和国であった。会議は3カ月続き、フランス軍が壊滅した1954年7月、インドシナ和平会談において関係国の間で和平協定であるジュネーヴ協定（インドシナ休戦協定）が成立した。
これにより第一次インドシナ戦争の終結とフランス軍のインドシナ一帯からの完全撤退、並びにベトナム民主共和国の独立が承認された。北緯17度を南北の暫定的軍事境界線とし、南北を分割、また南北統一のための自由総選挙を1956年7月までに実施するという内容だった。ただし、アメリカと南ベトナムは調印に参加しなかった。ベトナム民主共和国がこの内容に妥協したのはアメリカの参戦を警戒したためで、ソ連と中華人民共和国もベトナムに譲歩するよう強く求めた。
1954年4月28日から5月2日まで、セイロンのコテラワラ首相が提唱しコロンボ会議が開催され、インド、パキスタン、セイロン、ビルマ、インドネシアの首脳が集まり、インドシナ戦争の停止などを訴え、ジュネーブ会議にも影響を与えたほか、とくにイギリス連邦の中心であるイギリスはジュネーブ会議においてアメリカの戦争拡大方針に同調しなかった。

#### アメリカのインドシナ半島への介入開始

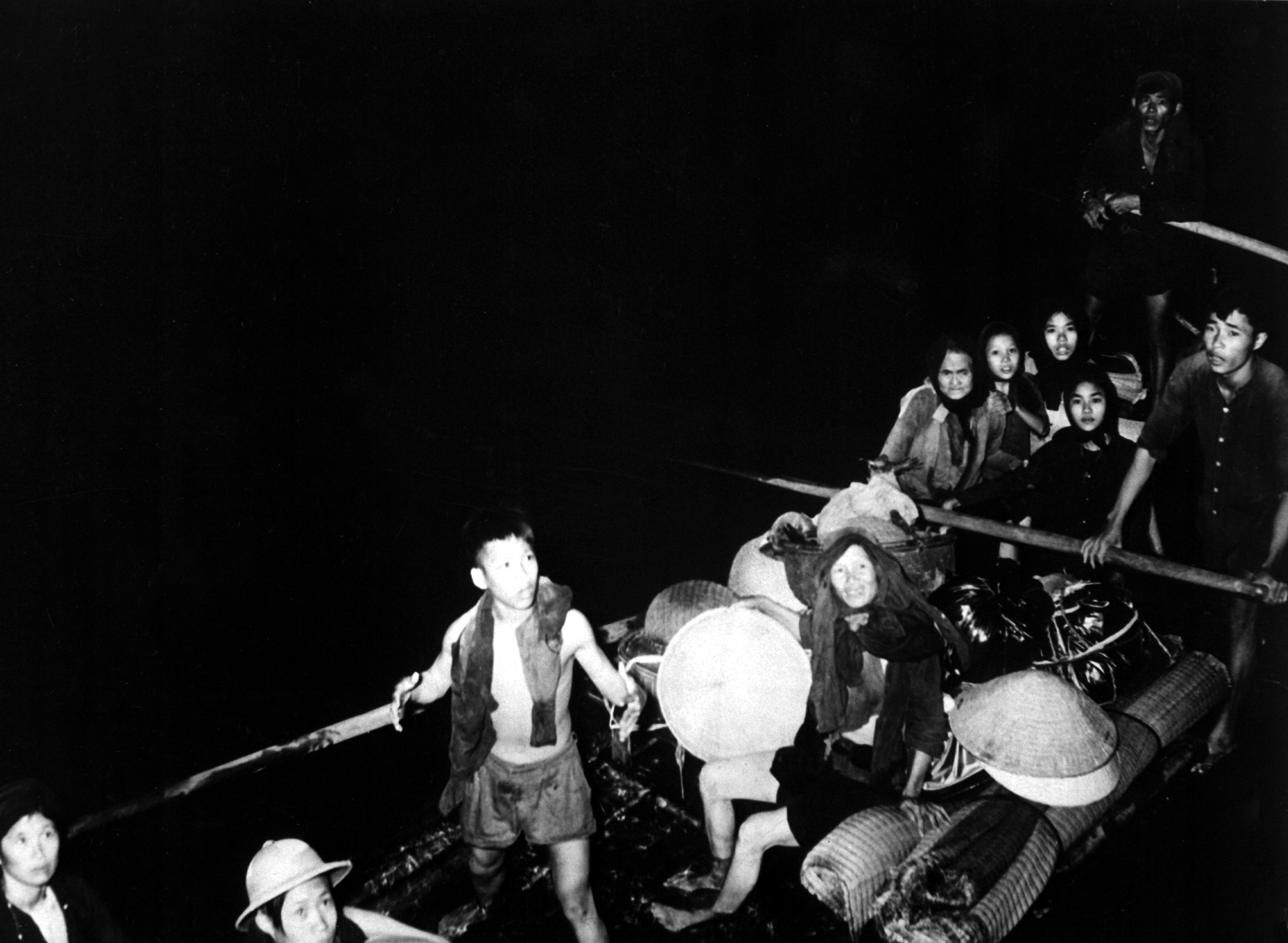
南部ベトナムへ逃れる難民

このころ、休戦交渉と並行して、ジュネーブ協定が締結される直前の1954年7月7日、バオ・ダイ時代に内相をつとめ、反共主義でカトリック教徒のゴ・ディン・ジエム(呉廷琰)による政権が、アメリカの根回しで樹立されていた。さらに1954年9月27日 - 29日のワシントンでの米仏会談で、インドシナ駐留フランス軍への援助は打ち切られ、アメリカは1955年1月からインドシナ諸国に対して直接の援助を行うことを決定した。1950年10月にサイゴンで組織されていたインドシナ米軍事援助顧問団（MAAG）は、1955年11月に南ベトナム米軍事援助顧問団へと改組され、南ベトナム政府軍の軍事教練が開始した。団長はサミュエル・ウィリアムズ将軍。
アメリカは、ジョージ・ケナンらが提唱する、冷戦下における共産主義の東南アジアでの台頭（ドミノ理論）を恐れ、フランスの傀儡政権だったベトナム国を17度線の南に存続させ、ベトナムは朝鮮半島やドイツと同様、分断国家となった。
南北の境界線が確定された際、ベトナム国民が双方の好む体制側に移動することがジュネーブ協定によって認証され、60日間の猶予で行なわれたが、北ベトナムの総人口およそ1300万人のうち、宗教の存在を否定する共産主義者による統治を嫌うカトリック教徒を中心とした90万人は、同じカトリック教徒であるゴ・ディン・ジエムが統治する南ベトナムへ移動した。逆に南から北へ移動した国民は9万人であったという。

## 南北対立と米国の本格的介入

### ジエム政府（南ベトナム）

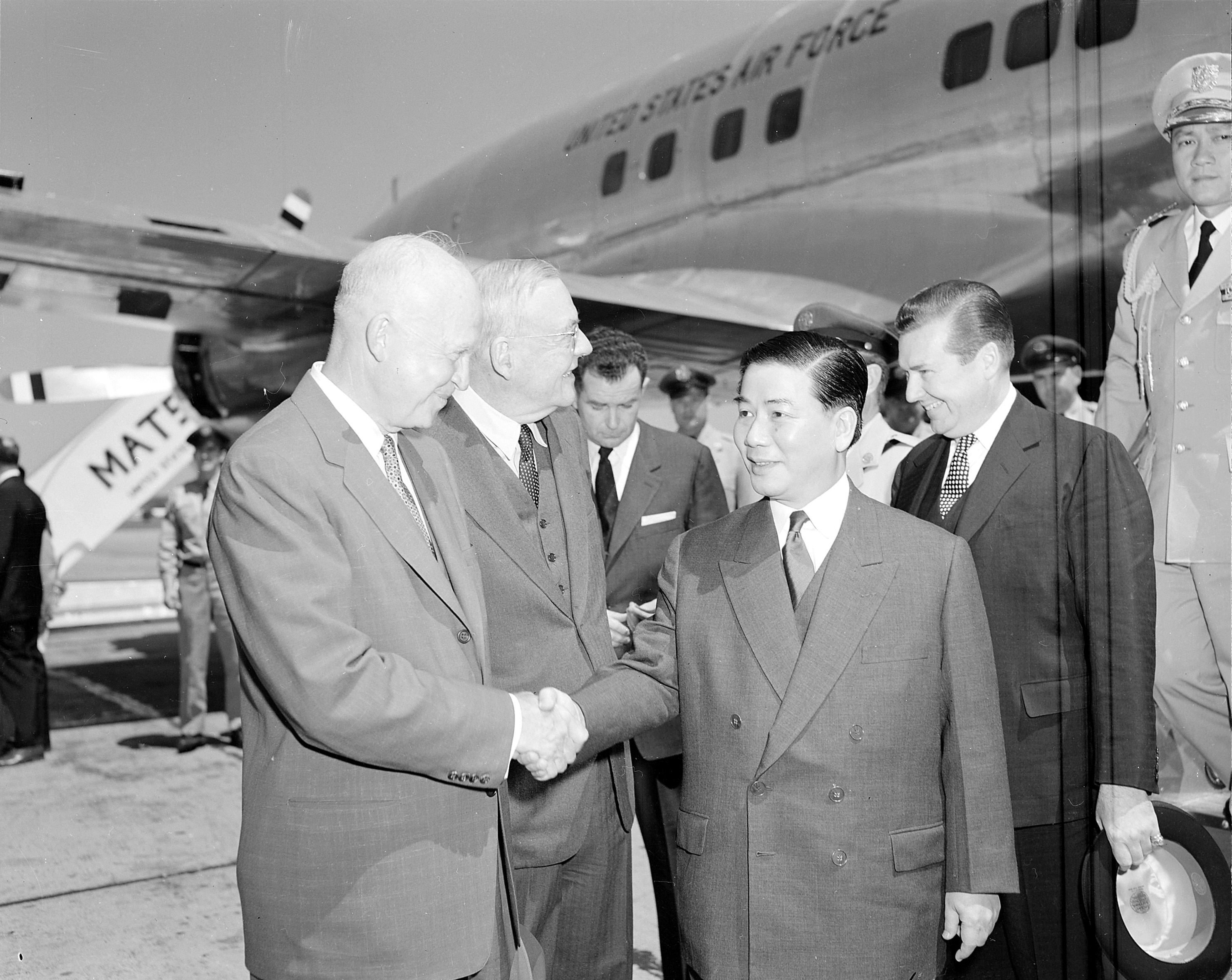
ワシントンD.C.を訪れたゴ・ディン・ジエム大統領を迎えるドワイト・D・アイゼンハワー大統領

ジュネーブ協定と並行して1954年7月に樹立された反共主義者ゴ・ディン・ジエムによる政権は、翌1955年4月に国民の意思と称してバオ・ダイ帝に退位を迫り、6月14日にジエムは自ら国家元首に就任した。10月24日には共和制か王制かを問う国民投票を実施、10月26日にはベトナム共和国（通称「南ベトナム」）樹立宣言を行い、ジエムは初代大統領に就任した。こうして、植民地時代にフランスや日本の傀儡政権となりながらも持続してきたベトナム王朝は消滅し、バオ・ダイはフランスへ亡命した。ジエムの政権樹立にはCIA工作員でアメリカ空軍准将のエドワード・ランズデールによる支援があった。自由主義者や民主主義者、民族主義者や反共主義者、カトリック教徒らがジエム政権の支持母体となり、アメリカ合衆国の傀儡国家かつ東南アジアにおける反共防波堤という性格を持つベトナム共和国が建国された。
ジエム大統領はジュネーヴ協定に基づく南北統一総選挙を拒否した。これは、もし選挙を実施すればフランスを打ち破ったベトナム民主共和国が勝つのは明白だったからである。
直近の、中国における国共内戦や、朝鮮半島における朝鮮戦争などのため、南ベトナムのジエム政権は東南アジア情勢が選挙どころではなく共産勢力と一触即発の状態であると認識しており、そのため南北統一選挙を拒否したのであるが、北ベトナムのホー・チ・ミン政権はこの南北統一選挙に勝てると勝算を持っていたため、このことでますます南北間の対立が悪化することになった。アイゼンハワー政権下のアメリカは、それまでのフランスに代わりジエム政権を軍事、経済両面で支え続け、ジエムからの依頼を受けて南ベトナム軍への重火器や航空機の供給をはじめとする軍事支援を開始した。しかし、ジエム大統領一族による独裁化と圧政のため、ジエム政府に対する南ベトナム国民の反発はかえって強まっていった。
戦後の日本で農地改革計画をつくったウォルフ・ラデジンスキーが米国援助使節団としてジエム政府に提言し、ジエム政府は1956年11月21日、法令57号を発布、農地改革を行い、その後も「カイサン計画」などを実行するが、日本の場合と異なり、いずれも失敗した。

#### 反政府勢力の掃討作戦
また、ジエムは弟のゴ・ディン・ヌーを大統領顧問に任命し、秘密警察やカンラオ（勤労）党組織を用いて反政府勢力を弾圧した。1958年12月1日には1000人の政治犯が食後に死亡するというフーロイ収容所虐殺事件を引き起こした。1959年5月6日には国家治安維持法の第十号法令を発布、これにより特別軍事法廷は反政府勢力を思うがままに投獄することが可能となった。1959年7月から1960年7月までのジエム政府軍による反政府勢力掃討作戦は82回で、暴行、焼き打ち、虐殺を繰り返し、さらし首や、人間の生きた肝臓は精力がつくとして反政府勢力と目されるベトナム民衆の肝臓を取り出して食べたりした。1960年までに80万人が投獄され、そのうち9万人が処刑され、19万人が拷問により身体障害者となったとされている。「政治訓練センター」には常時8千 - 1万人が収容され、さらに農民の収容所としてアグロビル計画が実施され、これにより農民が代々住んできた家屋が破壊され、農民たちは強制的に収容されていった。アグロビル計画の対象地域は400箇所にものぼった。

#### 反ジエム連合戦線
1955年、1956年頃より私兵団を持つカオダイ教団やホアハオ教らの新宗教組織が、ジエム政権による弾圧に対抗して戦闘を開始しており、その他にもビン・スエン派などのギャング私兵団もジエム政権に反発していたため、反ジエム連合戦線のカオ・ティエン・ホア・ビン連合が結成された。1957年から58年にかけて反ジエム連合戦線の勢力は強まったが、逆に政府軍によって鎮圧された。

### 南ベトナム解放民族戦線

#### 第十五号決議
ジュネーブ協定に基づく南北統一選挙が行なわれなかったことに強い憤りを覚えたホーチミンは、1959年1月13日、ハノイで第15回ベトナム労働党中央委員会拡大総会を開催し、南部の政権を転覆するための武力解放戦争を決議した「新しい段階に入った南部ベトナムの政策について」と題する第十五号決議が提出された。第十五号決議では「米国はもっとも好戦的な帝国主義者である。（中略）われわれ中央も、敵も、たがいに長期にわたる戦いになることは確実である。しかし最後の勝利はかならずやわれわれに帰するだろう」と記された。1959年5月には南部武力解放指令が出され、ボ・トゥ・レン・ナム・ナム・チン（コマンド559）という突撃・偵察隊が結成、山岳少数民族の協力要請も含めて、のちにホーチミン・ルートとよばれる補給路の建設が開始された。戦争終結までにこのホーチミン・ルートは16000kmにも及び、南に輸送された物資は4500万キロトン、パイプラインは3082km、往来した人数は延べ200万人にのぼった。
第十五号決議は1960年9月の第三回党大会で正式に承認された。

#### Đ基地とベンチェ動乱
1959年11月、南ベトナムの秘密基地Đ（「東」を意味するベトナム語Đôngの頭文字）に第十五号決議が届く。武器のなかったĐ基地は政府軍の武器を強奪することを計画、1960年1月17日午前6時、ベンチェのベトミンゲリラ軍が、ディントゥイ政府軍宿舎を襲撃、また市場でも朝食を食べていた政府軍兵士が農民たちによって取り押さえられた。ディントゥイ政府軍からはライフル30丁を得て、さらにフォッグヒエップ村、ビンカイン村の政府軍も制圧、計100丁のライフルと2丁の重機関銃を得た。その後、政府軍はゲリラ軍鎮圧を開始するが、ゲリラ軍はフォッグヒエップ村の女性5000人に喪章をつけて政府軍の残虐な行動に抗議するよう県庁に抗議行動を連日行わせ、1960年3月15日、県庁は要求を受け入れる。米国軍事顧問団とジエム政府はこれらの女性たちを「ロング・ヘアー・アーミー」と名付けて対応に苦慮した。

#### NLF結成
1960年12月20日、南ベトナム解放民族戦線（National Liberation Front、略称はNLF）が結成された。翌年2月に解放戦線はハノイ放送を通じて宣言と綱領を発表、「1954年のジュネーブ協定でベトナムの主権が承認されたにもかかわらず、米国がフランスにとってかわり、南部にジエム政権をつくり、形をかえた植民地支配をすすめている」と主張した。南ベトナム解放民族戦線は、「ジュネーブ協定を無視したジエム政権とその庇護者であるアメリカの打倒」との名目を掲げて、南ベトナム政府軍とサイゴン政府に対するゲリラ活動・テロ活動を活発化させて宣戦布告し、政府軍との内戦状態に陥った。NLF結成の報告を聞いたジエムは即座に共産主義者の蜂起と断定し、「ベトコン」（「ベトナムの共産主義者」の意）と呼んだとされており、米・南ベトナム政府ではNLFへの蔑称で使われた。
NLFの構成員には南ベトナム政府の姿勢に反感を持った仏教徒や学生、自由主義者などの、共産主義とは無関係の一般国民も多数参加していた。しかし、戦闘の激化によって次第に北ベトナムの工作機関と化しホーチミン・ルートを経由して中華人民共和国や北朝鮮、ソビエト連邦などの共産主義国から多くの武器や資金、技術援助を受けることになる。
NLFはわずか2年の間で4000名規模にまで拡大した。NLFは、当初は、ジェム一族の政権私物化と腐敗、その後ろ盾であったアメリカに対する抗議・抵抗運動が起点であった。若い学生がNLFの中核として、ベトナム統一戦争に参加した。

## アメリカ軍事介入の開始

### ケネディ政権による軍事顧問団の増強

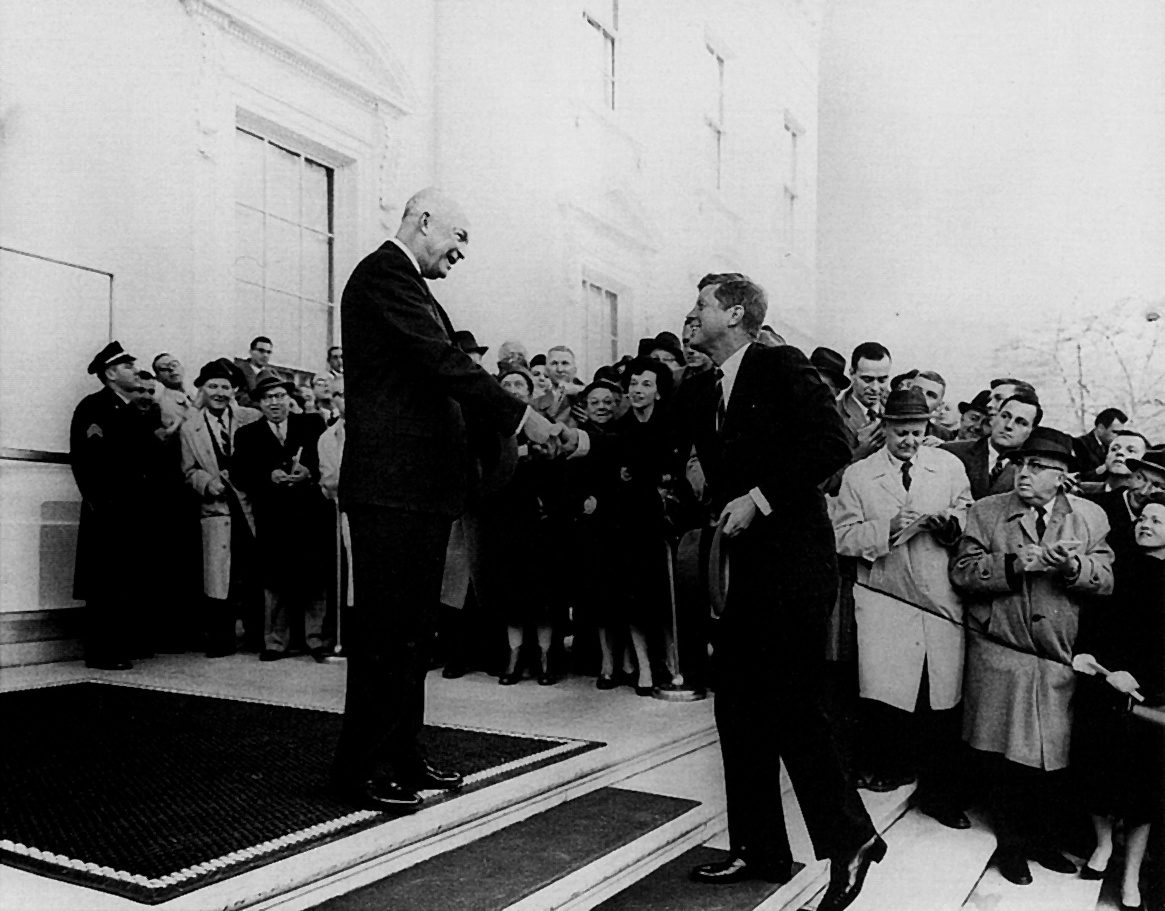
前大統領アイゼンハワーとケネディ（1960年）

1961年1月20日、アメリカ民主党のジョン・F・ケネディが第35代アメリカ合衆国大統領に就任する。ケネディ政権が2年10か月の政権期間に行った外交政策の中で、最も大きな議論を呼んだのが、派兵拡大を押し進めた対ベトナム政策であるとされる。
ケネディ政権は、アイゼンハワー政権を引き継いだ就任直後に東南アジアにおけるドミノ理論の最前線にあったベトナムに関する特別委員会を設置し、統合参謀本部に対してベトナム情勢についての提言を求めた。特別委員会と統合参謀本部はともに、ソ連や中華人民共和国の支援を受けてその勢力を拡大する北ベトナムによる軍事的脅威を受け続けていたベトナム共和国（南ベトナム）へのアメリカ正規軍による援助を提言した。
ケネディは、正規軍の派兵は、ピッグス湾事件やキューバ危機、ベルリン危機など世界各地で緊張の度を増していたソビエト連邦や中華人民共和国との対立を刺激するとして行わなかったものの、「（北ベトナムとの間で）ジュネーブ協定の履行についての交渉を行うべき」とのチェスター・ボウルズ国務次官とW・アヴェレル・ハリマン国務次官補の助言を却下し、「南ベトナムにおける共産主義の浸透を止めるため」との名目で、1961年5月にアメリカ軍の正規軍人から構成された「軍事顧問団」という名目の、実際はゲリラに対する掃討作戦を行う、アメリカ正規軍からなる特殊作戦部隊600人の派遣と軍事物資の支援を増強することを決定し、南ベトナム解放民族戦線を壊滅させる目的でクラスター爆弾、ナパーム弾、枯葉剤を使用する攻撃を開始した。
さらに併せてケネディは、フルブライト上院外交委員会委員長に「南ベトナムとラオスを支援するためにアメリカ軍を南ベトナムとタイに送る」と通告、ジョンソン副大統領とロバート・マクナマラ国防長官をベトナムに派遣した。ジョンソンはベトナム視察の報告書の中で「アメリカが迅速に行動すれば、南ベトナムは救われる」と迅速な支援を訴え、同じくマクナマラも、その後南ベトナムの大統領となるグエン・カーンへの支持を表明し「我々は戦争に勝ちつつあると、あらゆる定量的なデータが示している」と報告し、ケネディの決定を支持した。
1962年2月、ケネディ政権は、ゲリラではない農民と南ベトナム解放民族戦線のゲリラを識別するために、戦略村と称する農耕集落を建設し、南ベトナム解放民族戦線のゲリラではない農民を戦略村に移住させ、戦略村に移住しない農民は南ベトナム解放民族戦線のゲリラと見なして攻撃する作戦を開始した。ケネディ政権の目論見に反して、アメリカ合衆国の戦争の都合のために、先祖代々の農地を離れて戦略村への入居を要求されても拒絶する農民が続出し、戦略村に対する南ベトナム解放民族戦線の攻撃も頻発し、アメリカ合衆国軍は戦略村を維持できなくなり、戦略村作戦は破棄された。
アイゼンハワー政権下の1960年には685人であった南ベトナム駐留米軍事顧問団は、ケネディ政権下の1961年末には3,164人に、1963年11月には16,263人に増加した。さらに1962年2月には南ベトナム軍事援助司令部 (MACV) を設置、爆撃機や武装ヘリコプターなどの各種航空機や、戦車などの戦闘車両や重火器などの装備も送るなど、「軍事顧問団」という名目の特殊作戦部隊であるものの、事実上のアメリカ正規軍の派遣に格上げする形とした。
さらにケネディは、1962年5月に南ベトナムとラオスへの支援を目的にタイ国内の基地に数百人規模のアメリカ海兵隊を送ることを決定した。ケネディ政権はこのような軍事介入拡大政策を通じてベトナム情勢の好転を図ろうとしたものの、ケネディ政権の思惑に反して、アプバクの戦いで南ベトナム軍とアメリカ軍事顧問団が南ベトナム解放民族戦線に敗北するなど、事態は好転しなかった。
それに対してケネディは「『アメリカは（南ベトナムから）撤退すべきだ』という人たちには同意できない。それは大きな過ちになるだろう」と述べ 南ベトナムからのアメリカ軍「軍事顧問団」の早期撤収を主張する国内の一部の世論に対して反論した。

### 仏教徒による焼身自殺とジェム大統領の対立

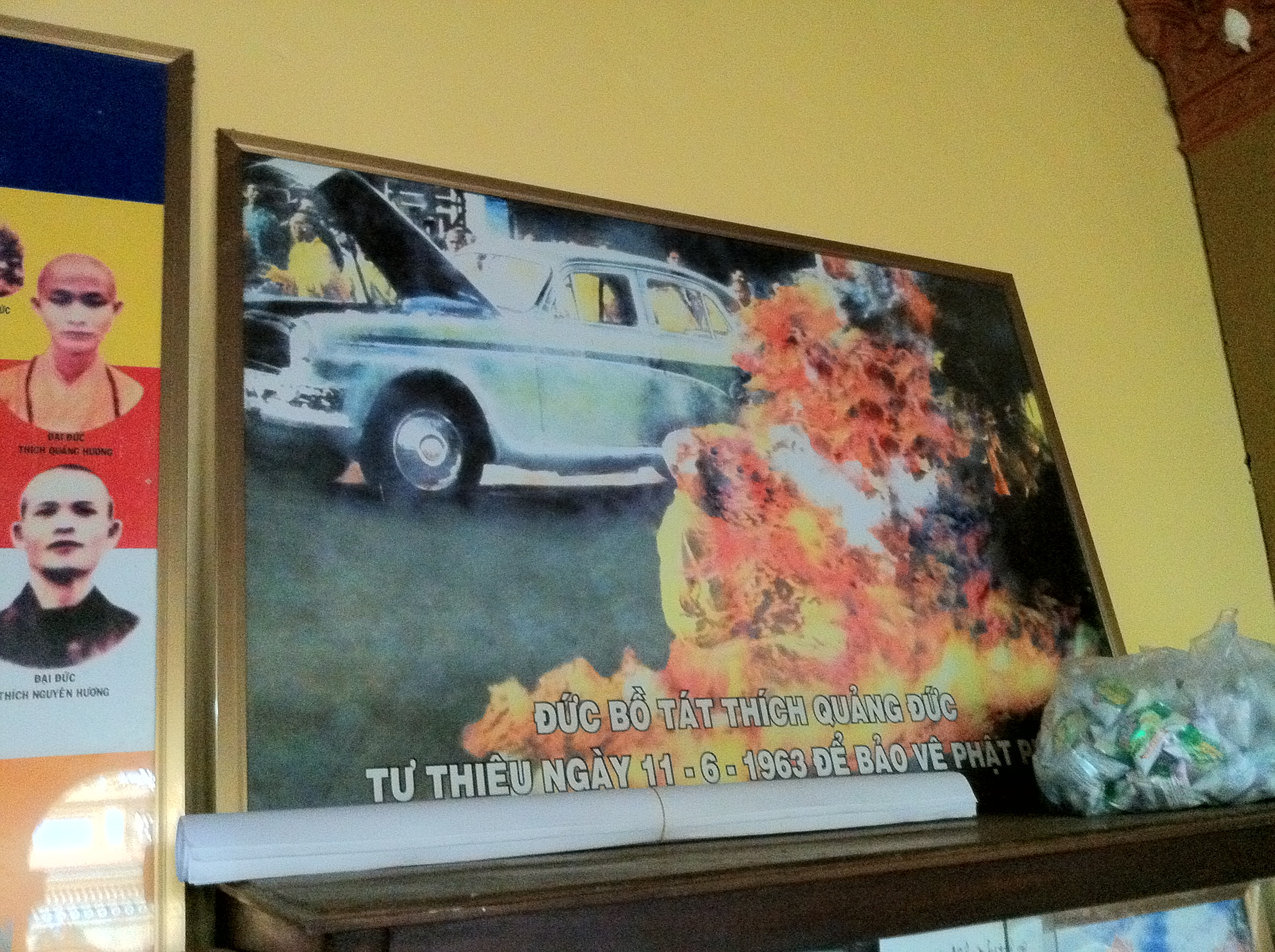
サイゴン（現・ホーチミン市）のアメリカ大使館前で自らガソリンをかぶって焼身自殺するティック・クアン・ドックの写真

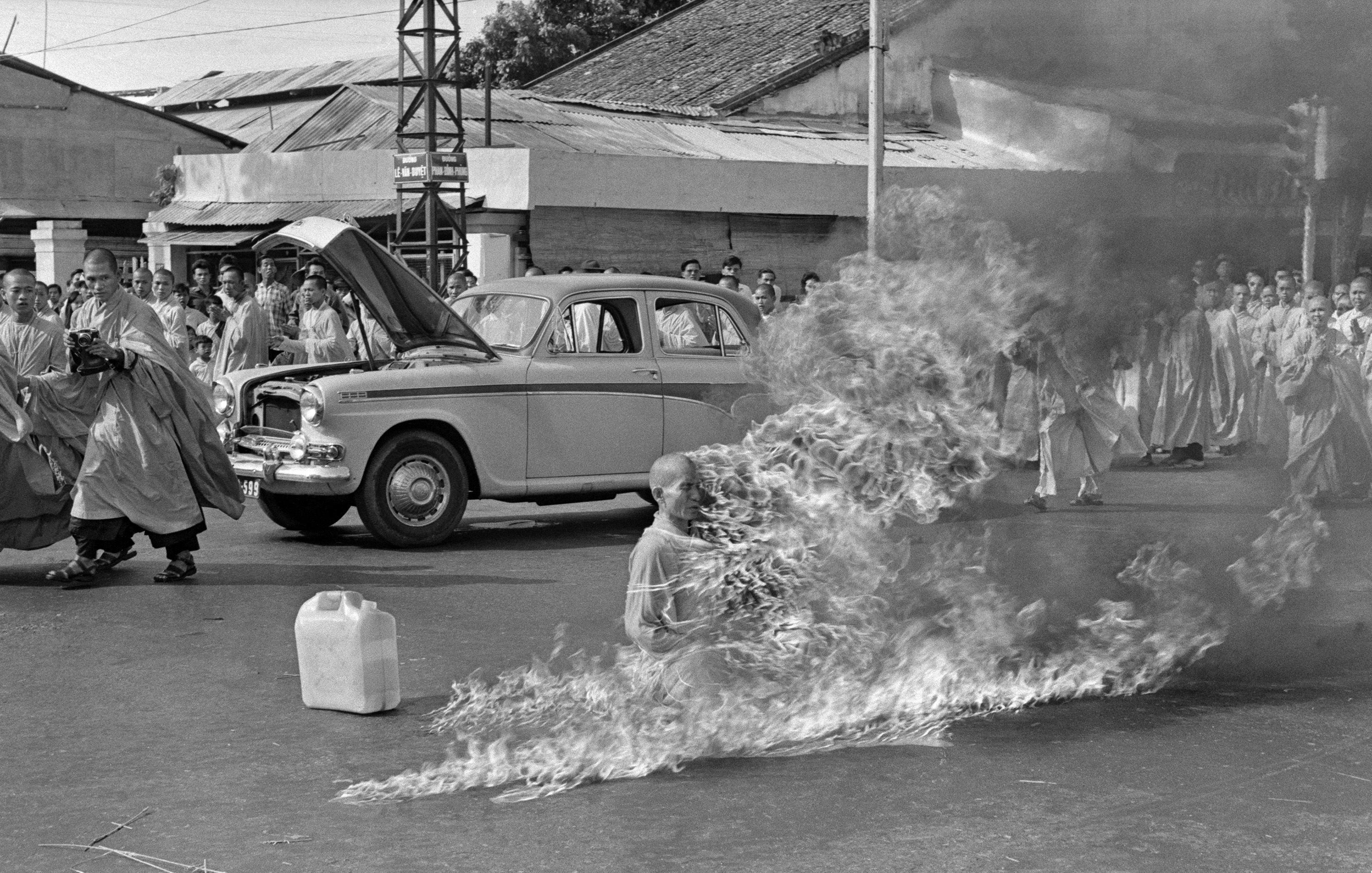
同上

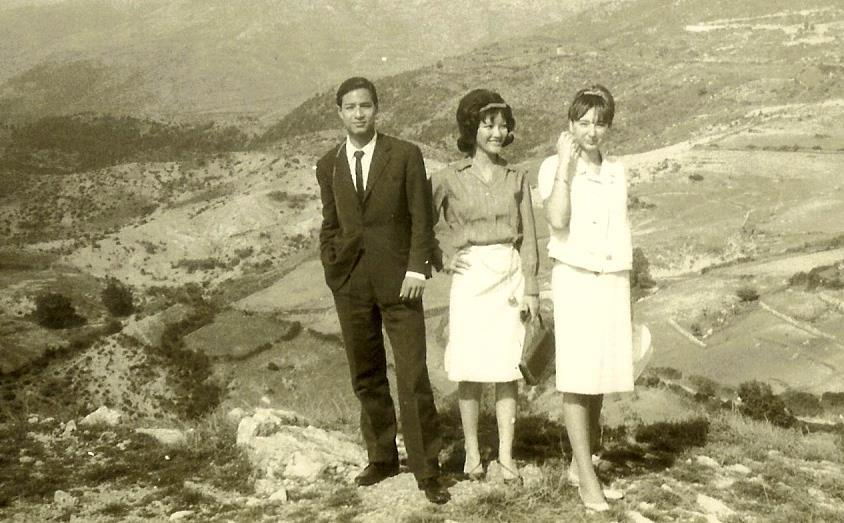
マダム・ヌー（中）

南ベトナムでは1960年代に入ると、自らが熱心なカトリック教徒であり、それ以外の宗教に対して抑圧的な政策を推し進めたジェム政権に対し、南ベトナムの人口の多くを占める仏教徒による抗議行動が活発化した。
1963年5月にユエで行われた反政府デモでは警察がデモ隊に発砲し死者が出るなどその規模はエスカレートし、同年6月には、仏教徒に対する抑圧を世界に知らしめるべく、事前にマスコミに対して告知をした上で、サイゴン市内のアメリカ大使館前で焼身自殺をした僧ティック・クアン・ドックの姿がテレビを通じて全世界に流され、衝撃を与えるとともに、国内の仏教徒の動向にも影響を与えた。
これに対してジェム大統領の実弟のゴ・ディン・ヌー秘密警察長官の妻であるマダム・ヌーが、「あんなものは単なる人間バーベキューだ。しかもアメリカから輸入したガソリンを使うとは矛盾している」とテレビのインタビュー番組で語り、この発言に対してアメリカのケネディ大統領が激怒したと伝えられた。
南ベトナムではその後も僧侶による抗議の焼身自殺が相次ぎ、これに呼応してジェム政権に対する抗議行動も盛んになった。敬虔な仏教徒で知られた国際連合事務総長ウ・タントも、ベトナム戦争に苦言を呈して、アメリカ合衆国は国際連合との関係も悪化した。そのような中で、ゴ・ディン・ジェム南ベトナム大統領も、軍事介入の拡大とともに、反政府デモを行う仏教徒に対して抑圧的な政策を推し進めたことについて、あからさまに南ベトナム派の内政干渉を行うケネディ政権を次第に敵対視するようになった。
これに対してケネディは、アメリカ政府によるコントロールが利かなくなっていたジエム政権への揺さぶりをかけることを目的に、あえてこれまでのような軍事顧問団の増強方針から一転して、1963年10月31日に「1963年の末までに軍事顧問団から1,000人を引き上げる」と発表。1963年11月にはマクナマラ国防長官が「軍事顧問団を段階的に撤収させ、1965年12月31日までには完全撤退させる計画がある」と発表し、アメリカに対し敵対的な態度を取り続けるジェム政権に揺さぶりをかけた。
なお、後に泥沼化したベトナム戦争からのアメリカ軍の完全撤収を決めた「パリ協定」調印に向けた交渉を行ったヘンリー・キッシンジャー国務長官は、ケネディ政権による「軍事顧問団の完全撤収計画」の存在を完全に否定しており、このケネディ政権による「軍事顧問団の完全撤収計画」の発表は、ジエム政権に対する単なるブラフであり、これ以降もベトナムへの軍事介入拡大政策を取り続ける意向であったことが明らかになっている。

### ジェム大統領とケネディ大統領の暗殺

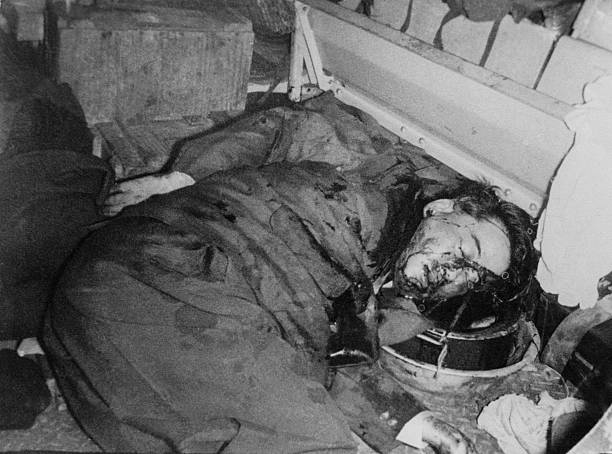
クーデターで殺害されたジェム大統領

この様な混沌とした状況下において、南ベトナム軍内の反ジェム勢力と、アメリカ軍の「軍事顧問団」と近い南ベトナム軍内の親米勢力（この2つの勢力は事実上同一であった）によって1963年後半には反ジェムクーデターが計画され、その状況は南ベトナム軍事援助司令部を経由してケネディ政権にも逐次報告されるようになっていた。
1960年に発生したクーデターは失敗に終わるが、1963年11月2日に発生したクーデターは成功した。クーデターを引き起こした反乱軍によって、ジェム大統領とヌー秘密警察長官は政権の座から下ろされ、逃げ込んだサイゴン市内のチョロン地区にあるカトリック教会の前に止めた反乱部隊の装甲兵員輸送車の中で殺害された。これを受けてヌー秘密警察長官の妻であるマダム・ヌーをはじめとするジェム政権の上層部も国外へ逃亡し、ジェム大統領とその一族が南ベトナムから姿を消したその当日には、南ベトナム軍の軍事顧問で将軍でもあり、アメリカ軍と深い関係にあったズオン・バン・ミンを首班とした軍事政権が成立する。

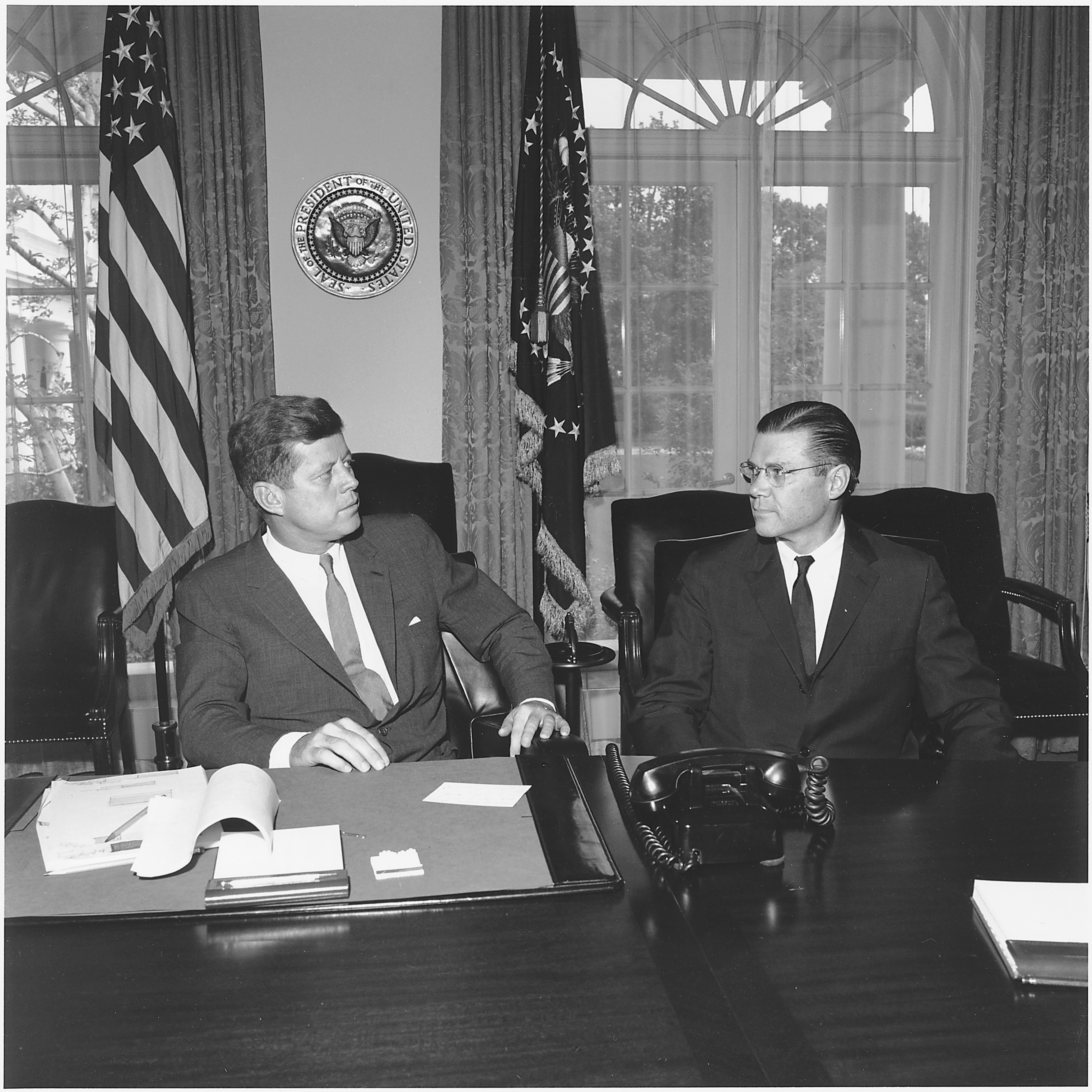
ケネディとマクナマラ

後にマクナマラ国防長官はこの反ジェムクーデターに対して「ケネディ大統領はジェム大統領に対するクーデターの計画があることを知りながら、あえて止めなかった」と、ケネディ大統領が事実上反ジェムクーデターを黙認したことを証言している 上に、ケネディ大統領から上記のような訓令を受けたロッジ大使もマクナマラ国防長官と同様の証言を行っている。
いずれにしてもクーデターの発生とジェム大統領殺害の報告を受けたケネディ大統領は、「このクーデターにアメリカは関係していない」との正式声明を出すように指示したが、それを信じる者は皆無であった。そして、ジェム大統領クーデター事件のわずか3週間後に、アメリカでケネディ大統領暗殺事件が起こりケネディ大統領がダラスで死亡した。

### ジョンソン政権とミン政権・チュー政権

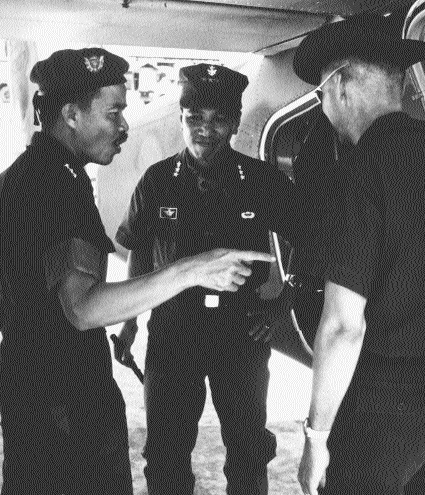
打ち合わせ中のグエン・カオ・キ(左)とグエン・バン・チュー(中央)

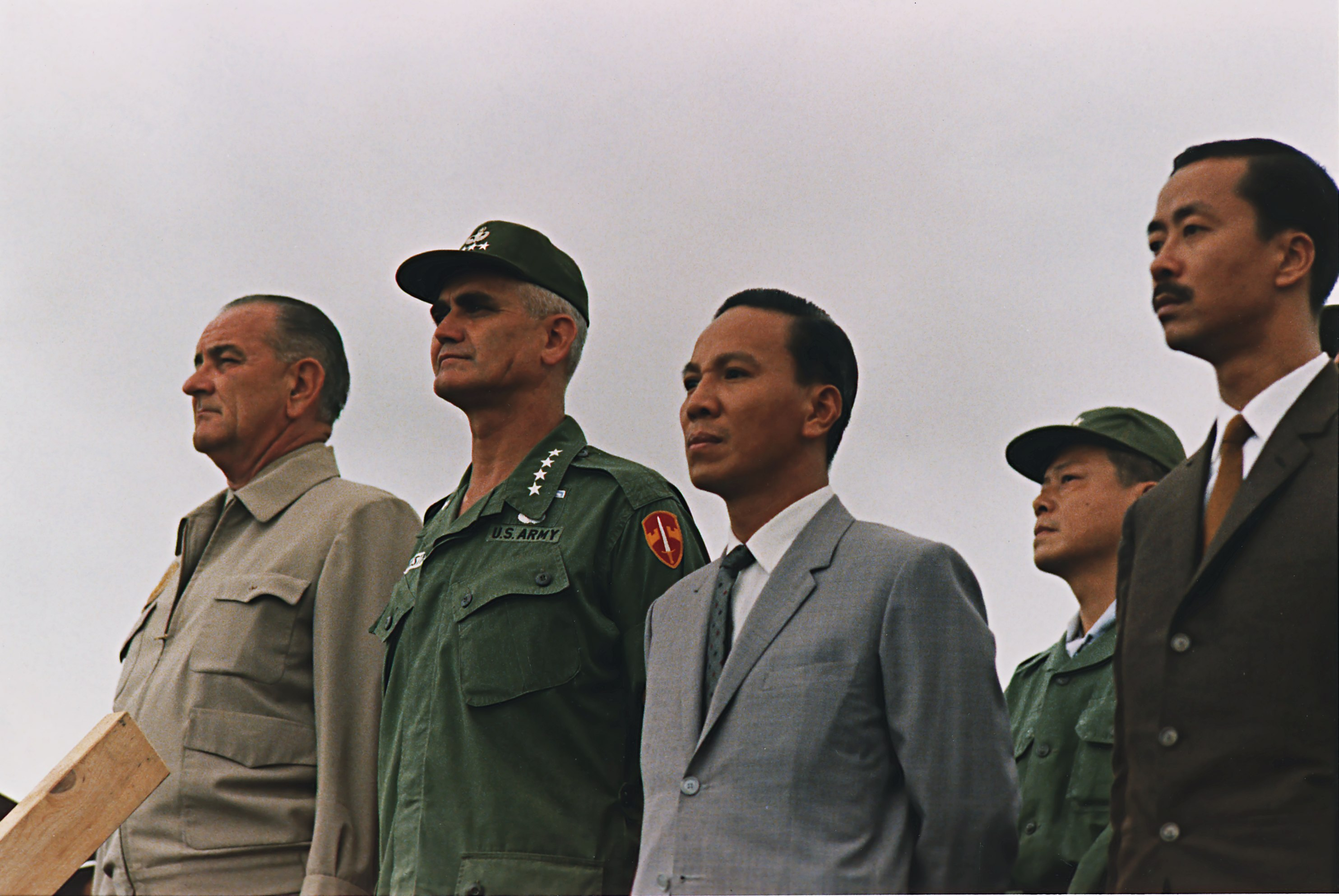
右から南ベトナムのグエン・カオ・キ首相とグエン・バン・チュー国家元首、アメリカのウィリアム・ウェストモーランド将軍とリンドン・ジョンソン大統領(1966年10月)

ケネディが死亡し、副大統領のリンドン・ジョンソンがアメリカ合衆国大統領に昇格した。ジョンソンは、前任者のケネディが増強した「軍事顧問団」の規模を維持するだけにとどめた。またアメリカ政府は、クーデターにより南ベトナム情勢が安定することを期待していたが、その目論見は裏目に出る。
クーデターは、反乱に参加した将校達の権力闘争を容認する結果となり、その後も南ベトナム政府内では13回ものクーデターが発生する。親米的なミン大統領の軍事政権はアメリカ政府に歓迎されたものの、南ベトナム解放民族戦線との戦闘に注力しなかったことから南ベトナム軍内部の離反を招くこととなり、1964年1月30日にグエン・カーン将軍を中心とした勢力がクーデターを起こし、ミン大統領は隣国のタイ王国へと追放された。しかしミン元大統領は、追放された直後にカーン将軍の指示を受けて南ベトナムへ戻り2月8日に大統領の座に復帰する。
アメリカはその後もカーン将軍やミン大統領らの一派を全面的に支援したものの（en:Operation Quyet Thang 202、1964年4月27日 - 5月27日）、その後大統領に就任したカーン将軍は、南ベトナム解放戦線との和解の可能性を模索し始めたために南ベトナム軍の支持を失いまもなく大統領の座から去った末に、1965年2月25日にグエン・バン・チューら南ベトナム軍部強硬派によるクーデターにより失脚させられフランスへの亡命を余儀なくされる。その後同じく親米的な軍人であるグエン・カオ・キが首相に、チューが国家元首に就任（1967年9月の選挙で正式に大統領に就任）する。
カーン将軍の失脚を機に再度亡命したミン元大統領は1968年に帰国するが、強硬派のチュー政権を支持せず、北ベトナム政府および南ベトナム解放民族戦線に対しては強硬姿勢をとらない穏健派勢力として活動する。なお、ミン元大統領はその穏健派としての姿勢を買われ、最後の停戦交渉を行うことを目的に、ベトナム戦争終結前日の1975年4月29日に、1965年から10年間に渡り国家元首を経て大統領を務めたチューに代わり再び大統領に就任するものの、大統領就任翌日の4月30日にサイゴンが陥落、1日限りの大統領復帰となった上に、南ベトナム最後の大統領となりその後北ベトナムに抑留されることとなった。
この様に、南ベトナムの軍や政府の高官が、たとえ国家が戦争状態に置かれている状態にあっても軍事クーデターによる権力獲得闘争に力を注ぎ、またアメリカから援助を受けた最新の兵器を装備した自軍の精鋭部隊の多くを、クーデター阻止のためにサイゴンに駐留させた（その場合、多くが次のクーデターの際に反乱側の実行部隊となった）ため、アメリカがいくら軍事援助をしても南ベトナム軍の戦闘力が強化されず、また士官から兵士に至るまで士気も上がらない状態になっており、この様な体たらくはベトナム戦争発生当時からサイゴン陥落まで一貫して続き、結果的に南ベトナム解放戦線と北ベトナムを利する結果となった。

### トンキン湾事件

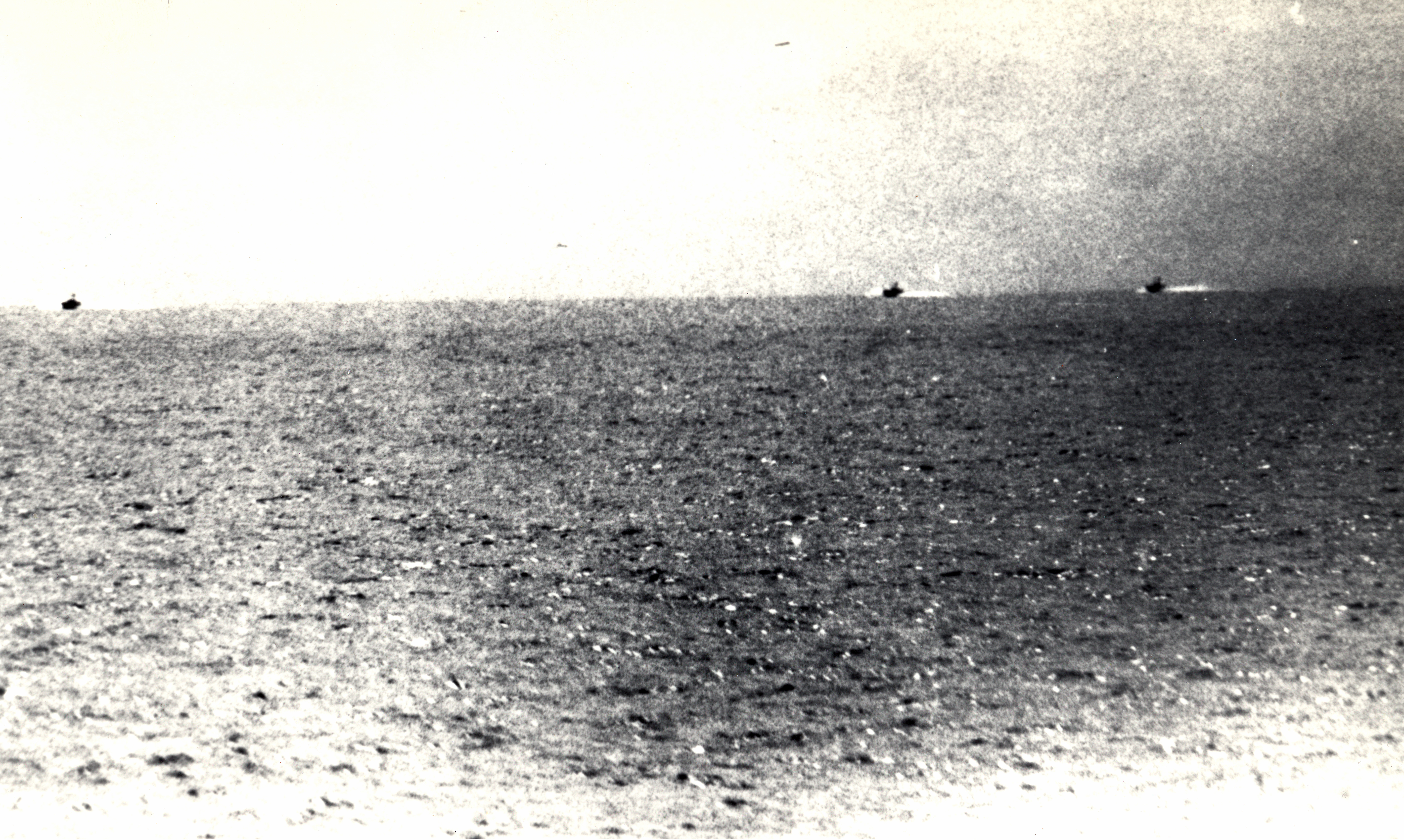
アメリカ海軍のUSS マドックスが1964年8月2日にトンキン湾で撮影した北ベトナム海軍の魚雷艇

いずれにしてもジョンソン大統領は、1964年半ばになっても前任者のケネディ大統領が増強した「軍事顧問団」の規模を維持するだけにとどめ、南ベトナムで軍事クーデターが頻発する中で戦争の規模を現状のままに抑えようとした。
しかし就任から9か月後の1964年8月2日と8月4日に、ベトナム沖のトンキン湾で発生した北ベトナム海軍の魚雷艇によるアメリカ海軍の駆逐艦「マドックス」への魚雷攻撃（トンキン湾事件）が発生し、ジョンソンはこの報復として翌8月5日より北ベトナム軍の魚雷艇基地に対する大規模な軍事行動（ピアス・アロー作戦）を行った。さらにこの軍事行動と合わせて、議会に北ベトナムからの武力攻撃に対する「あらゆる措置を取る」権限を大統領に与えるように求め、8月7日に上下両院でこの「トンキン湾決議」が民主党と共和党の議員の圧倒的な支持で承認されて、ジョンソン大統領は実質の戦時大権を得た。
その後1971年6月にニューヨーク・タイムズの記者が、ペンタゴン・ペーパーズと呼ばれるアメリカ政府の機密文書を入手し、8月4日の2回目の攻撃については、ベトナム戦争への本格的介入を目論むアメリカ軍と政府が仕組んだ捏造した事件であったことを暴露している。しかし捏造は8月4日の事件であり、8月2日に行われた最初の攻撃は、アメリカ海軍の駆逐艦を南ベトナム艦艇と間違えた北ベトナム海軍の魚雷艇によるものであることを、北ベトナム側も認めている。

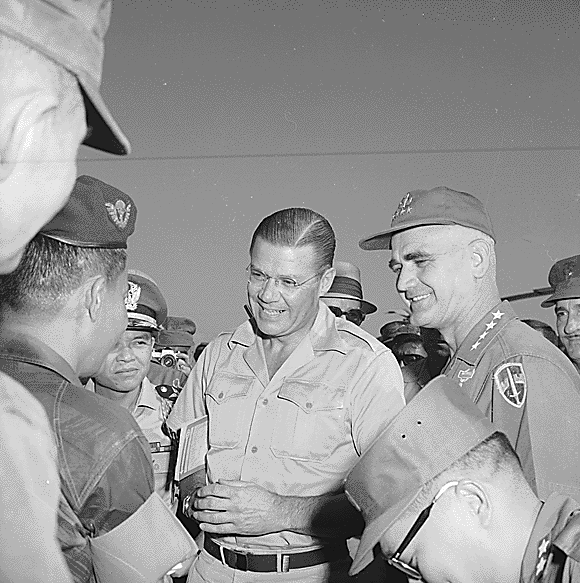
南ベトナムを訪問するマクナマラ国防長官と南ベトナム軍事援助司令部のウィリアム・C・ウェストモーランド司令官（右）

ベトナムにおけるアメリカによる軍事行動が次第に拡大していく可能性を有しながら、ほとんどが楽観的に見ていた状況で、1964年11月3日にアメリカ大統領選挙の一般選挙が行われた。トンキン湾事件の直後であったが、この時点においては南ベトナムに送られたアメリカ軍事顧問団の死傷者数もそれほど大きくなく被害も少なかったこともあり、ベトナム政策が選挙の大きな争点となることはなかった。そしてジョンソン大統領は圧勝し、議会でも与党民主党が大勝して与党が多数派となって自信を得て、選挙で選ばれた大統領として1965年1月から新しい任期に入った。
ジョンソン政権の新しい任期においても、マクナマラ国防長官やディーン・ラスク国務長官、ジョージ・ボール国務次官、マクジョージ・バンディ国家安全保障担当補佐官など、ケネディ政権においてベトナムへの軍事介入拡大を推し進めた閣僚や側近は留任し、ベトナム戦争の泥沼にアメリカを引き摺り込むこととなった。

### 北ベトナム・中ソからの軍事援助
北ベトナムのベトナム労働党は第15回党大会を行った際、「南部における革命の基本的な方向は暴力を使用した革命であり、特殊事情、および現下の革命要請によれば、暴力使用路線は、軍事力と連動した形で帝国主義者の支配を転覆し、人民による革命的統治を築くため大衆の力を利用し、大衆の政治力に依存することを意味する」と結んでいたが、その5年後、本格的に南部に対する攻勢を高めていく。
アメリカによるベトナムにおける軍事活動が拡大を続ける中、1964年の秋にソ連は北ベトナムへの全面的な軍事援助の開始を表明し、ソ連は軍事顧問団を派遣、1965年2月にはアレクセイ・コスイギン首相がハノイ入りした。これまで北ベトナム軍への軍事援助を行っていた中華人民共和国からは軽火器の供給は豊富にあったが、1970年代になるまで重火器の供給はほとんどなかったため、ゲリラ的な攻撃しか行うことができなかった。これ以降ソビエト連邦から最新式の戦闘機や戦車、対戦車砲などの重火器の供給を受けることが可能になり、軍事力の継続的な増強が実現する。
やがてソ連と対立(中ソ対立)していた中華人民共和国も、ソ連による北ベトナム軍への軍事援助の増大に対抗し、1965年5月には、秘密裏に中国人民解放軍の軍事顧問団の派遣を行った。これ以降北ベトナム軍と南ベトナム解放戦線の標的は、南ベトナム軍だけでなく、南ベトナムに派遣されているアメリカ「軍事顧問団」へも向いていく。

### 解放戦線の勢力
この時期に、アメリカ軍事顧問団は解放戦線の兵力についての分析を行っていた。1965年当時アメリカ軍の推定では、解放戦線の主力軍兵力は1961年1万7,000人、1962年2万3,000人、1963年2万5,000人、1964年3万4,000人でほぼ3年間に倍増し、この他の自衛民兵や地方の小部隊組織の総人数は1960年7,000人と見積もっていたのが1964年には10万6,000人に達すると推定されて、1964年時点での兵力は合計14万人と見ていた。この背景には、1959年から1964年までの5年間で北から南へ4万4,000人ほどが送られたと見られている。そしてその大半がもともとの南出身者で、当時ベトナム労働党は戦後に北へ来た人材から南に戻して、やがて彼らが解放戦線の主軸になっていった。
一方、解放戦線の拠点となった農村においては、1964年3月にマクナマラ国防長官がジョンソン大統領に提出した報告書では農村の40%が解放戦線の支配下にあると見なしていたが、翌1965年4月にはサイゴン政権自身が南の農地の75%が解放戦線側に入ったと見なしていた。

### 北爆

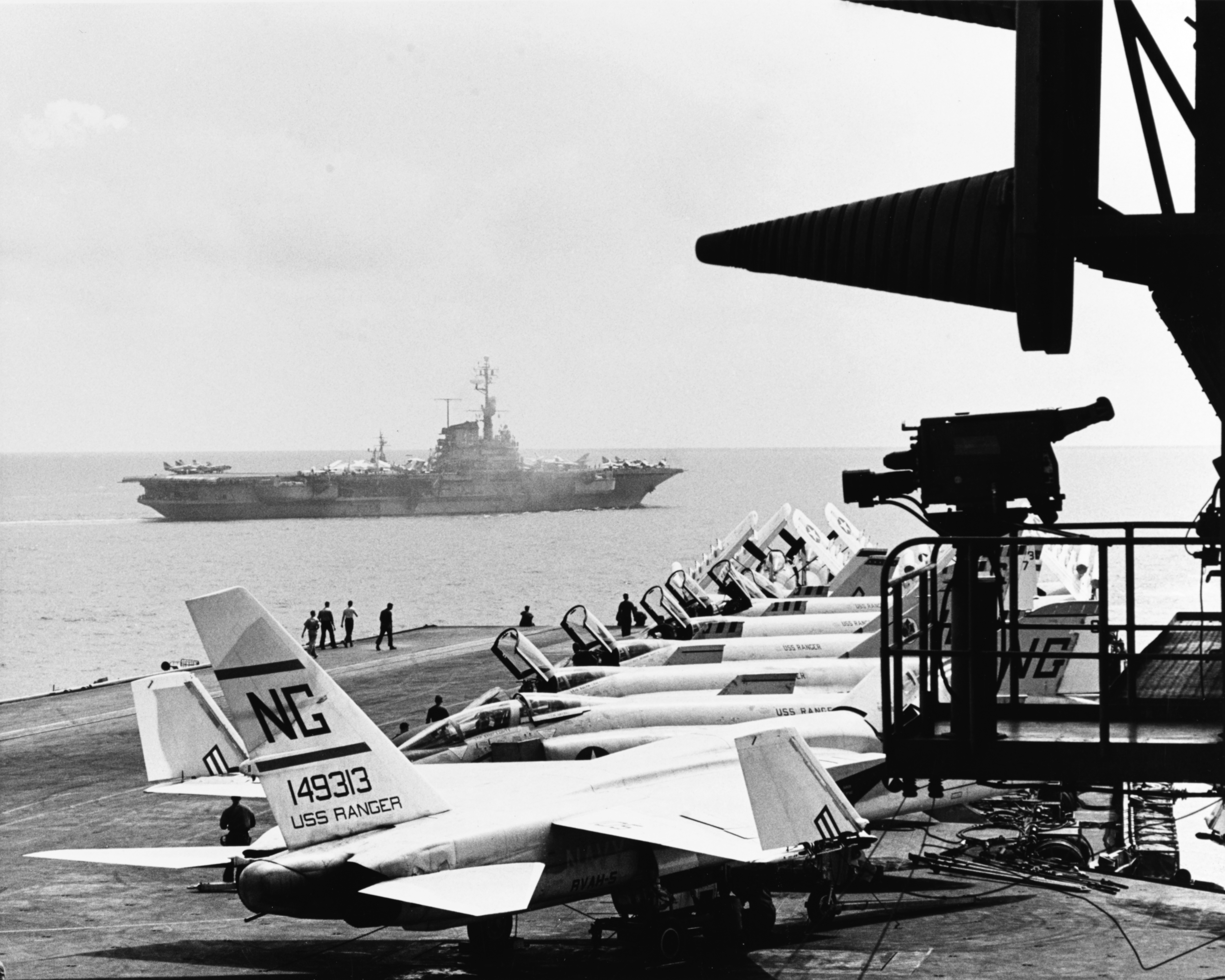
空母「レンジャー」の艦上に駐機するノースアメリカンRA-5偵察機やマクドネル F-4戦闘機

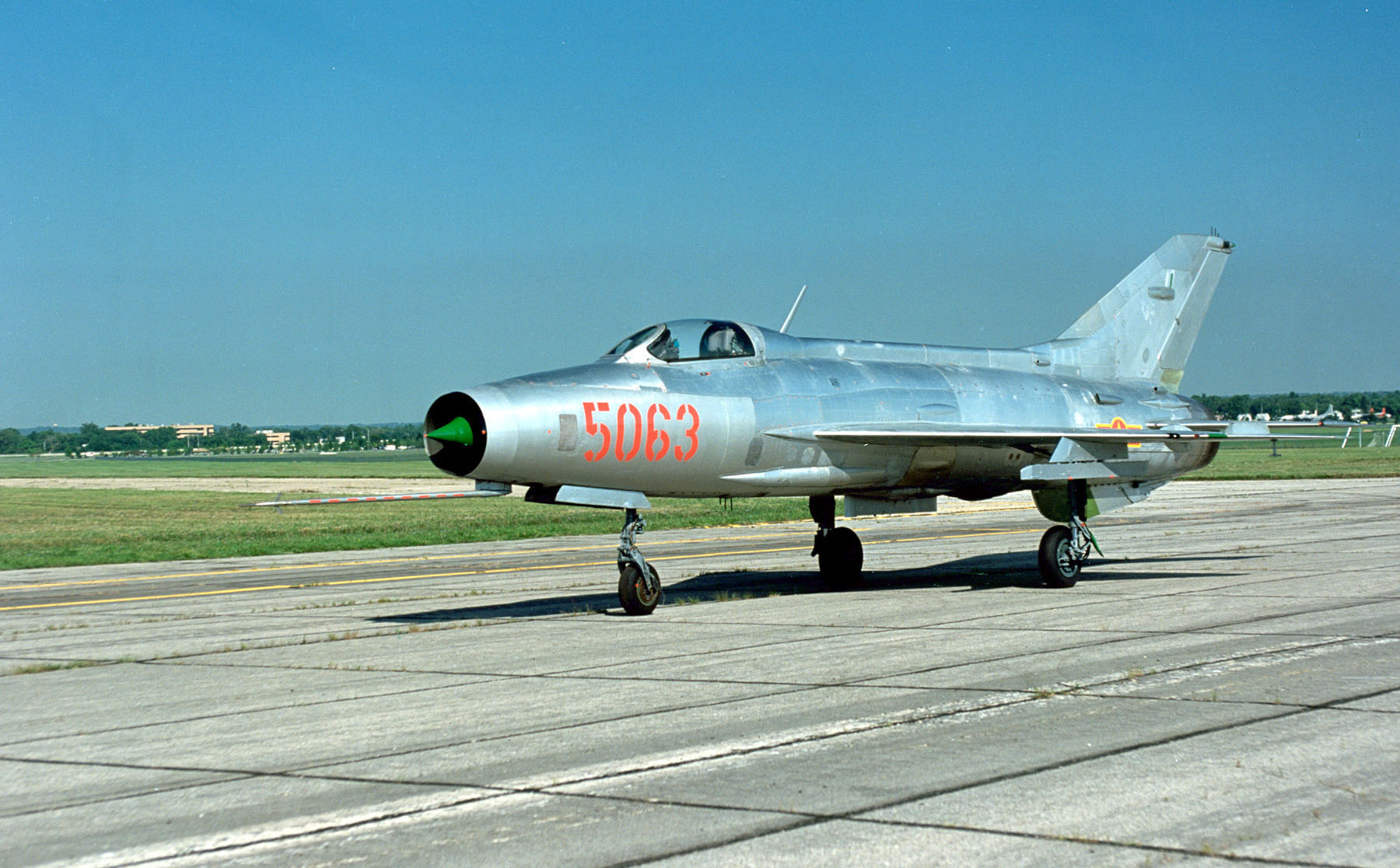
ソ連から北ベトナム軍に貸与されたミコヤンMiG-21初期型

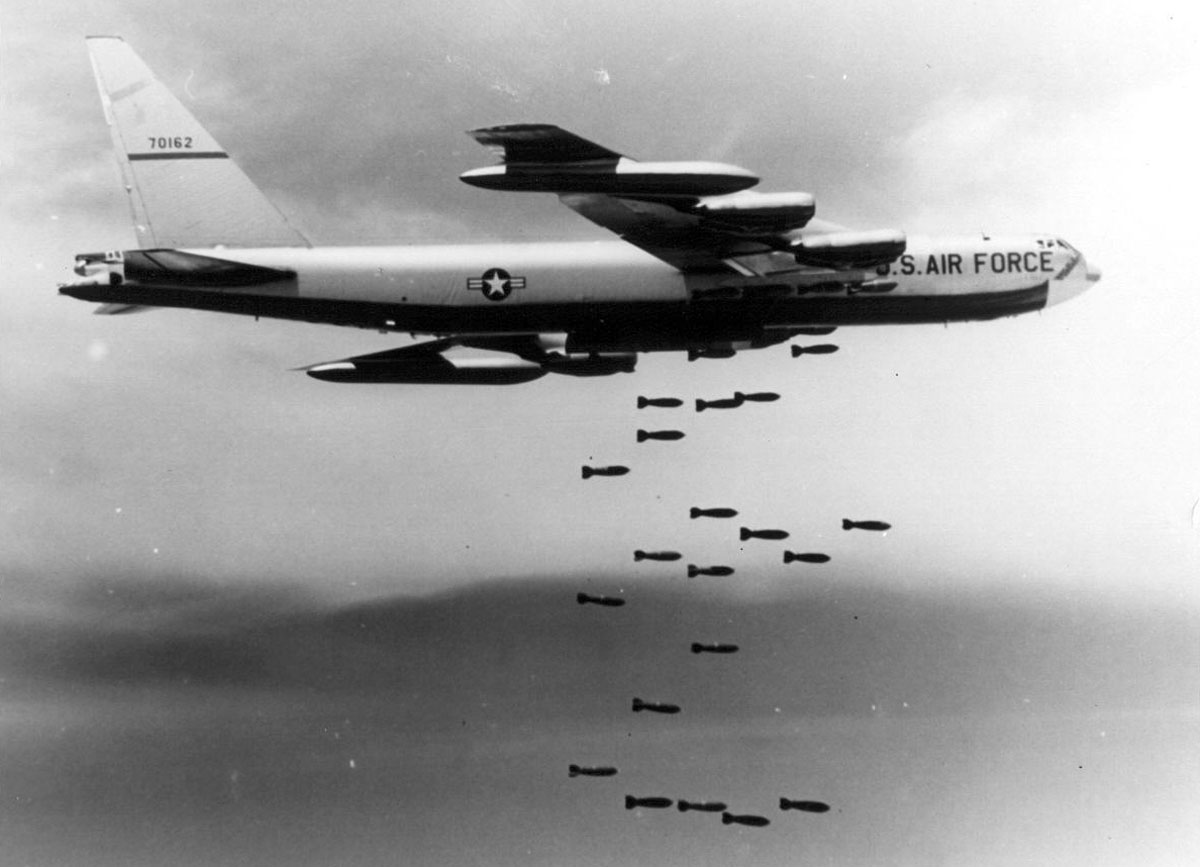
爆弾を投下するアメリカ空軍のボーイングB-52戦略爆撃機

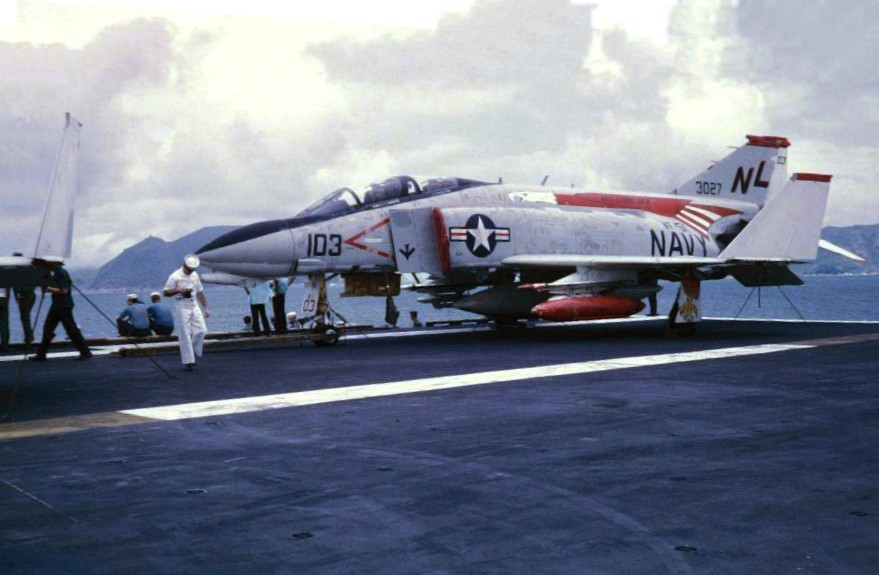
ベトナムへ向け出撃しようとしているF-4B戦闘機

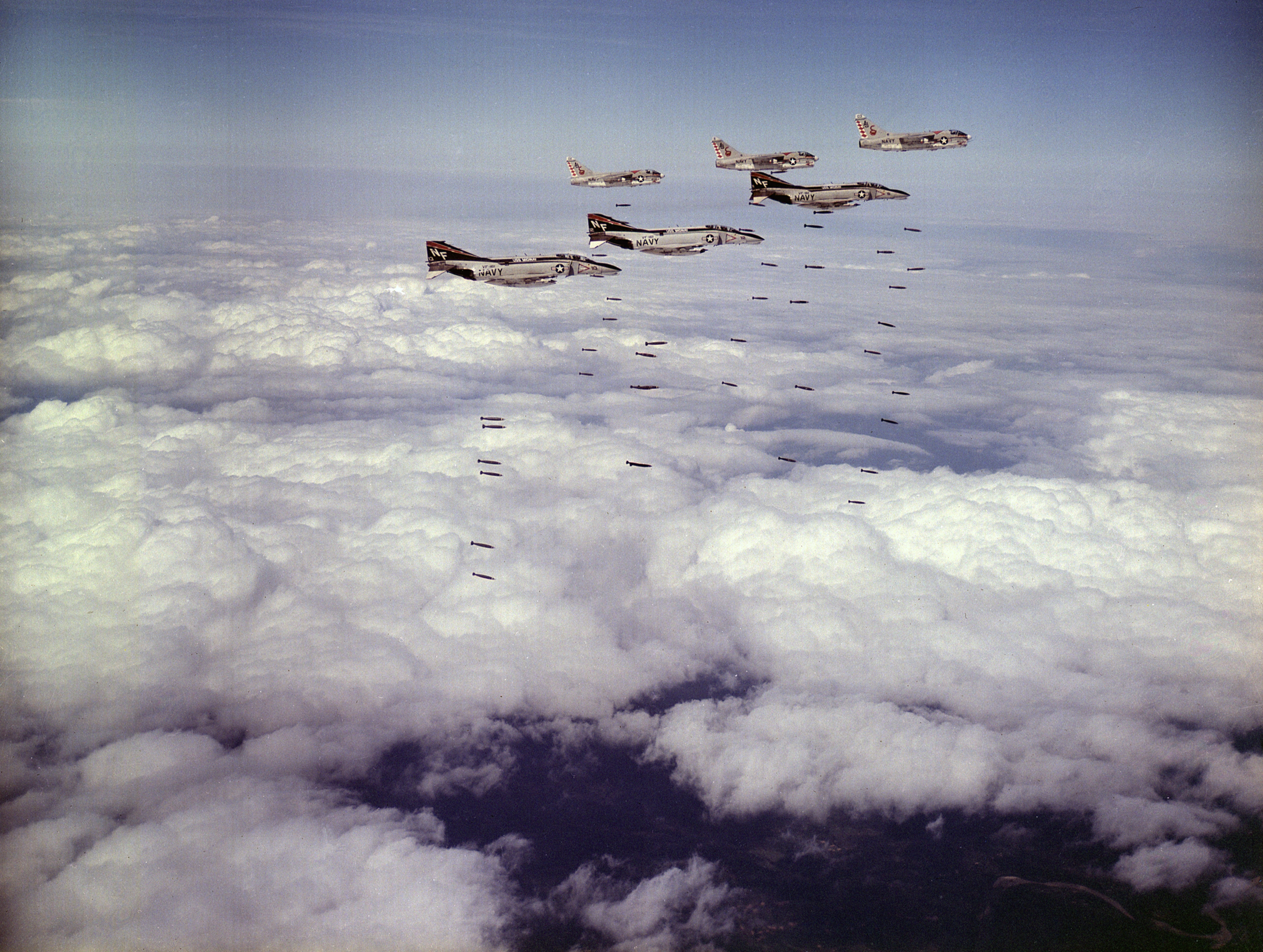
爆撃を行うF-4とA-7

1964年11月にはビエンホアの空軍基地が襲撃され5人の軍事顧問が死亡し、同クリスマスイブにはサイゴン市内のホテルで爆弾が仕掛けられて民間のアメリカ人2人が殺される。その後、ソ連のコスイギン首相が北ベトナムを訪問していた1965年2月7日に、プレイクのアメリカ軍事顧問団基地（キャンプ・ハロウェイ）が解放戦線によって攻撃され、駐留アメリカ軍将兵のうち7名が死亡し109名が負傷した。
この襲撃は、マクジョージ・バンディ大統領補佐官とホワイトハウス・アジア問題担当局長のチェスター・クーパーがアメリカの調査団としてサイゴンに到着した翌朝の出来事であったため、バンディはこれを北ベトナム政府からの挑発であると受け取り、この時に既に南ベトナムに派遣されていたウエストモーランド将軍と協議して軍事行動の強硬論に傾き、これがジョンソン大統領が北爆（北ベトナムに対する爆撃）を決断するきっかけとなった。
しかし、当時の北ベトナム軍側は前線部隊と司令部が綿密に連携するための通信能力をもっておらず、この攻撃は第五軍管区の一指揮官が独自判断で行った、わずか30名での遊撃的作戦に過ぎなかったことが後に判明している。

### ローリング・サンダー作戦
ジョンソン大統領は即日、既にベトナム近海に派遣していたアメリカ海軍の攻撃空母「コーラル・シー」や「レンジャー」、「ハンコック」などを中心としたアメリカ海軍第7艦隊の艦載機を中心とした航空機で、首都のハノイやハイフォン、ドンホイにある兵員集結地などの北ベトナム中枢への報復爆撃、いわゆる「フレイミング・ダート作戦」を命令した。3月26日には、初の大規模な組織的爆撃（北爆）である「ローリング・サンダー作戦」を発令し、北ベトナム沿岸部の島々とヴィン・ソンなどにある北ベトナム軍の基地を、空軍のF-100やF-105などの戦闘爆撃機などで爆撃させた。
このような状況を受けて、北ベトナムはハイフォン、ホンゲイ等の重要港湾施設に必ず外国船を入港させておき、アメリカ軍によるあらゆる攻撃を防ぐ事に成功した。さらにはアメリカ軍による北ベトナム国内の空軍基地や飛行場への攻撃禁止は北ベトナム空軍に「聖域」を与えた。北ベトナム空軍に対してソ連から貸与された、MiG設計局MiG-17やMiG-19、MiG-21といったソ連製迎撃戦闘機は発着陸で全く妨害を受けなかったので、アメリカ軍機を相手に存分に暴れても損害は最小限に抑えられた。なお、これらのソ連からの貸与機の一部は、北ベトナム軍操縦士に操縦訓練を施すために派遣されたソ連人操縦士が操縦していたことが確認されている。
これに対して、アメリカ海軍航空隊の最新鋭機であるマクドネルF-4やF-105戦闘爆撃機の被撃墜が続出したことから（4月29日には、中華人民共和国の領空を侵犯したアメリカ海軍第96戦闘飛行隊のF-4Bが、中国人民解放軍空軍の戦闘機に撃墜されている）、精密誘導兵器をほとんど運用していなかった海軍航空隊や空軍の現場部隊からは「貴重な操縦士を大勢殺しておきながら何ら効果をあげられていないではないか」と苦情が相次ぎ、アメリカ合衆国国防総省も乏しい戦果の割に被害続出というコストパフォーマンスの悪さと操縦士の損失の多さを認め、1967年4月末には殆どの制限が撤廃された。
これは直ちに効果をあげ、その後北ベトナム軍は空軍基地や飛行場がアメリカ軍による大規模な爆撃を受けたために、迎撃戦闘機が不足するほどであった。アメリカ空軍は新鋭のF-111戦闘爆撃機の他、北ベトナムから「死の鳥」と言われたボーイングB-52戦略爆撃機（「ビッグベリー」改造を受けたD型が主力）を投入、ハノイやハイフォンなどの大都市のみならず、北ベトナム全土が爆撃と空襲にさらされることとなる。これに対してベトナム民主共和国は、ソビエト連邦や東欧諸国、中華人民共和国の軍事支援を受けて、直接アメリカ軍と戦火を交えるようになった。
なお、グアム島やアメリカ合衆国による沖縄統治下であった沖縄本島のアメリカ軍基地から北爆に向かうB-52爆撃機の進路や機数は、グアムや沖縄沖で「漁業操業」していたソ連や中華人民共和国のレーダー電波探信儀を満載した偽装漁船から、逐次北ベトナム軍の司令部に報告されていた。
その影響もあり、北ベトナム軍のミコヤンMiG-19やミコヤンMiG-21などの戦闘機や対空砲火、地対空ミサイルによるB-52爆撃機の撃墜数はかなりの数にのぼったが、強力な電波妨害装置と100発を超える爆弾搭載能力を持つアメリカ軍のB-52爆撃機による度重なる爆撃で、ハノイやハイフォンを始めとする北ベトナムの主要都市の橋や道路、電気や水道などのインフラは大きな被害を受け、終戦後も長きにわたり市民生活に大きな影響を残した。
また、これらのアメリカ軍による北ベトナムへの本格的な空爆作戦に対して、ホー・チ・ミンをはじめとする北ベトナム指導部は「アメリカ軍による虐殺行為だ」と訴え続け、西側諸国の左翼的、またソ連から資金援助を受けているマスコミもこれに同調し、後に西側諸国における国民の大規模な反戦運動が活発化していく。

## 経過

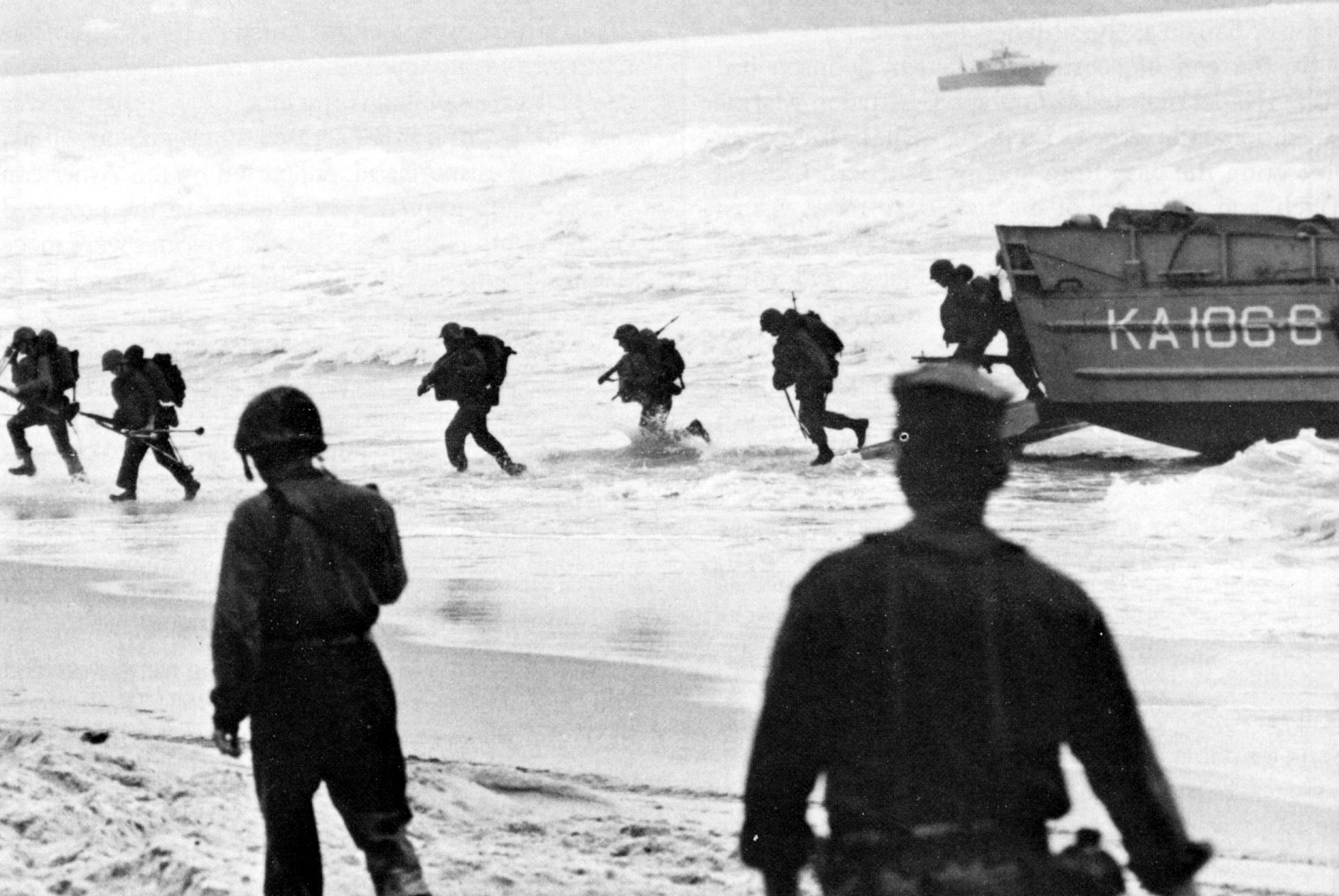
ダナンに上陸するアメリカ海兵隊

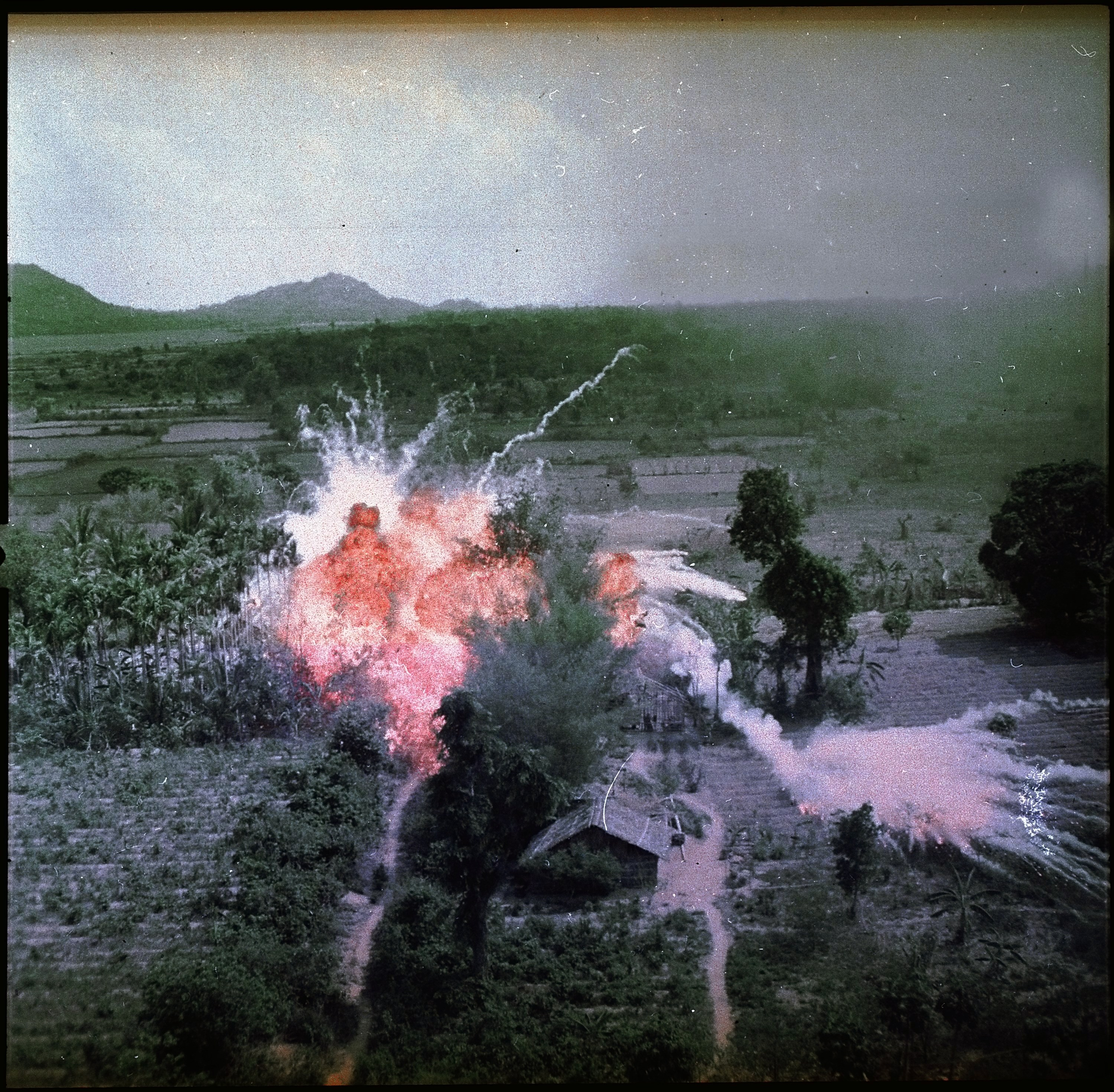
南ベトナム解放戦線の拠点へ投下されたナパーム弾

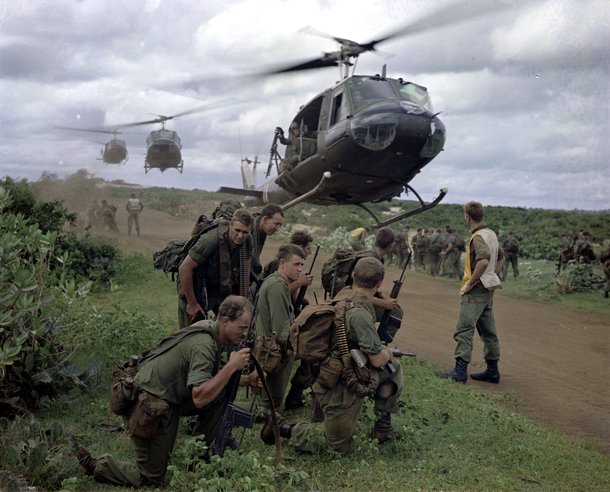
ロイヤル・オーストラリア連隊第7大隊の隊員(1967年)

### アメリカ正規軍上陸
アメリカはケネディ政権時代より南ベトナム軍を強化する目的で、アメリカ軍人を「軍事顧問及び作戦支援グループ」として駐屯させており、その数は1960年には685人であったものをケネディ政権時代を経て1964年末には計23,300名となったが、ジョンソン政権下で拡大は概ね止まっていた。
しかし、ジョンソン大統領はトンキン湾決議に基づき、1965年3月8日に海兵隊3,500人を南ベトナムのダナンに上陸させ、しかもダナンに大規模な空軍基地を建設した。
さらに7月28日に陸軍の派遣も発表し、ベトナムへ派遣されたアメリカ軍（陸軍と海兵隊）は1965年末までに「第3海兵師団」「第175空挺師団」「第1騎兵師団」「第1歩兵師団」計184,300名に膨れ上がった。こうして地上軍の投入により戦線が拡大していく。

### 韓国軍・SEATO連合軍の参戦
1961年11月、クーデターにより政権を掌握した朴正煕国家再建最高会議議長はアメリカを訪問するとケネディ大統領に軍事政権の正統性を認めてもらうことやアメリカからの援助が減らされている状況を戦争特需によって打開すること、また共産主義の拡大が自国の存亡に繋がるという強い危機感を持っていたためにベトナムへの韓国軍の派兵を訴えた。ケネディ大統領は韓国の提案を当初は受け入れなかったが、ジョンソン大統領に代わると1964年から段階的に韓国軍の派兵を受け入れた。
1965年7月12日、韓国政府はベトナム派兵案を韓国国会に提出し、韓国国会は8月13日に派兵案を批准した。1965年9月から10月にかけて大韓民国陸軍陸軍首都師団（通称：フィアース・タイガー、猛虎師団）の1万数千兵、および大韓民国海兵隊第2海兵旅団（通称：ブルー・ドラゴン、青竜師団）もベトナムに上陸した。1966年9月3日には同陸軍第9師団（通称：白馬部隊）もベトナムに上陸する。
タイ王国やフィリピン、オーストラリア、ニュージーランドなどの反共軍事同盟東南アジア条約機構 (SEATO) の加盟国も、アメリカの要請によりベトナムへ各国の軍隊を派兵したが、韓国軍はSEATO派兵総数の約4倍の規模で、アメリカ以外の国としては最大の兵力を投入した。厭戦気分が蔓延したアメリカ軍とは対照的に、韓国軍はパリ協定まで、高い士気を維持した。韓国軍は南ベトナム解放民族戦線と北ベトナム正規軍に対して、それぞれ1:10、1:5という損害比で両勢力を圧倒し、民間人の虐殺も行われた（ベトナム戦争#韓国陸軍によるビンディン省攻撃と大量虐殺）。アメリカ陸軍特殊部隊群の一員としてベトナム戦争に従軍した三島瑞穂は、韓国軍について軍規の徹底、軍上層部の統率力という点で、アメリカ軍とは比較にできないほど優秀だったと言い、韓国軍は大任を果たして、満足感を堪能しながら故国に凱旋しただろうと述べている。
その目的はアメリカを軍事支援することによって『ベトナム特需』と『派兵の見返り』として援助などを獲得する経済的な理由によるものであった。これにより、韓国は1966年3月に李東元外務部長官とブラウン駐韓米大使との間で、米国から韓国への軍事援助と経済援助を約束するブラウン覚書が締結され、1965年から1972年にかけて韓国では「ベトナム行きのバスに乗り遅れるな」をスローガンにベトナム特需に群がり三星、現代、韓進、大宇などの財閥が誕生した。韓国の外国為替獲得高の4割は戦争収益が占め、GDPは3倍にまで成長した。アメリカはその見返りとして、韓国が導入した外資40億ドルの半分である20億ドルを直接負担し、その他の負担分も斡旋し、日本からは11億ドル、西ドイツなどの西欧諸国からは10億3千万ドル調達した。また、戦争に関わった韓国軍人、技術者、建設者、用役軍納などの貿易外特需（7億4千万ドル）や軍事援助（1960年代後半の5年間で17億ドル）により韓国は漢江の奇跡と呼ばれる高度成長を果たした。
5カ国の中で韓国軍に次ぐ戦死率のオーストラリア軍も激戦を繰り広げ、ベトナムに派遣した54両のセンチュリオン戦車全てが損害を受けるなどした。オーストラリアは、共産主義の拡大を警戒し、ベトナムでの戦争がオーストラリア本土に波及しないように、未然に防ぐことを目的として、積極的にベトナム戦争に参加していた（前進防衛政策） が、オーストラリアの場合はベトナム反戦運動が盛んに行われたため、パリ協定を待たずに軍の撤退が始められた。

|                  | 1964年 | 1965年 | 1966年 | 1967年 | 1968年 | 1969年 | 1970年 | 1971年 | 1972年 |
| ---------------- | ------ | ------ | ------ | ------ | ------ | ------ | ------ | ------ | ------ |
| 韓国軍           | 2000   | 20620  | 25570  | 47830  | 50000  | 48870  | 48540  | 45700  | 36790  |
| オーストラリア軍 | 200    | 1560   | 4530   | 6820   | 7660   | 7670   | 6800   | 2000   | 130    |
| タイ軍           |        | 20     | 240    | 2200   | 6000   | 11570  | 11570  | 6000   | 40     |
| フィリピン軍     | 20     | 70     | 2060   | 2020   | 1580   | 190    | 70     | 50     | 50     |
| ニュージランド軍 | 30     | 120    | 160    | 530    | 520    | 550    | 440    | 100    | 50     |

アメリカ政府による韓国軍への給料支給

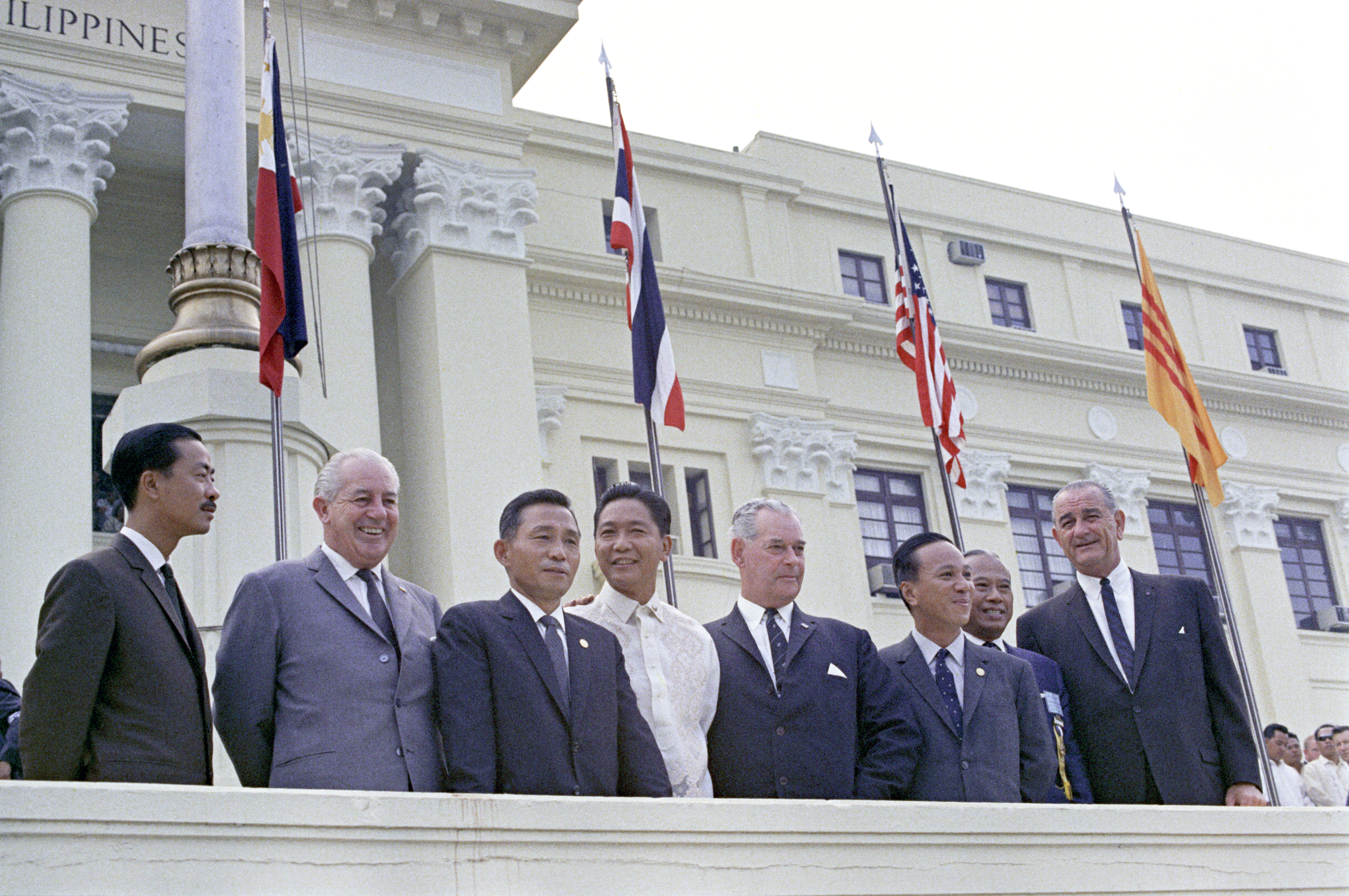
1966年にフィリピンのマニラで行われたSEATO会議に出席した南ベトナムのキ首相、オーストラリアのホルト首相、韓国の朴大統領、フィリピンのマルコス大統領、ニュージーランドのホロヨーク首相、南ベトナムのチュー大将、タイ王国のキティカチョーン首相、アメリカのジョンソン大統領（左から）

韓国軍はアメリカ政府より支給を受けていた。韓国軍兵士は米軍兵士の約半額の60ドルを月々に支給されていた。韓国軍兵士は戦地ベトナムで月に平均10ドルを消費し、残額を母国へ送金していた。そうした母国への送金は家族だけでなく韓国政府の国庫を潤していると韓国政府が発言したことも当時報道されている。

### 北ベトナム軍陣地
一方、北ベトナム軍もアメリカ軍が主力を送り込んだことに対抗し、「ホーチミン・ルート」を使ってカンボジア国境から侵入、南ベトナム解放戦線とともに、南ベトナム政府の力が及ばないフォーチュン山地に陣を張った。北ベトナム軍は10月19日にアメリカ軍基地へ攻撃をかけたが、アメリカ軍には多少の被害が出たものの、人的被害は無かった。アメリカ軍は北ベトナム陣地を殲滅させようとするが、険しい山地は道路が無く、車両での部隊展開は不可能であった。ここで初めて実戦に投入されたのがベルエアクラフト製UH-1ヘリコプターだった。これは上空からの部隊展開（ヘリボーン）を可能にしたことで、この戦争の事実上の主力兵器として大量生産されることになる。
イア・ドラン渓谷の戦い
1965年11月14日に、アメリカ軍はカンボジア国境から東11kmの地点にあるイア・ドラン渓谷を中心とした数カ所に、初めてベルエアクラフトUH-1を使って陸戦部隊を展開させた（イア・ドラン渓谷の戦い）。北ベトナム正規軍とアメリカ軍の戦闘はこれが初めてであったが、サイゴンのアメリカ軍司令部は北ベトナムの兵力を把握できていなかった。アメリカ軍基地襲撃の後でだらしなく逃げていく北ベトナム軍の兵士を見て、簡単に攻略できると考えていた。しかし、実際に戦った北ベトナム兵は陣を整え、山地の中を駆け巡り、予想以上の激しい抵抗をした。10月の小競り合いに始まったこの戦闘で、アメリカ軍は3,561人（推定）の北ベトナム兵を殺害したものの、305人の兵士を失った上（内、11月14日から4日間で234人）、この地を占領することができなかった。

### サーチ・アンド・デストロイ（索敵殺害）作戦
アメリカはこの後、最盛期で一度に50万人の地上軍を投入し、ヘリボーン作戦や森林戦を展開する。村や森に紛れた北ベトナム兵や南ベトナム解放戦線のゲリラを探し出し、殲滅するサーチ・アンド・デストロイ作戦(索敵殺害作戦)は、ヘリコプターや航空機から放たれたナパーム弾などによる農村部への無差別攻撃や、韓国軍兵士による村民への暴行、殺戮、強姦、略奪を引き起こすこととなった。アメリカ軍はゲリラ戦術のエキスパートである蔡命新に率いられた韓国軍による対ゲリラ戦術に対して批判的であったが、後に韓国軍の戦術を採用するようになった。
- 1966年、en:Operation Attleboro（ビンズオン省Dau Tieng、9月14日 - 11月24日）。
- 1967年、en:Operation Junction City（タイニン省、2月22日 - 5月14日）。
- 1967年、en:Operations Malheur I and Malheur II（クアンガイ省、5月11日 - 8月2日）。

#### 韓国陸軍によるビンディン省攻撃と大量虐殺
- 1965年10月にベトナムに上陸した韓国軍は同年12月から翌1966年1月までにビンディン省プレアン村、キンタイ村などを掃討、九つの村には化学兵器を使用し、また同時期にプウエン省のタオ村で女性市民42人全員を殺害した[125][137]。
- 1966年1月1日から4日にかけてブン・トアフラとヨビン・ホアフラ地方では市民の財産を略奪したり、カオダイ教寺院を焼き払い、仏教寺院から数トンの貨幣を横領した[125]。ナムフュン郡では老人と女性7人を防空壕のなかでナパームとガスで殺害し、アンヤン省の三つの村では110人、ポカン村では32人以上の市民を虐殺した[125]。
- さらに韓国軍は1966年1月11日から19日にかけて、ジェファーソン作戦の展開されたビンディン省で400人以上のベトナム人市民[125] を、1月23日から2月26日にかけては同ビンディン省で韓国軍が市民1,200人を虐殺した(タイヴィン虐殺)。
- 1966年2月にはベトナムビンディン省タイビン村で韓国軍猛虎部隊が住民65人を虐殺(タイビン村虐殺事件[122])、さらに2月26日には同ビンディン省で住民380人を虐殺したゴダイの虐殺が発生する。韓国軍は女性137人、老人40人、子供76人を防空壕のなかへ押し込め殺害したり、目を潰したといわれる[125]。
- 1966年3月26日から28日にかけて韓国軍はビンディン省の数千の農家と寺院を炎上させ、老若とわず女性を集団強姦した[125]。同年8月までに韓国陸軍はビンディン省における焦土作戦を完了した[125]。
- 1966年9月3日には韓国陸軍第9師団（通称：白馬部隊）[注 8]もベトナムに上陸する。
- 同1966年10月には共同作戦中の米軍と韓国軍（猛虎師団、青龍師団、白馬師団等）が、ベトナム市民の結婚の行列を襲撃し、花嫁を含め7人の女性を強姦し、宝石を奪い、3人の女性を川の中へ投げ込む暴行事件が発生[125]。その後、メコン川流域で19人の少女の遺骸が発見される[125]。

一連の韓国軍のベトナムにおける活動について韓国政府は1967年5月、アメリカが与えてくれた援助に対する「お返し」の意味と、またこのような韓国軍の活躍は、韓国民に対して韓国がアジア平定に寄与するという誇りの感情を与えるもので、またアメリカとの交渉においても韓国の立場を向上させるものである、と記者会見で答えている。アメリカ陸軍特殊部隊群の一員としてベトナム戦争に従軍した三島瑞穂は、ソンミ事件などの不祥事については、目に見えないゲリラが相手なので少々のラフプレイは仕方ないことだったと述べている。2015年10月の朴大統領訪米に際して、韓国軍の被害にあったベトナム人女性らが韓国政府の謝罪と賠償を求めて『ウォール・ストリート・ジャーナル』に意見広告を掲載した。
韓国海兵隊による「索敵殺害」
- その後、韓国海兵隊（青龍師団）が1968年2月12日にクアンナム省フォンニィ・フォンニャット村の村民79人を殺害(フォンニィ・フォンニャットの虐殺)、同2月25日には同省ハミ村で村民135人を虐殺する(ハミの虐殺)。

### ソンミ村虐殺事件と反戦運動
- 1968年3月16日にはアメリカ陸軍第23歩兵師団第11軽歩兵旅団のウィリアム・カリー中尉率いる第1小隊がクアンガイ省ソン・ティン県ソンミ村のミライ集落において無抵抗の村民504人を無差別射撃などで虐殺するソンミ村虐殺事件が発生し、この事件が報道されるとアメリカ国内で反戦運動が激化する。

その後アメリカは、北から南への補給路（ホーチミン・ルート）を断つため隣国ラオスやカンボジアにも攻撃を加え、ラオスのパテート・ラーオやカンボジアのクメール・ルージュといった共産主義勢力とも戦うようになり、戦域はベトナム国外にも拡大した。
アメリカ空軍はこれらの地域を数千回空爆した他、ジャングルに隠れる北ベトナム兵士や南ベトナム解放戦線のゲリラをあぶり出すために枯れ葉剤を撒布した。ラオスではこのとき投下されたクラスター爆弾の不発弾が大量に埋まっており、戦争終了後も住民に被害を与え続けている。

### チュー大統領就任

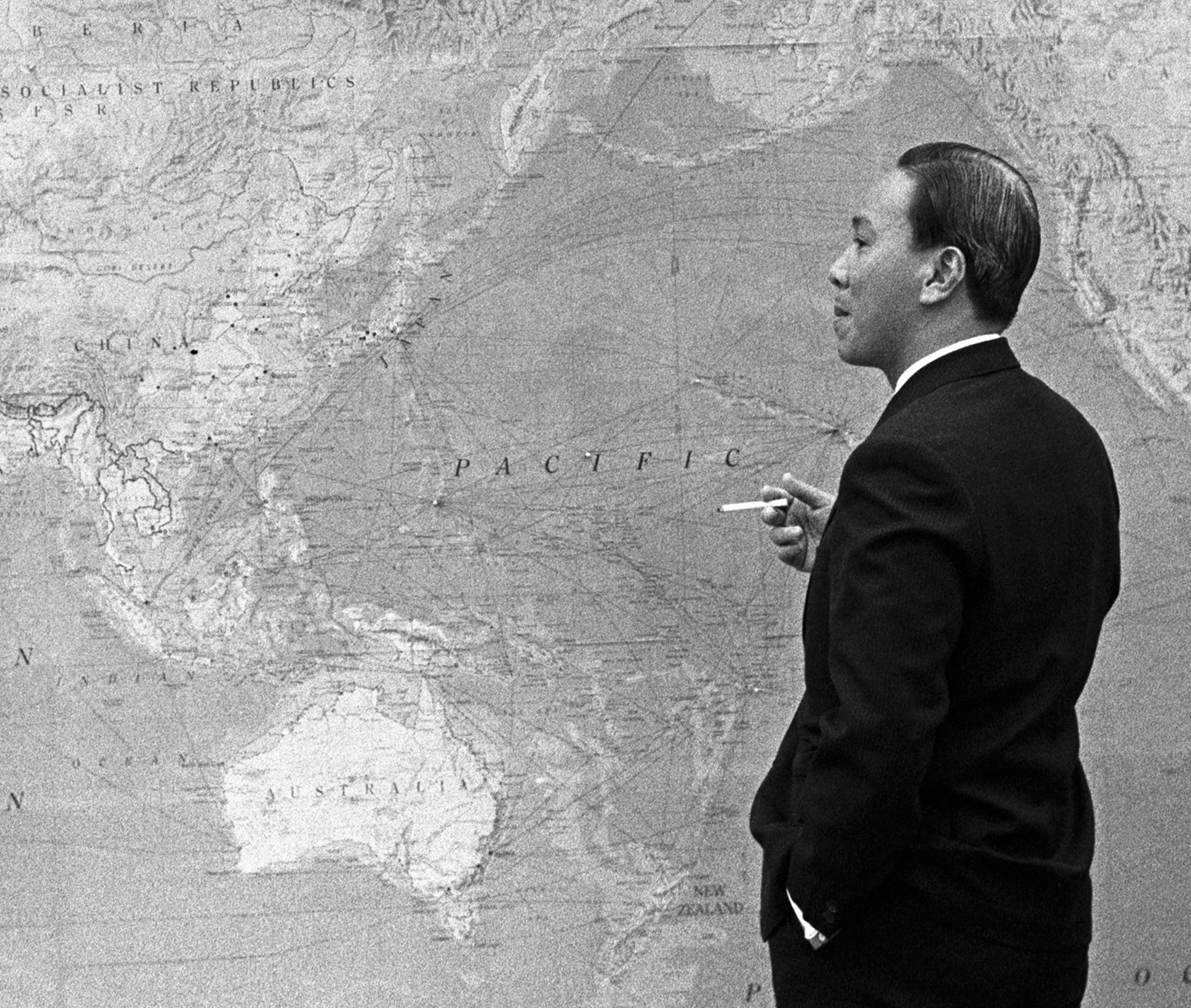
グエン・バン・チュー大統領

戦争の拡大により混沌とする状況下にあった中、1967年9月3日に南ベトナムにおいて大統領選挙が行われ、1965年6月19日に発生した軍事クーデター後に南ベトナムの「国家元首」に就任し、実質的な大統領の座にあったグエン・バン・チューが、全投票数の38パーセントの得票を得て正式に南ベトナムの大統領に就任した。
なお、北ベトナム政府はこの選挙結果に対して「不正選挙である」と反発し、事実上選挙結果を受け入れない意思を示したが、アメリカは、「南ベトナムにおける健全な民主主義の行使」だとこの選挙結果を歓迎した。
以後、強烈な反共主義者であるチュー大統領の下、南北ベトナムの対立は激しさを増してゆく。なお、チューは1971年に再選され、1975年4月のサイゴン陥落直前まで南ベトナム大統領を務めた。

### 反戦運動

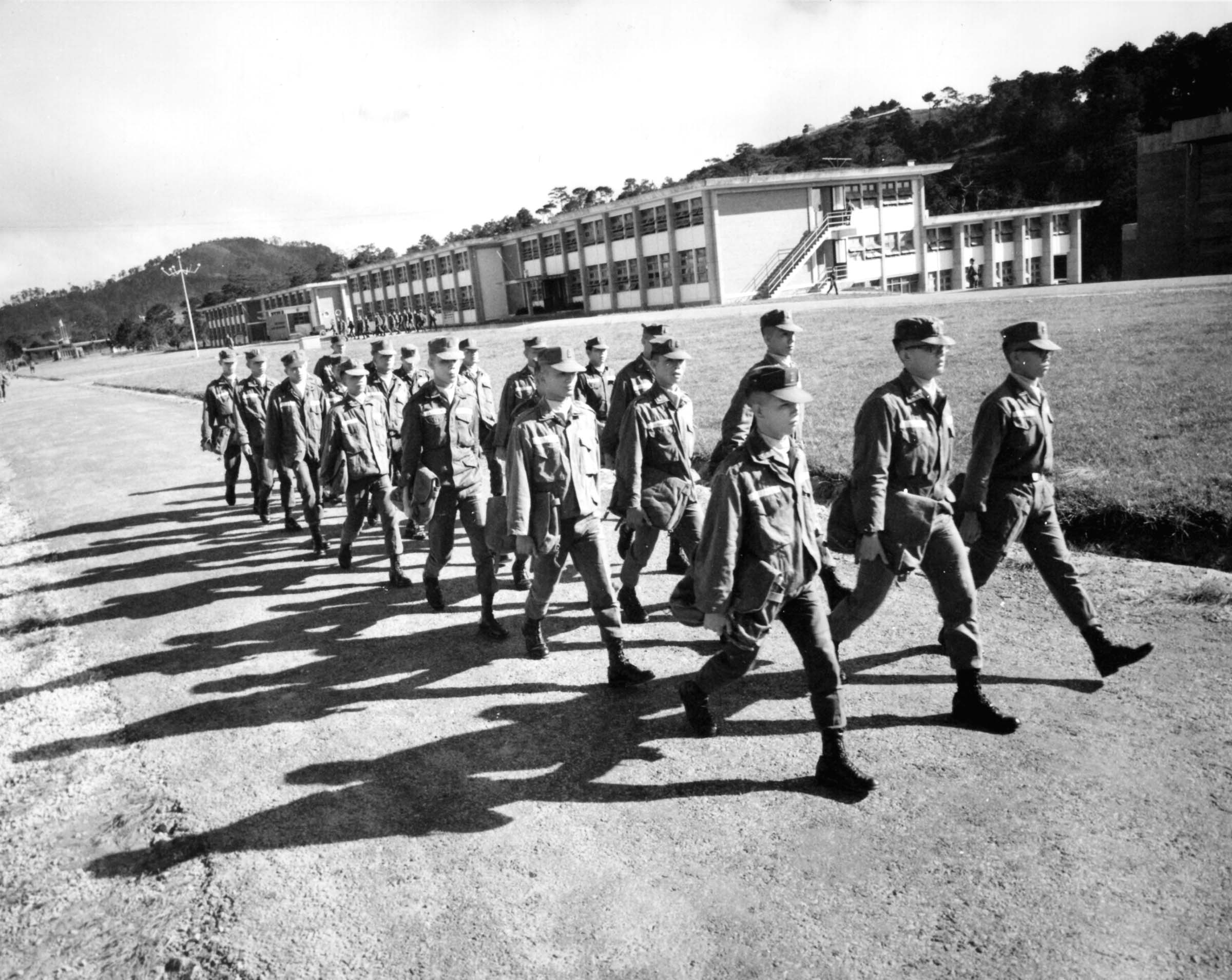
ダラットの基地内を行進する南ベトナム軍の士官候補生

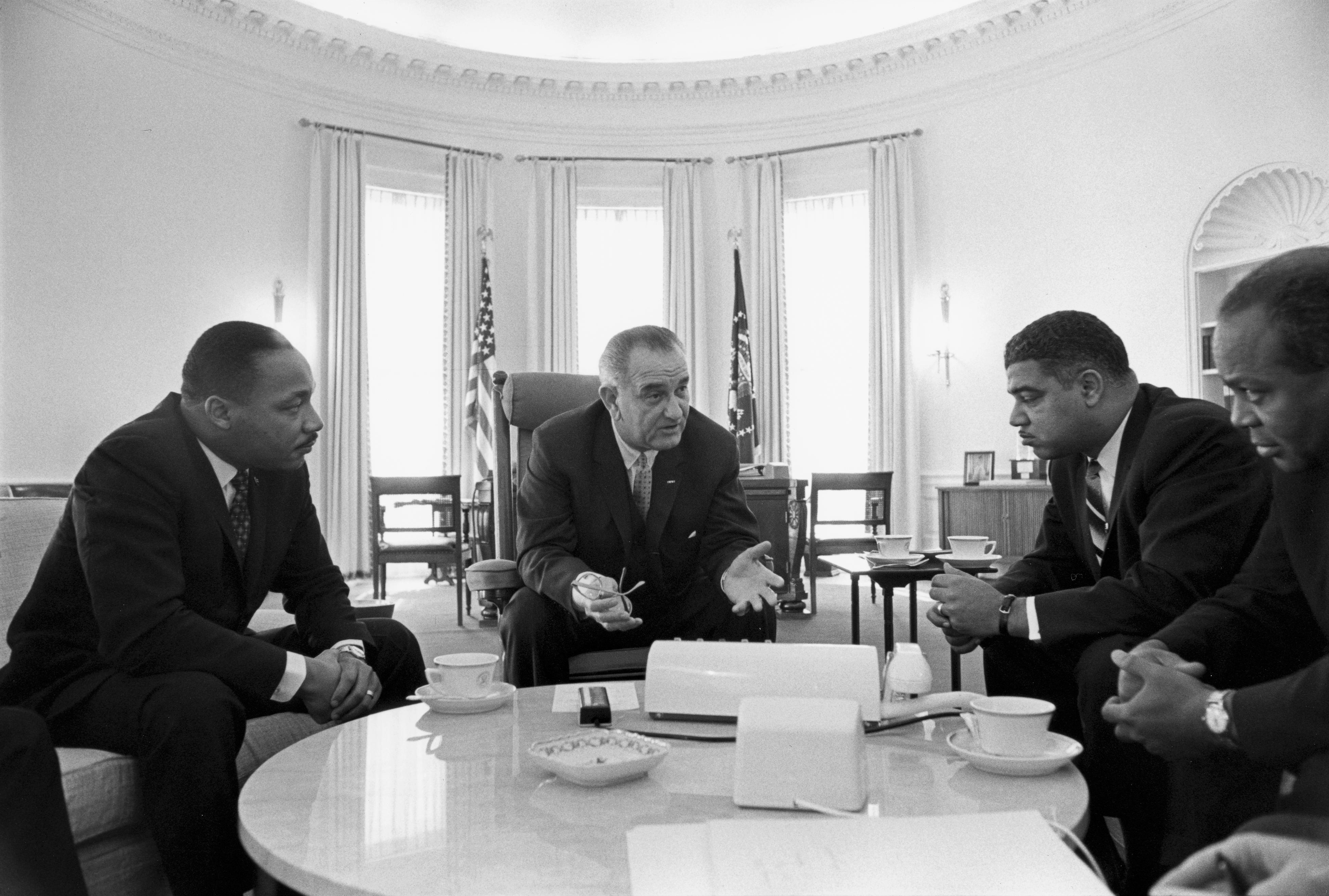
ホワイトハウスでキング牧師（左）などの公民権運動の指導者と会談するジョンソン大統領

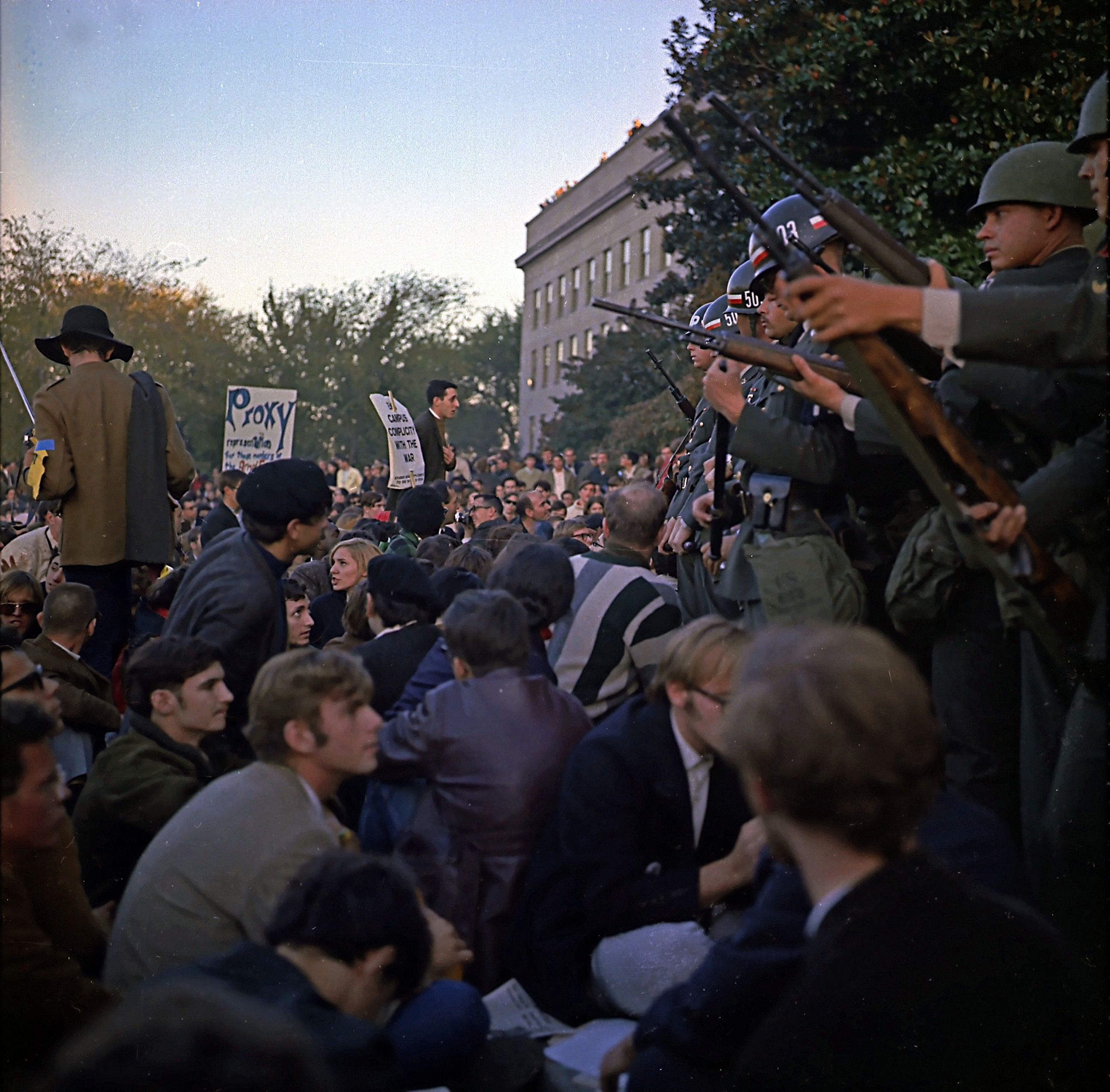
反戦デモを行うアメリカの大学生

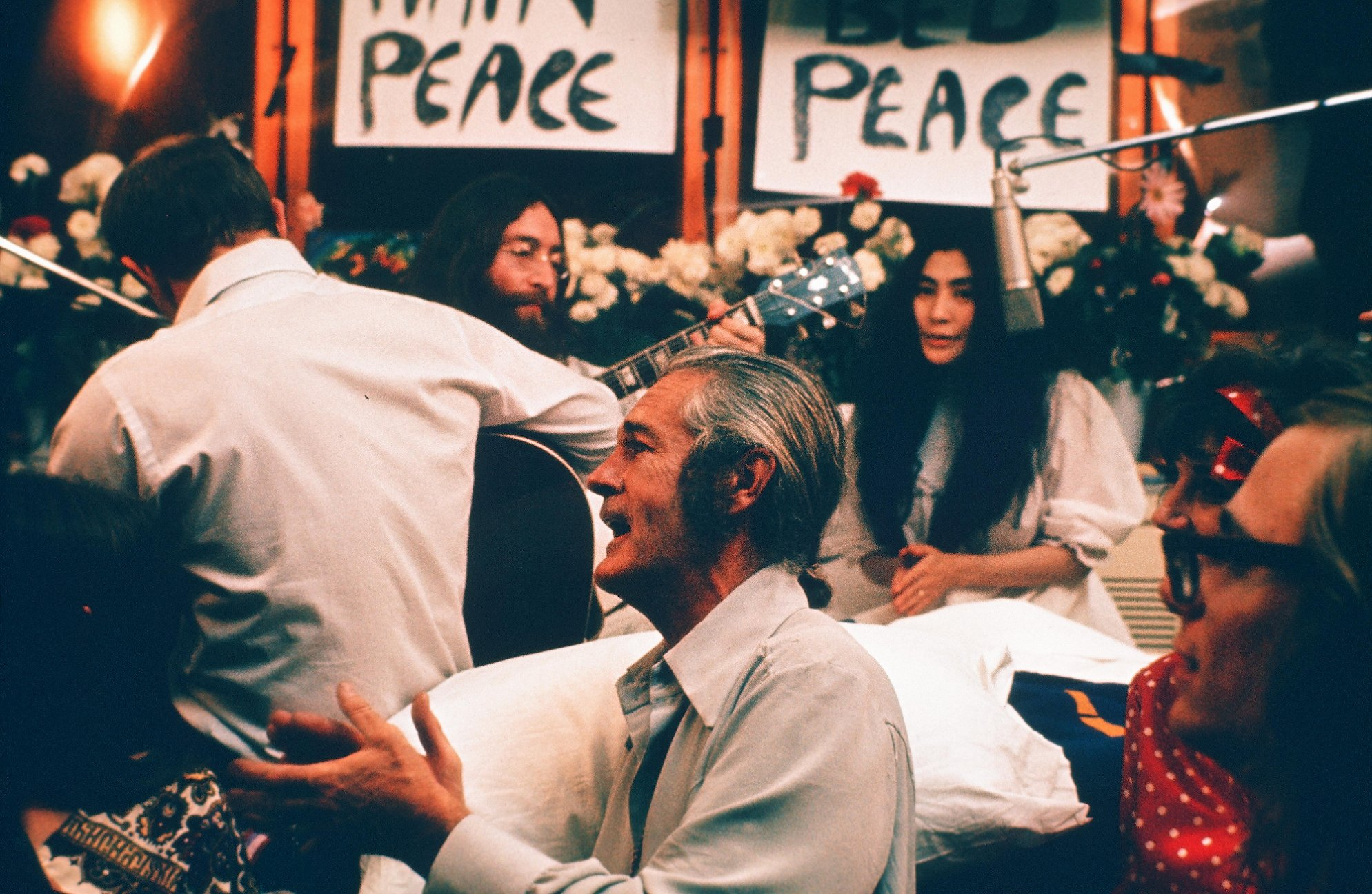
「反戦パフォーマンス」である「ベッド・イン」を行うジョン・レノン（左奥）

1960年代の後半になると、戦争の激化とともに戦地から遠く離れているアメリカ本国にもテレビ報道やニュース映画フィルムにより、多くの国民が戦闘の場面を、その日のうちに視聴することで、事実を目の当たりにする時代に入っていた。
「戦争当事国」のアメリカ合衆国では、次第に反戦運動が高揚していた。1963年に奴隷解放100周年を迎え、マーティン・ルーサー・キング・ジュニア牧師を中心にした、黒人（アフリカ系アメリカ人）による人種差別撤廃闘争も、この時期に活発化して、「長く暑い夏」に都市での暴動が頻発するようになったが、当初はベトナム戦争に対する反対運動は抑えていた。
しかし1966年に、アメリカ合衆国上院の外交委員会（フルブライト委員長）でベトナム公聴会が開かれて、ジョンソンのベトナム政策は過剰介入だとするジョージ・ケナンの批判が出て、1967年に入るとベトナム戦争への戦費拡大につれ、福祉予算が圧縮されることに不満を抱いたキング牧師らの公民権運動の指導者は、公然と反戦の声を出し始めた。
これらの運動に、さらに大学生の学生運動が結びつき、1967年4月に全米で広汎な人々が反戦集会を組織して、やがて反戦運動が全米を覆い、ニューヨークでは大規模な反戦デモ行進が行われて、同年秋の10月21日に首都ワシントンD.C.で最大規模の反戦集会（ペンタゴン大行進）が開催された。さらに翌1968年1月の「テト攻勢」（後述）によって、反戦運動は大きく盛り上がった。
ジョンソン政権は、戦場におけるアメリカ兵の士気の低下、国内外の組織的、非組織的な反戦運動と、テレビや新聞、雑誌の各種メディアによる、戦争反対の報道に苦しむことになった。除隊したベトナム帰還兵による反戦運動も盛り上がりを見せた。1967年にはベトナム反戦帰還兵の会（VVAW）が結成された。VVAWは最盛期には30,000人以上を組織化し、ロン・コーヴィック（『7月4日に生まれて』の著者）やジョン・ケリー（2004年民主党大統領候補者）のような負傷兵が中心となって運動が広がった。
そして、ベトナム戦争の最盛期だった1968年初頭には最大で54万9千人のアメリカ合衆国軍人が南ベトナム領土内に駐留し、ベトナム周辺の海上に展開する海軍や、フィリピン、大韓民国、日本、グアム、ハワイ、米本土西海岸などの後方基地からも含めて大軍が投入されたが、ソ連や中華人民共和国による軍事支援をバックに、地の利を生かしたゲリラ戦を展開する北ベトナム軍および南ベトナム解放民族戦線と対峙するアメリカ軍・南ベトナム軍・連合軍にとって戦況の好転はみられなかった。
1967年11月に、それまで北爆を推進してきた、ベトナム戦争の最高責任者であったロバート・マクナマラ国防長官が辞意を表明した。彼はその前年に北爆を縮小するよう大統領に進言し、1967年5月には解放民族戦線を含めた連立政権を受け入れるべきと主張する までになり、この時点で既にアメリカ合衆国政府内でも、ベトナム戦争の続行に疑問の声が出るようになった。しかしジョンソン大統領は依然として軍事強化の路線を変えなかった。

兵士の間にも厭戦機運が芽生え始め、1967年10月26日には西ベルリンの米軍司令部内からベトナム兵役から逃れ、カナダや北欧へ亡命するよう呼びかけるビラが出回っていたことが判明した。また、この頃にはベトナムに派遣された兵士の中から逃亡する者も増え始め、常時40-50人の逃亡兵が発生していた。

### テト攻勢

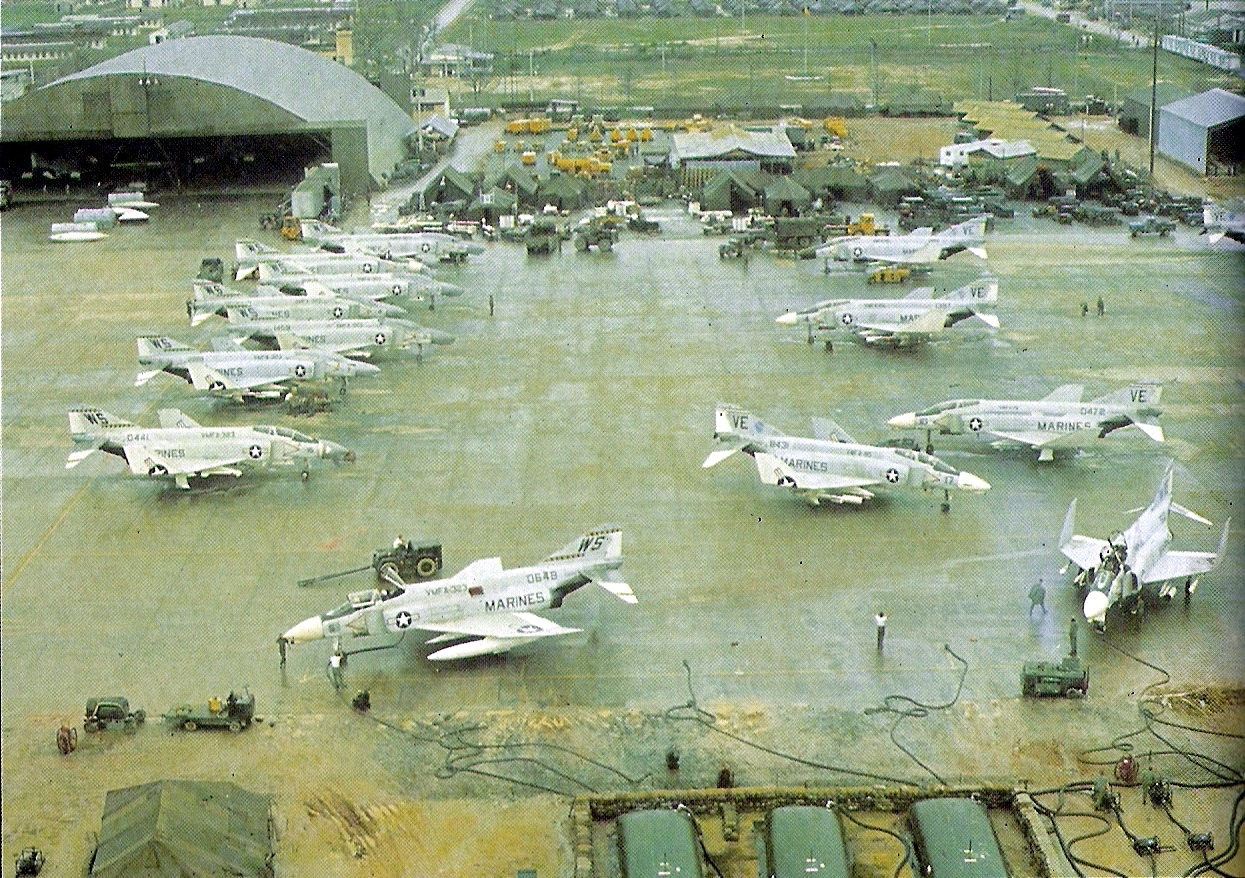
米軍の前線基地

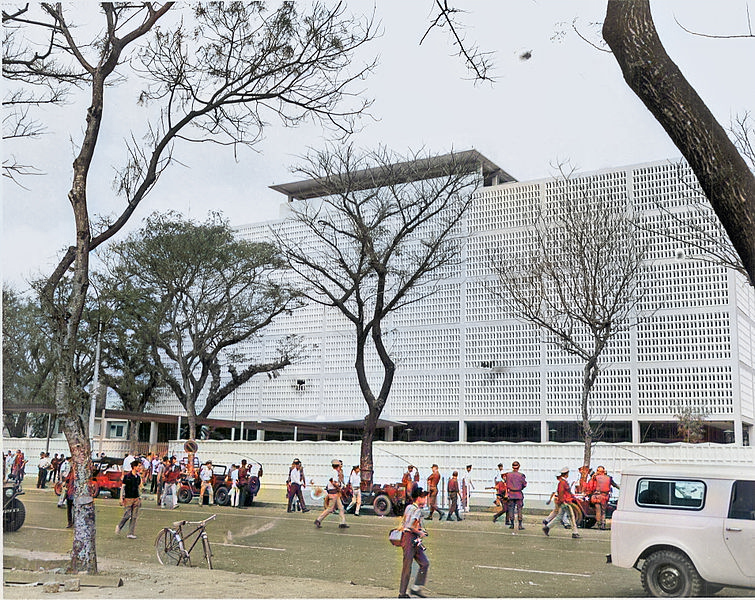
南ベトナム解放民族戦線のゲリラ兵に占拠されたサイゴンのアメリカ合衆国大使館

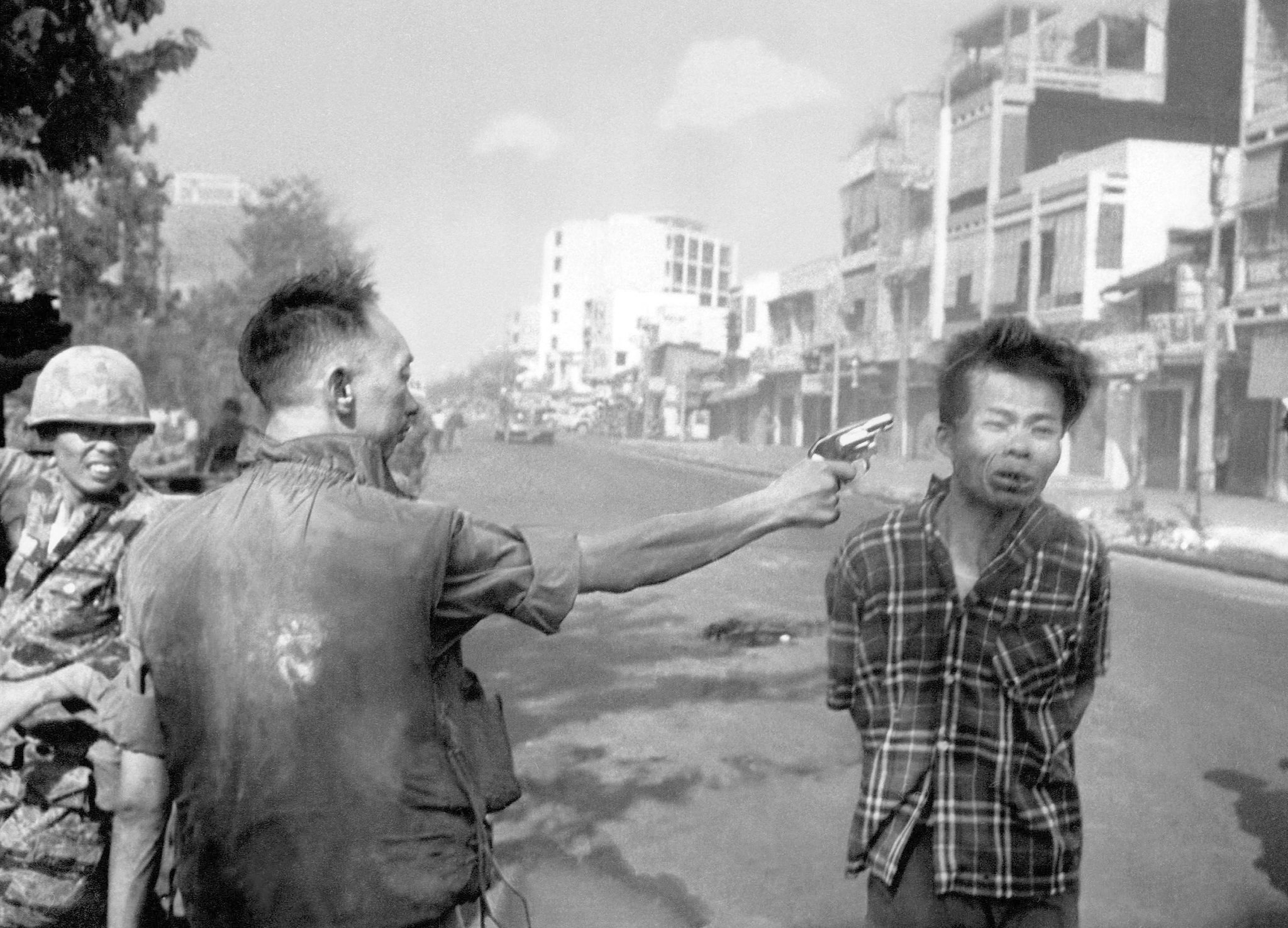
南ベトナム政府のグエン・ゴク・ロアン警察庁長官により射殺される解放民族戦線将校のグエン・ヴァン・レム。エディ・アダムズの撮影

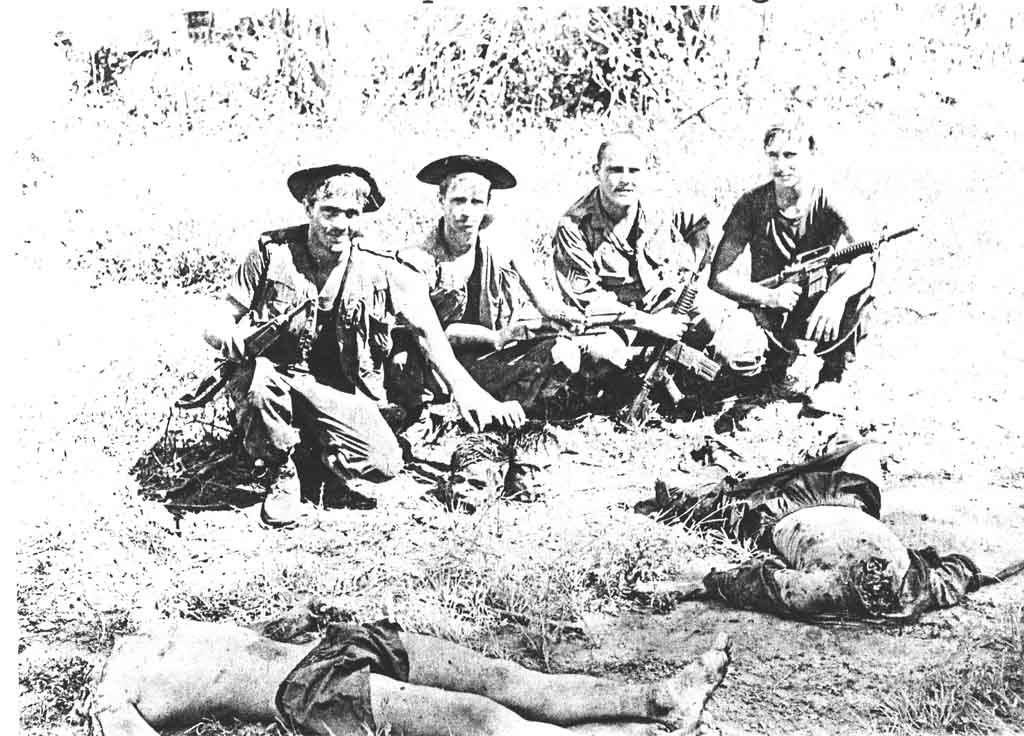
アメリカ軍特殊部隊による、南ベトナム解放戦線兵士の首狩り記念写真

北ベトナム軍と南ベトナム解放民族戦線は、旧正月（テト）休戦を南ベトナム軍とアメリカ軍に打診したが、体勢を立て直す時間を与えるだけだとして拒否されたため、旧正月下の1968年1月29日の深夜に、南ベトナム軍とアメリカ軍に対して大規模な一斉攻撃（テト攻勢）を開始した。南ベトナム解放民族戦線のゲリラ兵はわずか20人で「要塞」とも称された、サイゴン市のアメリカ合衆国大使館を一時占拠し、その一部始終がアメリカ全土に生中継された。また、南ベトナムの首都サイゴンにあるアメリカ軍の放送局も占拠され爆破された。
サイゴン市内やダナン市内などの基地に急襲を受けた南ベトナム軍とアメリカ軍は、一時的に混乱状態に陥ったものの、すぐに体勢を立て直し反撃を開始して、物量で圧倒的に劣る南ベトナム解放民族戦線は壊滅状態に陥り、2月1日にジョンソン大統領はテト攻勢は失敗したと声明した。しかし解放民族戦線側は6万7,000人以上が参加して、サイゴン、ダナン、フエの他に南ベトナム44省の内34の省都、64の地方都市、そして米軍基地とサイゴン軍基地が攻撃された。後にこのテト攻勢の犠牲者は、アメリカ軍3,895人、南ベトナム軍兵4,900人、解放民族戦線5万8,373人であったとアメリカ軍は明らかにしている。アメリカ軍の1968年のベトナム戦争の死者が1万2,000人であり、その30%余りをこのテト攻勢のわずかな期間に失ったこの事実はしばらくは明らかにされなかったが、このテト攻勢でジョンソン政権が受けたダメージは大きく、アメリカ国内でのベトナム戦争に対する見方が変わり、その後の行方に影響を与えた。
また、テト攻勢の最中に南ベトナムのグエン・カオ・キ副大統領の側近であるグエン・ゴク・ロアン 警察庁長官が、サイゴン市警によって逮捕された南ベトナム解放民族戦線の将校のグエン・ヴァン・レムを路上で射殺する瞬間の映像がテレビで全世界に流された（グエン・ヴァン・レムの処刑）。まだ裁判すら受けていない彼を、南ベトナムの政府高官自らが報道陣のカメラを前にして射殺する様子は、世界中に大きな衝撃を与えた。この瞬間を撮影したアメリカ人報道カメラマンのエディー・アダムスは、その後ピュリッツァー賞の報道写真部門賞を受賞した。
テト攻勢におけるこれらの実際の戦況とアメリカ政府の発表との間のギャップや、現実の戦闘を目の当たりにして、ベトナム戦争（と南ベトナム政府）に対するアメリカの世論が大きく変化し始めた。またテト攻勢で南ベトナム解放民族戦線の損失も大きく、北ベトナムも援助を強化して、その後のベトナム戦争は、南ベトナム政府軍・アメリカ軍と北ベトナム正規軍中心の戦いとなっていった。

### フエ事件
テト攻勢時に一時的に南ベトナム解放民族戦線の支配下に置かれたフエ（なお、当時の新聞表記は「ユエ」である）では、1月30日から翌月中旬にかけて、南ベトナム解放民族戦線兵士による大規模な政府関係者や市民への虐殺事件「フエ事件」が発生した。この事件はテト攻勢の実施に合わせて半ば計画的に行われたものであり、事前に虐殺相手の優先リストまで用意されていたと伝えられている。犠牲者は、南ベトナム政府の役人や軍人・警察官だけでなく、学生やキリスト教の神父、外国人医師などの一般人にまで及び、アメリカ軍による発表によれば犠牲者全体の総数は2000人以上であるとされている。
テト攻勢の失敗が報じられる中、フエでは述べ25日間にわたってアメリカ軍と南ベトナム解放民族戦線の攻防戦が続けられていた。

### アメリカの国内の混乱と北爆停止

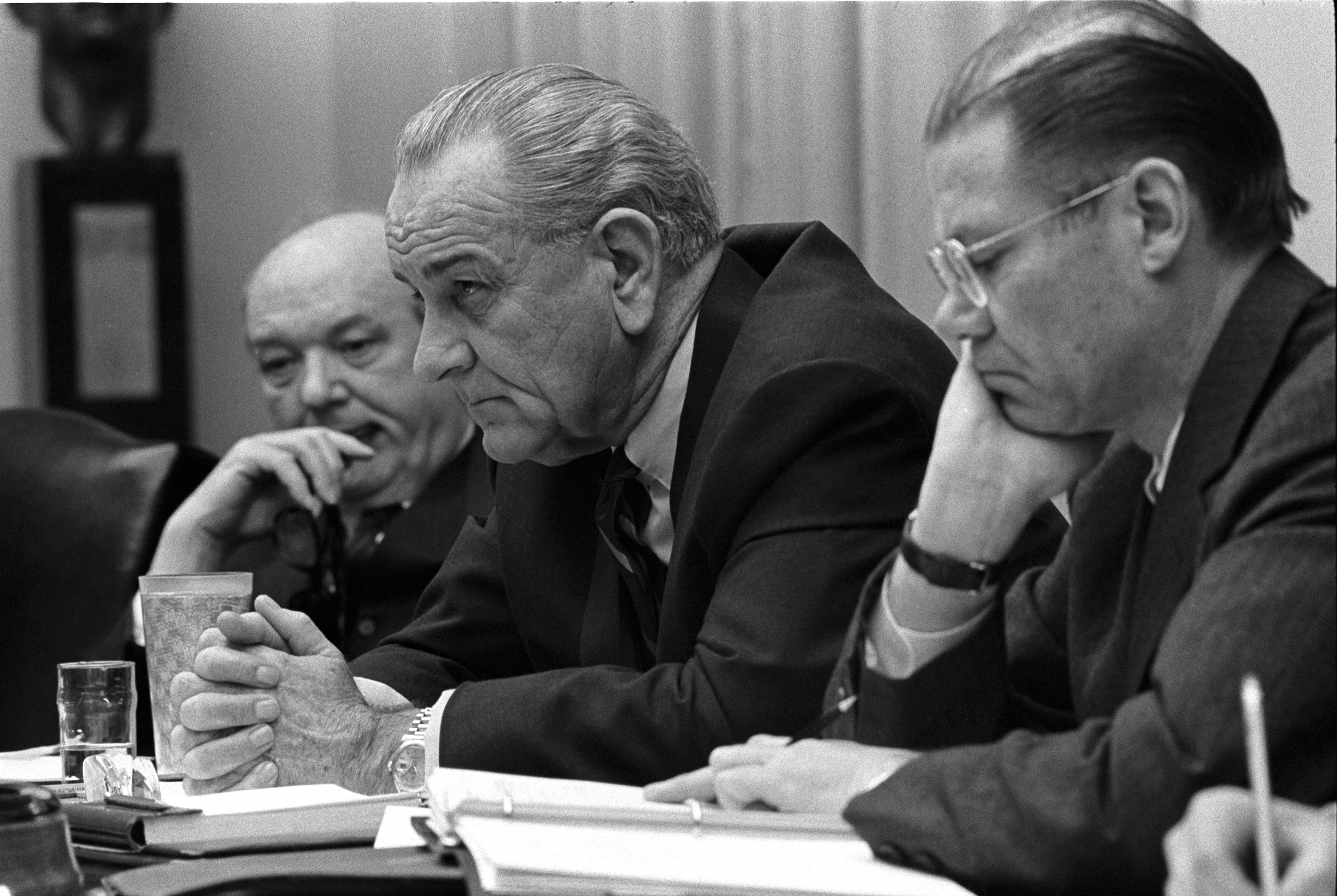
ディーン・ラスク国務長官（左）とロバート・マクナマラ国防長官（右）とともに閣議に臨むジョンソン大統領

すでに、アメリカ軍が介入してから3年が過ぎて、一定の戦果もなく、ずっと兵力を暫時投入してエスカレーションさせて戦闘が拡大するばかりだが、まだアメリカが優勢であるという一般的な見方が崩れて懐疑的となり、それまで苦しくてもベトナム戦争を支持していた層もジョンソン大統領の対応のまずさを批判するようになった。
テト攻勢後、1968年2月にアメリカのジャーナリストで「アメリカの良心」ともいわれて人気のあったウォルター・クロンカイトが「民主主義を擁護すべき立場にある名誉あるアメリカ軍には、これ以上の攻勢ではなく、むしろ交渉を求めるものであります」と厳しい口調で発言して戦争の継続に反対を表明、アメリカの世論に大きな衝撃を与えた。ジョンソン大統領は、「クロンカイト（の支持）を失うということは、アメリカの中産階級（の支持基盤）を失うということだ」と嘆いたという。その後保守派の多くもベトナム戦争の継続に懐疑的になっていった。
1968年は大統領選挙の年で、ジョンソンは2回目の大統領選への出馬を目指していた。テト攻勢後の3月にニューハンプシャー州の民主党予備選ではユージーン・マッカーシーに対して勝利したが、得票率で50%を割り、この結果を見てケネディ大統領の弟ロバート・ケネディが大統領選への出馬を表明して、世論調査で自身への支持率が最低を記録し、政治的に苦しい立場に立たされた。またケネディ政権においてベトナムへの軍事介入を自らの「分析」を元に積極的に推し進め、ジョンソン政権でもアメリカ軍の増派を推し進めたものの、1966年頃から北爆の中止を求めてジョンソン大統領と意見が対立し前年11月に辞意を表明したマクナマラ国防長官が2月29日に辞任した。そして後任のクラーク・クリフォード国防長官は就任早々、ウエストモーランド司令官からの20万人増派の要求を受けて省内でベトナム戦争についての意見をまとめて、今後のベトナム政策の全面見直しをジョンソンに提言して、もはや兵力を増派して軍事面を強化することができない局面に至った。
3月31日にジョンソン大統領は、テレビによる演説で北爆の部分的停止と、北ベトナムに対して無条件での交渉を呼びかけて、民主党大統領候補としての再指名を求めないことを発表した。理由として、ベトナム戦争に対するアメリカ国内の世論が分裂して、国論の統一に残りの任期を費やすことを挙げた。
反戦集会は連日全米各地で巻き起こっていたが、この盛り上がりに大きな影響を与えた公民権運動指導者のマーティン・ルーサー・キング・ジュニア牧師は、4月4日に白人のジェームズ・アール・レイに遊説先のテネシー州メンフィス市内のホテルで暗殺される。さらに、公民権運動団体などを中心とした支持を受けて、民主党の大統領予備選に出馬し優位に選挙戦を進めていたロバート・ケネディが、カリフォルニア州ロサンゼルス市内のホテルで遊説中の6月5日に、パレスチナ系アメリカ人のサーハン・ベシャラ・サーハンに暗殺された。
相次ぐ暗殺事件に続いて、8月26日から29日にかけて、民主党の大統領候補を指名するための党大会がシカゴ市内のホテルで行われた。シカゴ市内では学生を中心に大規模かつ暴力的な反戦デモが行われたが、ベトナム戦争推進派のデモと衝突した上、リチャード・J・デイリー市長の指示により、市警官隊がデモ隊に対して暴力的な弾圧を行い多数が逮捕された。ジョンソン大統領は自らの党大会であるにもかかわらず、会場内外における混乱を避けるため出席することはかなわなかった。このように国内情勢が混乱する中、ジョンソン大統領は1968年10月に北爆を全面停止した。この間、ベトナムは中国やソビエト連邦の支援の元で兵站や装備の調達やインフラの整備を行ったがアメリカ以外の空軍により度々猛攻を受けた。

### ニクソン政権

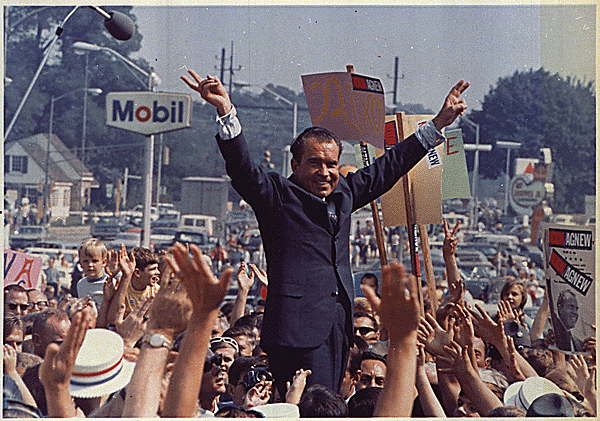
選挙戦を戦うリチャード・ニクソン

大統領選本戦では、民主党はユージーン・マッカーシーやジョージ・マクガヴァンを破り大統領候補に選出されたヒューバート・ホレイショ・ハンフリーを候補に立てて戦ったものの、ベトナムからのアメリカ軍の「名誉ある撤退」と、反戦運動が過激化し違法性を強めていたことに対し「法と秩序の回復」を強く訴えた共和党選出のリチャード・ニクソンに敗北し、1969年1月20日にニクソンが大統領に就任した。
ニクソン大統領は、地上戦が泥沼化しつつある中で、人的損害の多い地上軍を削減してアメリカ国内の反戦世論を沈静化させようと、このとき54万人に達していた陸上兵力削減に取り掛かり、公約どおり、8月までに第一陣25,000名を撤退させ、その後も続々と兵力を削減した。
なお、就任以前から段階的撤退を訴え、大統領選挙時には「名誉ある撤退を実現する"秘密の方策"がある」と主張していたニクソン大統領は、就任直後からヘンリー・キッシンジャー国家安全保障担当大統領補佐官に、北ベトナム政府との交渉（パリ和平会談）を開始させた。
サイレント・マジョリティ

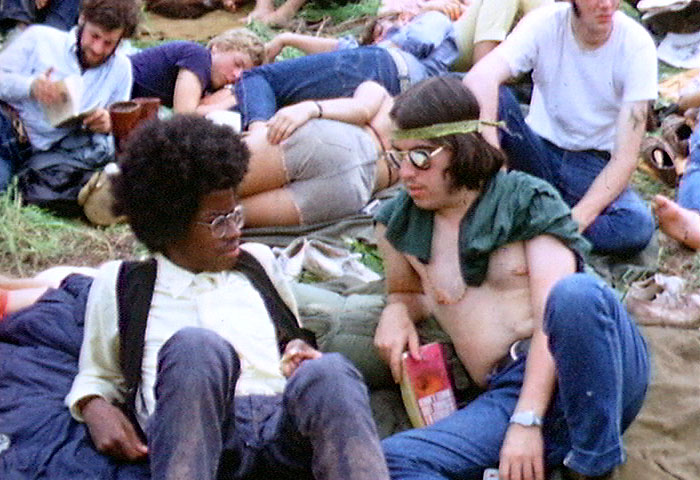
ウッドストック・フェスティバルに半裸で集うヒッピー

民主党大会の際のシカゴ市内における混乱が象徴するように、反戦運動が過激化していたことに対して、「法と秩序の回復」を訴え当選したリチャード・ニクソンは、「沈黙した多数派層（サイレント・マジョリティ）」に対して行動を呼びかけた。ニクソンの支持母体は、アメリカにおけるマジョリティ（多数派）である、保守的な思想を持つブルーカラーを中心とした白人保守派層が中心であり、軍に徴兵されベトナムに派遣される下級兵士の多くは、彼らそのものや彼らの子供であった。彼らの多くは、徴兵猶予などでベトナムへの派兵を免れることのできる比較的裕福な大学生や、徴兵されることのない都市部のホワイトカラーのリベラル層やインテリ層、既存の概念を否定しつつ自らは巧みに徴兵を逃れようとする反体制的なヒッピー、そしてこれらを中心に過激化する反戦運動に反感を持っていた。彼らはニクソンの訴えに応じて、こうした白人保守派層の巻き返しがあり、それらがニクソン大統領の当選につながった。しかしニクソン政権の時代に入っても、カンボジアやラオスへの侵攻、ジョンソン時代を上回る北爆の強化で、ニクソンはアメリカ軍の撤退を進めながら逆に戦線が拡大することもあり、1973年のベトナム撤退まで反戦運動が収まることはなかった。
この年の7月にはアポロ11号が月面に降り立ち、世界の目は泥沼のベトナムから宇宙へと移り、10月には再び反戦デモが発生したが、それはローソクに火を灯しながら行進を行う、静かなものに変わりつつあった。

### 中ソ対立の激化とデタント

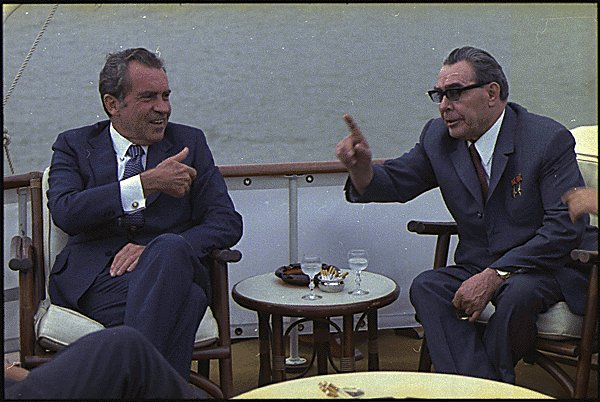
ニクソン大統領（左）とソ連のレオニード・ブレジネフ書記長

ベトナム戦争においては双方ともに北ベトナムを支援していたものの、ソビエト連邦と中華人民共和国の間では関係が悪化していた。中ソ対立により両国間の政治路線の違いや領土論争をめぐって緊張が高まり、中華人民共和国内で文化大革命が先鋭化した1960年代末には、4,380kmの長さの国境線の両側に、658,000人のソ連軍部隊と814,000人の中国人民解放軍部隊が対峙する事態になった。
1969年3月2日に、ウスリー川の中州・ダマンスキー島（珍宝島）で、ソ連側の警備兵と中国人民解放軍兵士による衝突、いわゆる「ダマンスキー島事件」が起こった。さらに7月8日には中ソ両軍が黒竜江（アムール川）の八岔島（ゴルジンスキー島）で武力衝突し、8月にはウイグルでも衝突が起きるなど、極東および中央アジアでの更なる交戦の後、両軍は最悪の事態に備え核兵器使用の準備を開始した。
このような状況を受けて、レオニード・ブレジネフ書記長率いるソ連は、急激に対立の度を増していた中華人民共和国を牽制する意味もあり、アメリカとの間の緊張緩和を目論み、直接交渉に入ることとなる。また、就任以来東西陣営の融和進展を模索していたニクソン大統領もこれを積極的に受け入れ、11月からは戦略兵器制限交渉の予備会談が行われ、1970年4月からは本会談に入るなど、米ソ間の関係は緊張緩和（デタント）の時代に入る。

### ホー・チ・ミン死去

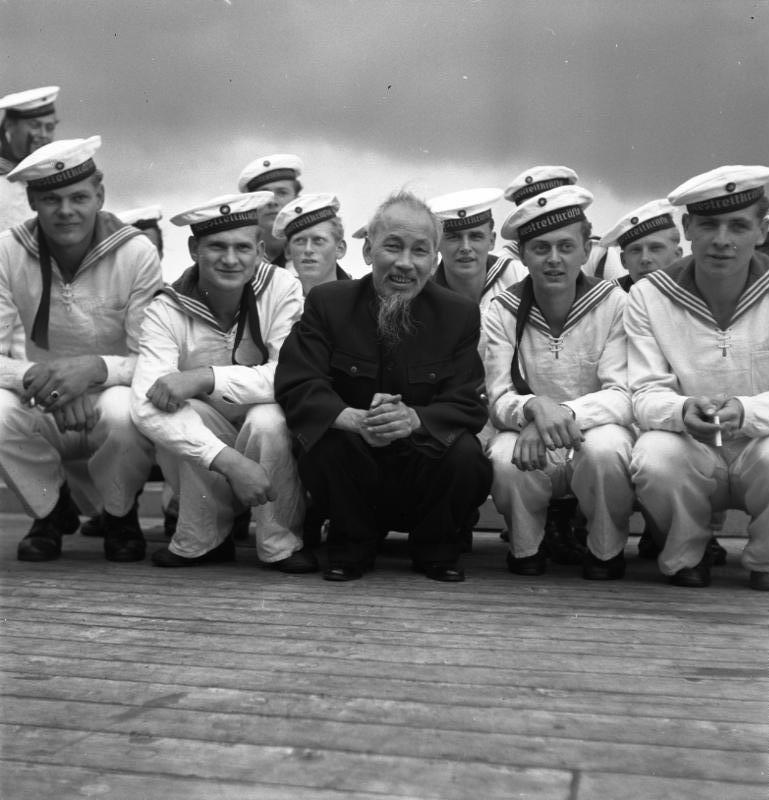
東ドイツを訪問したホー・チ・ミン（中央）

フランスの植民地時代から、ベトナムの独立と南北ベトナム統一の指導者として活発に活動していた北ベトナムの最高指導者であるホー・チ・ミンは、1951年のベトナム労働党主席への就任後は、第一次インドシナ戦争の指導や日常的な党務、政務は総書記（第一書記）および政府首脳陣、軍部指導者などに任せ、国内外の重要な政治問題に関わる政策指針の策定や、党と国家の顔としての対外的な呼びかけに精力を集中し、東ドイツや中華人民共和国などの友好国を訪問するなど、事実上北ベトナムの精神的指導者となっていた。
戦争指導や政務の第一線の地位からは退いたものの、ベトナム戦争の勃発後も、ソ連や中華人民共和国などの共産圏を中心とした友好国からの軍事的支援や、西側諸国の左派勢力や左派メディアを通じて反戦・反米運動への支援を得るために、北ベトナムを訪れたイタリア共産党のエンリコ・ベルリンゲル党首や、中華人民共和国の周恩来首相と会談するなど、内外において積極的に活動して、対外的にも北ベトナムを代表する地位を占めていたが、1969年9月に突然の心臓発作に襲われ、ハノイの病院にて79歳の生涯を閉じた。南北ベトナム統一を説いていた精神的指導者の突然の死は、戦時下の北ベトナム国民をより強く団結させる結果を生んだ。
ホー・チ・ミンは中ソ対立による国際共産主義運動の分裂を深刻に憂慮していた。中ソ対立の影響により激化していたベトナム労働党内の「中華人民共和国派」と「ソ連派」の路線対立は、ホー・チ・ミンの死去により「ソ連派」の優勢が確定した。以後北ベトナムは、テト攻勢を境とした自軍の戦闘スタイルの変化やアメリカ軍による北爆の強化へ対応するため、ソ連への依存を強めていった。

### カンボジア侵攻

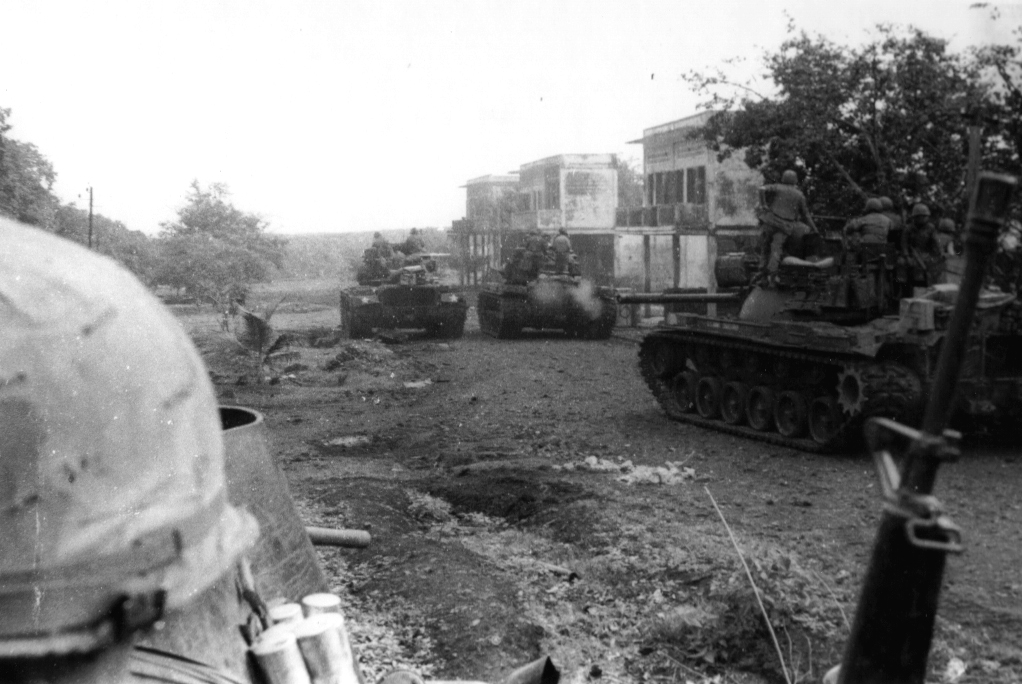
カンボジア戦線に展開するアメリカ軍の戦車

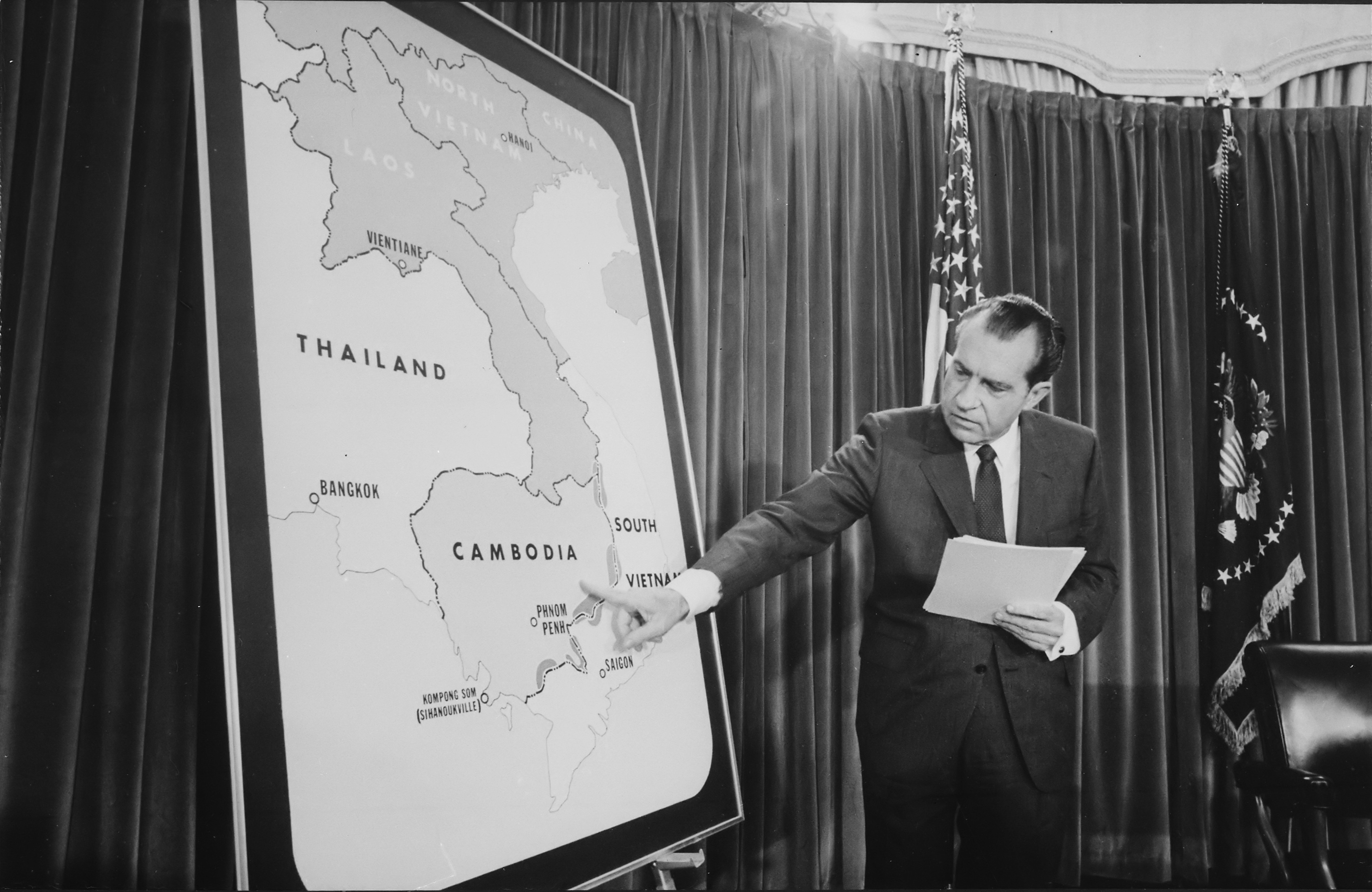
カンボジア戦線の説明を行うニクソン大統領

南北ベトナムの隣国のカンボジアでは、1970年3月に、北ベトナム政府および南ベトナム解放民族戦線と近い関係にあり「容共的元首」であるとしてアメリカが嫌っていたノロドム・シハヌーク国王の外遊中に、シハヌークの従兄弟のシソワット・シリク・マタク（副首相）とロン・ノル国防大臣の率いる反乱軍がクーデターを決行し成功させた。反乱軍はその後ただちにシハヌーク国王一派を国外追放し、シハヌークの国家元首からの解任と王制廃止、共和制施行を議決、ロン・ノルを首班とする親米政権の樹立と「クメール共和国」への改名を宣言した。反乱にはアメリカの援助を受けたという説がある。
このような状況の中、1970年3月29日、北ベトナムはカンボジアに対する攻撃を開始した。この侵攻の理由であるが、公開されたソ連邦時代の記録文書から明らかになったところによると、この攻撃はクメール・ルージュのヌオン・チアからの明確な要求によって行われたとされている。北ベトナム軍はカンボジア東部を瞬く間に蹂躙し、プノンペンの24km以内に迫った。カンボジア軍を破った後、北ベトナム軍は獲得した地域を地元の武装勢力へと引き渡していった。一方、クメール・ルージュは北ベトナム軍からは独立して活動し、カンボジア南部および南西部に「解放区」を打ち立てた。クーデターによってカンボジアを追放されたシハヌークは中華人民共和国の首都である北京に留まり、そこで中国共産党政府の庇護の下、亡命政権の「カンボジア王国民族連合政府」を結成し、親米政権であるロン・ノル政権の打倒を訴えた。シハヌークはかつて弾圧したクメール・ルージュを嫌っていたが、中華人民共和国の毛沢東や周恩来と北朝鮮の金日成らの説得によりクメール・ルージュとその指導者ポル・ポトらと手を結ぶことになり、農村部を中心にクメール・ルージュの支持者を増やすことに貢献した。この後、ロン・ノル率いるカンボジア政府軍と、中華人民共和国の支援を受けたクメール・ルージュの間でカンボジア内戦（1970年 - 1975年）が始まった。
なお、ロン・ノル政権は、北ベトナムへの対応措置として、カンボジア在住のベトナム人への収容・虐殺を行い、多くのベトナム人が殺されたり南ベトナムに避難し、ロン・ノル政権は、南北ベトナム双方から強く批判された。
北ベトナムのカンボジア侵攻に対して、4月26日には、南ベトナム軍とアメリカ軍が、中華人民共和国（とソビエト連邦）からの北ベトナムおよび南ベトナム解放民族戦線への物資支援ルートである「ホーチミン・ルート」と「シハヌーク・ルート」の遮断を目的として、ロン・ノルの黙認の元、カンボジア東部領内に侵攻した。この侵攻は、アメリカ軍の兵力削減と同時に、中華人民共和国、ソビエト連邦などの共産圏から北ベトナムへの軍事物資支援ルートを遮断することで、泥沼状態の戦況から脱し、アメリカ側に有利な条件下で北ベトナム側を講和に導くことが目的とされている。
1970年4月30日午後7時、南ベトナムとアメリカの連合軍は、カンボジアへの侵攻を開始。地上軍の展開のほか、B-52による空爆も加えた。圧倒的な兵力を背景にカンボジア領内の北ベトナム軍の拠点を短期間で壊滅させ、同年6月中には早々とカンボジア領内から撤退した。しかし同年末には両ルートとカンボジア領内の北ベトナムの拠点は早々と復旧し、結果的に目的は成功しなかった。

### ラオス侵攻
カンボジア東部の侵攻から10ヵ月後の1971年1月末、ラオス南東にある「ホーチミン・ルート」の遮断とその兵站基地を破壊を目的として、アメリカ軍と南ベトナム軍はラオス領内に侵攻した。ラムソン719と名付けられたこの侵攻作戦はカンボジア侵攻と同じく、中華人民共和国、ソビエト連邦などの共産圏から北ベトナムへの軍事物資支援ルートを遮断することを目的としており、1970年から始まっていたアメリカ軍が撤退した後の兵力を、アメリカ製の兵器で武装して、約100万人の兵力を保有していた南ベトナム軍 とする「ベトナム化」政策により、地上戦闘は南ベトナム軍が主力として担当し、輸送・航空支援はアメリカ軍が担当した。そのため、南ベトナム軍が北ベトナム軍と南ベトナム解放民族戦線に対抗できるかを試される戦いでもあった。
侵攻後にアメリカ軍は、ヘリボーン輸送によりラオスに3つの拠点を置いたものの、ラオス領内に潜んでいた北ベトナム軍により多数の対空陣地の火器と戦車の攻撃を受けて、南ベトナム軍は大きな損害を受けてしまい、それを支援するアメリカ軍のヘリコプターも、この攻撃により数を減らしていき、作戦はうまく進展しなかった。その後、アメリカ軍と南ベトナム軍は1万人の兵力を増強して態勢の立て直しを図り、ようやくラオスの小都市であるチュポンを占領して周辺の補給基地・物資集積所を破壊したものの、数日後に北ベトナム軍がアメリカ軍の爆撃による損害を覚悟の上で大兵力による強力な反撃を行い、この反撃を受けたアメリカ軍と南ベトナム軍はチュポンを放棄して撤退せざるをえなくなり、3月末にはラオス領内から完全に撤退して作戦は失敗に終わった。
この戦いにより「ホーチミン・ルート」の遮断は永続的に不可能になったばかりでなく、南ベトナム軍の戦力の限界を示すことになり、この戦争に勝利することが不可能となった。

### 米中接近と北爆再開

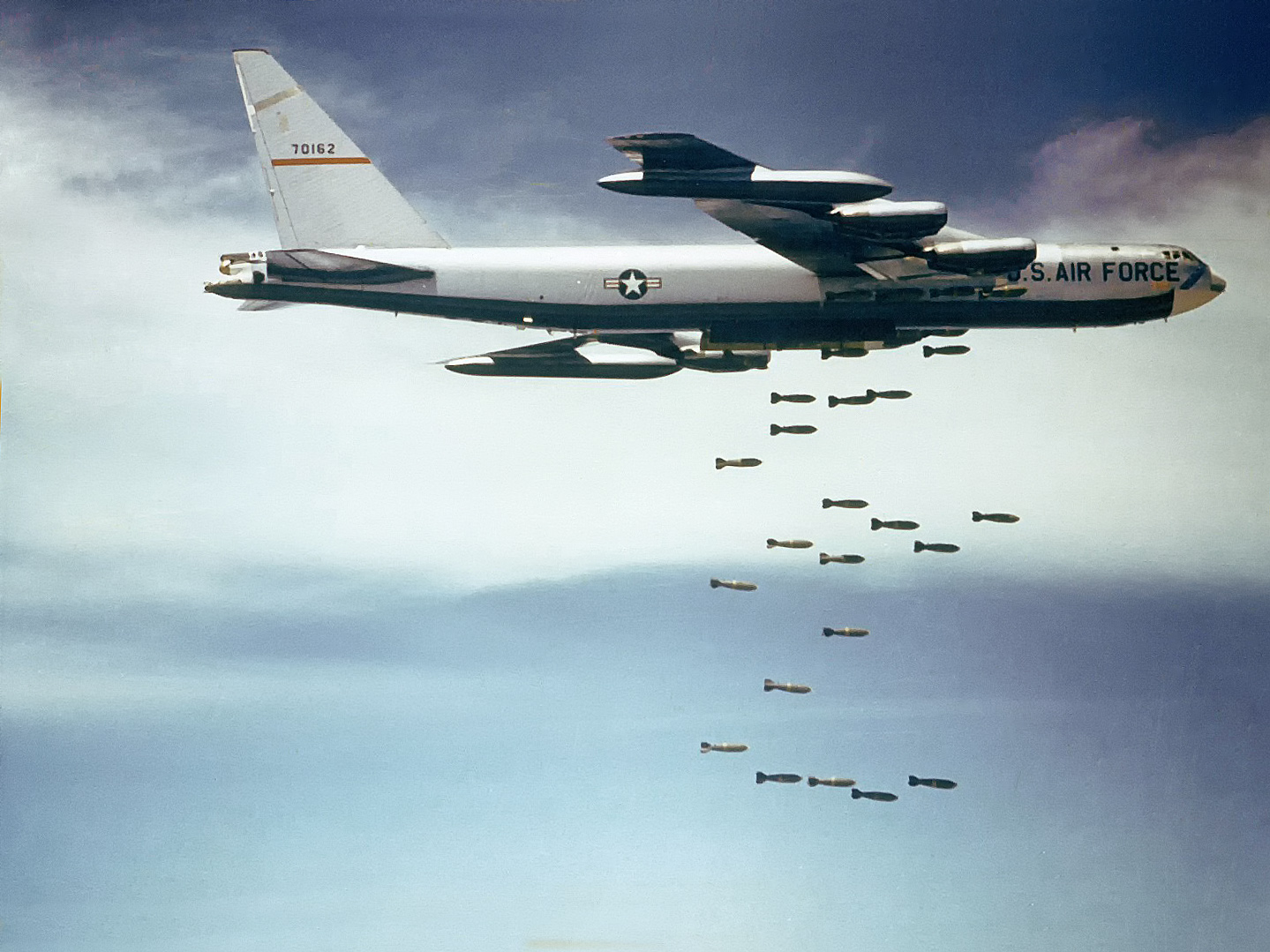
爆弾を投下するアメリカ空軍のボーイングB-52

就任以前から泥沼化していたベトナム戦争から、段階的撤退を画策していたニクソン大統領は、1969年1月の大統領就任直後より、ヘンリー・キッシンジャー国家安全保障担当大統領補佐官に、北ベトナム政府との和平交渉を開始させたが、幾度も暗礁に乗り上げて交渉は難航した。
この頃の北ベトナムの有力な支援国は中国であり、表向きこそ否定していたが1964年から1971年まで間にのべ30万人の正規軍を派遣、さらに軍事援助も行うなど戦争の支援を行っていた。
1971年7月にニクソン大統領は中華人民共和国を訪問する意向を発表し（ニクソン・ショック）、翌1972年2月21日にニクソン大統領の中国訪問は行われ、毛沢東主席および周恩来首相と直接対話を始めた。この前年の7月に、ニクソン大統領はキッシンジャー国家安全保障担当大統領補佐官を中国に派遣して、周恩来首相と極秘に会談を行わせていた。両国はこの時から関係強化を目指して幾度となく交渉を重ねていた。ニクソン大統領が中国を訪問したことは、当時ソ連と中ソ対立していた中国に近づくことで対ソ連外交での中国カードという外交手段を持つのみならず、北ベトナムを孤立させ、同じく深い関係を持つカンボジアに影響力を持っていることで、米中接近がベトナム戦争でニクソン政権が望む「名誉ある撤退」と、今後の東南アジアへの米国の影響力を確保することを目指していたと考えられる。
中華人民共和国としても、ニクソン政権下でソ連と友好的な関係を保っていた米国と接近することは、文化大革命が最も激しい時期であった、1969年に勃発したダマンスキー島事件以降、関係が極度に悪化していたソ連を牽制すると同時に、文化大革命以後停滞していた、中国外交の主導権を取り戻すという意味があった。ただ極秘裏で行われたキッシンジャーの訪問後に、中国国内で文革推進の旗頭であった林彪の失脚・亡命・墜落死という事態を生じ、毛沢東の高齢化、中国共産党内での周恩来の実権掌握が明らかになり、やがて鄧小平の復活と近代化路線が前面に現れてくることで、この米中接近は中国にとっても大きなターニングポイントとなった。
さらにアメリカ軍は講和条件を有利にするため、カンボジア・ラオス領内に越境してまで北ベトナム軍の拠点と補給ルートの壊滅を図ったものの、戦況は好転せず、同年3月末には、北ベトナム軍が戦車多数を含めた大兵力で非武装地帯を横切って南ベトナムに侵攻する大攻勢を始めたため、講和を急いだニクソン大統領は5月8日に北爆再開を決定した（ラインバッカー作戦）。
ラインバッカーI作戦は、圧倒的な航空戦力を使って「ホーチミン・ルート」を遮断し、アメリカ地上軍の削減と地上兵力の南ベトナム化を進め、また北ベトナム軍の戦力を徹底的に削ぐことにより、北ベトナム政府が和平交渉に応じることを狙った作戦でもあった。アメリカ空軍は第二次世界大戦における対日戦以来の本格的な戦略爆撃を行う事を決定し、軍民問わない無差別攻撃を採用した。この作戦では従来の垂れ流し的な戦力の逐次投入をやめて戦力の集中投入に切り替えられ、15000機の航空機が参加して60,000トンの爆弾を投下するとともに、ハイフォン港などの北ベトナムの港湾を機雷で封鎖した。
特に12月18日に開始された「ラインバッカーII作戦」では、爆撃の効果を上げるため、首都ハノイとハイフォン港の2つを目標とし、2週間で20,000トンの爆弾が投下され、その内容としては、ボーイングB-52戦略爆撃機150機による700回出撃に及ぶ夜間絨毯爆撃で15,000トン、アメリカ海・空軍の攻撃機での爆撃で5,000トンに及んだ、そのため、ハノイやハイフォン港の区域は完全に焼け野原になり、軍事施設だけでなく電力や水などの生活インフラストラクチャーにも大きな被害を与えた。さらに新たに前線に投入された音速爆撃機のジェネラル・ダイナミクスF-111や、開発に成功したばかりのレーザー誘導爆弾ペイブウェイ、TV誘導爆弾AGM-62 ウォールアイなどのハイテク兵器を大量投入して、ポール・ドウマー橋やタンホア鉄橋といった難攻不落の橋梁を次々と破壊、落橋させた。
海上でもハイフォン港等の重要港湾施設に対する大規模な機雷封鎖作戦も行われ、ソ連や中華人民共和国、北朝鮮をはじめとする東側諸国から兵器や物資を満載してきた輸送船が入港不能になった。港内にいた中立国船舶に対しては期限を定めた退去通告が行われた。中越国境地帯にも大規模な空爆が行われ、北ベトナムへの軍事援助のほとんどがストップした。中には勇敢にも強行突破を図った北ベトナム艦船もいたが、そのほとんどは触雷するか優勢なアメリカ海軍駆逐艦や南ベトナム海軍船艇の攻撃を受け、撃沈、阻止されていった。

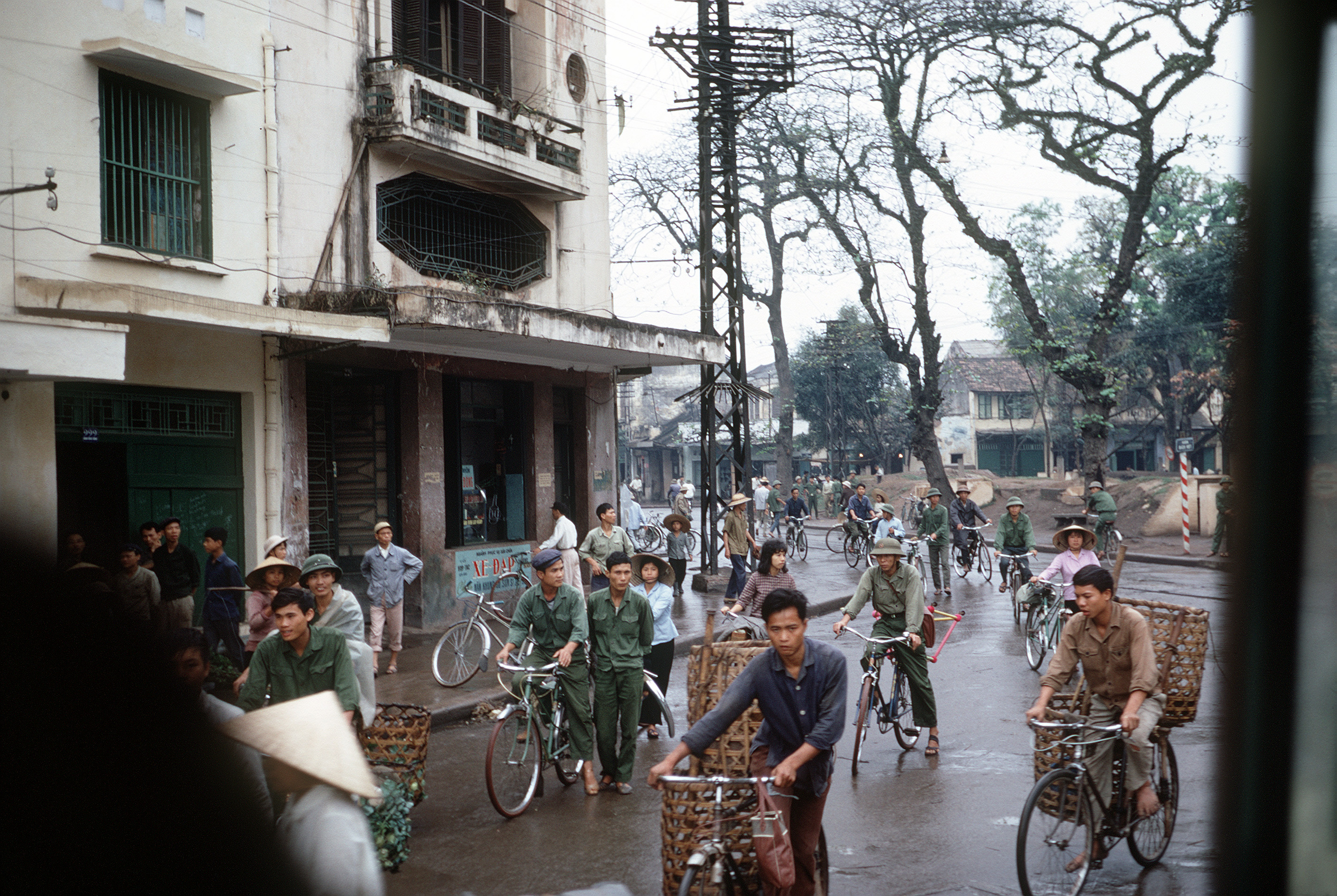
戦時下のハノイ

アメリカ軍による対日戦並の本格的な戦略爆撃や、南ベトナム海軍とアメリカ海軍が共同で行った機雷封鎖は純軍事的にほぼ成功を収めた。北ベトナムは軍事施設約1,600棟、鉄道車両約370両、線路10箇所、電力施設の80%、石油備蓄量の25%を喪失するという大損害を被り、北ベトナム軍は弾薬や燃料が払底、継戦不能な事態に陥った。
この空爆の結果、北ベトナム軍では小規模だった海軍と空軍がほぼ全滅し、絶え間ない北爆とアメリカ陸空軍による物量作戦の結果、ホーチミン・ルートは多くの箇所で不通になっており、前線部隊への補給が滞りがちになった北ベトナム軍は崩壊の一歩手前に追い込まれるまで急激に戦況が悪化した。
アメリカ軍による空爆は、北ベトナム国民に大量の死傷者を出し、併せて只でさえ貧弱な北ベトナムのインフラストラクチャーにも大打撃を与えたことから、北ベトナム軍と国民にも少なからず厭戦気分を植え付けた。
北ベトナム軍にとって幸いなことに、クリスマス休暇中による再度の北爆は、国際社会の轟々たる批難と反発を受け、短期間で中止されたが、アメリカ合衆国連邦政府の目論見通り、この空爆の成功は、北ベトナム軍を戦闘不能な状態に持ち込み、北ベトナム政府をパリ会談に出席させ、停戦に持ち込まざるを得ない立場に追い込む事に成功した。
北ベトナム政府は、中国が同時期に北ベトナムへの大規模な軍事作戦も始めたニクソン政権と接近していることを「自国に対する中国の裏切り行為」と受け止めた。ニクソンの訪中から3か月後に行われた米軍による北爆再開と海上封鎖も中国の了解を得たとされ、ベトナム共産党書記局員で党機関紙編集長も務めたホアン・トゥンは「中国は『中国を攻撃さえしなければよい』と米国に言った」と証言している。
以後北ベトナム政府は、中ソ対立で中華人民共和国と対立するソビエト社会主義共和国連邦との関係を強化し、北ベトナムと中国との関係悪化は決定的になった。

## パリ和平協定調印

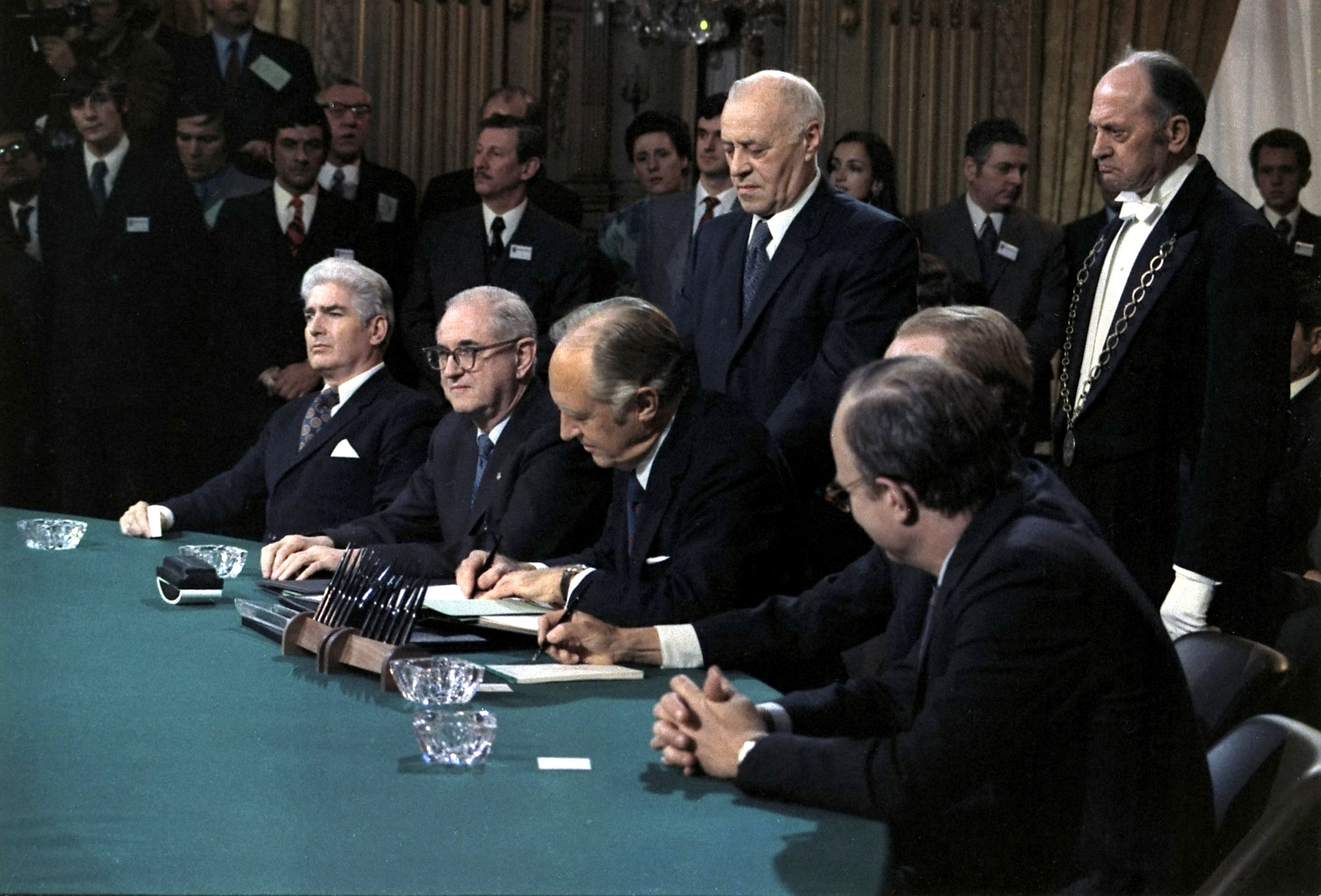
パリ和平協定への調印を行うアメリカのロジャーズ国務長官

アジア各国を取り巻く状況が目まぐるしく推移する中、1972年秋頃に、パリで秘密交渉が持たれて合意に向けた動きが加速し、和平交渉開始から4年8か月経った、1973年1月23日に、フランスのパリに滞在する、北ベトナムのレ・ドゥク・ト特別顧問とヘンリー・キッシンジャー大統領補佐官の間で、和平協定案の仮調印にこぎつけた。そして4日後の1月27日に、南ベトナムのチャン・バン・ラム外相とアメリカのウィリアム・P・ロジャーズ国務長官、北ベトナムのグエン・ズイ・チン外相と南ベトナム共和国臨時革命政府のグエン・チ・ビン外相の4者の間でパリ協定が交わされた。
なお、この「和平協定」調印へ向けて、様々な調整を行った功績を称え、レ特別顧問とキッシンジャー大統領補佐官にはノーベル平和賞が贈られたが、レ特別顧問は「ベトナム戦争が終結していないこと」「ベトナム統一が実現していないこと」「ベトナムにまだ平和が訪れていないこと」を理由に、ノーベル賞受賞を辞退した。

### アメリカ軍の全面撤退

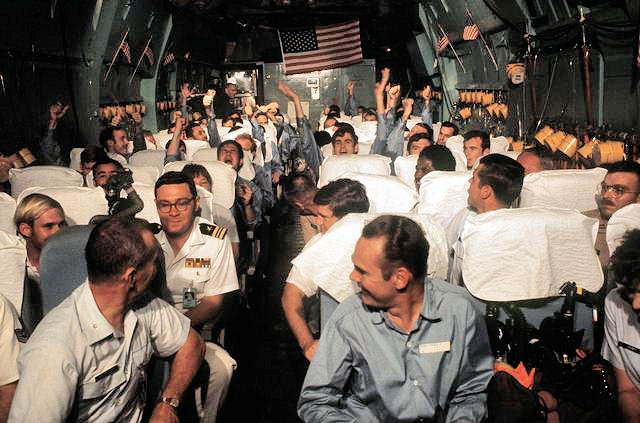
「ハノイ・タクシー」と呼ばれたロッキードC-141輸送機で、北ベトナムから帰国の途に就くアメリカ軍人捕虜

パリ和平協定の調印により、北ベトナムとアメリカの間に、「アメリカ軍正規軍の全面撤退と外部援助の禁止」、「北ベトナム軍に捕えられていたアメリカ軍捕虜の解放」、「北緯17度線は南北間の国境ではなく統一総選挙までの停戦ラインであること」の確認などについて合意が成立し、1973年1月29日にニクソン大統領は米国民に「ベトナム戦争の終結」を宣言した。
その後、パリ和平協定に基づき、協定締結時点で南ベトナムに残っていた24,000人のアメリカ軍は撤退を開始し、併せてハノイの有名な戦争捕虜収容所「ハノイ・ヒルトン（正式名称：ホアロー捕虜収容所）」などの北ベトナムの捕虜収容所からのアメリカ軍人捕虜の解放が次々に行われた。
ベトナム戦争の最盛期だった1968年には、アメリカ軍は南ベトナムに540,000人が派遣されていたが、1969年以後は撤退計画に基づいて派遣軍の撤退と削減が続けられ、1973年1月の協定締結時にはベトナムへの派遣軍は24,000人まで削減されていたので、「終結宣言」から2か月後の3月29日には撤退が完了した。
しかし、ケネディ政権時代から南ベトナムに派遣されていた、アメリカ軍の「軍事顧問団」は規模を縮小し、南ベトナムに残留していた上、航空機や戦車、重火器などの軍事物資の供給も行われていた（なお、この様な状況は北ベトナムとソビエトの間でも同様であった）。

## アメリカ軍撤退後の戦況

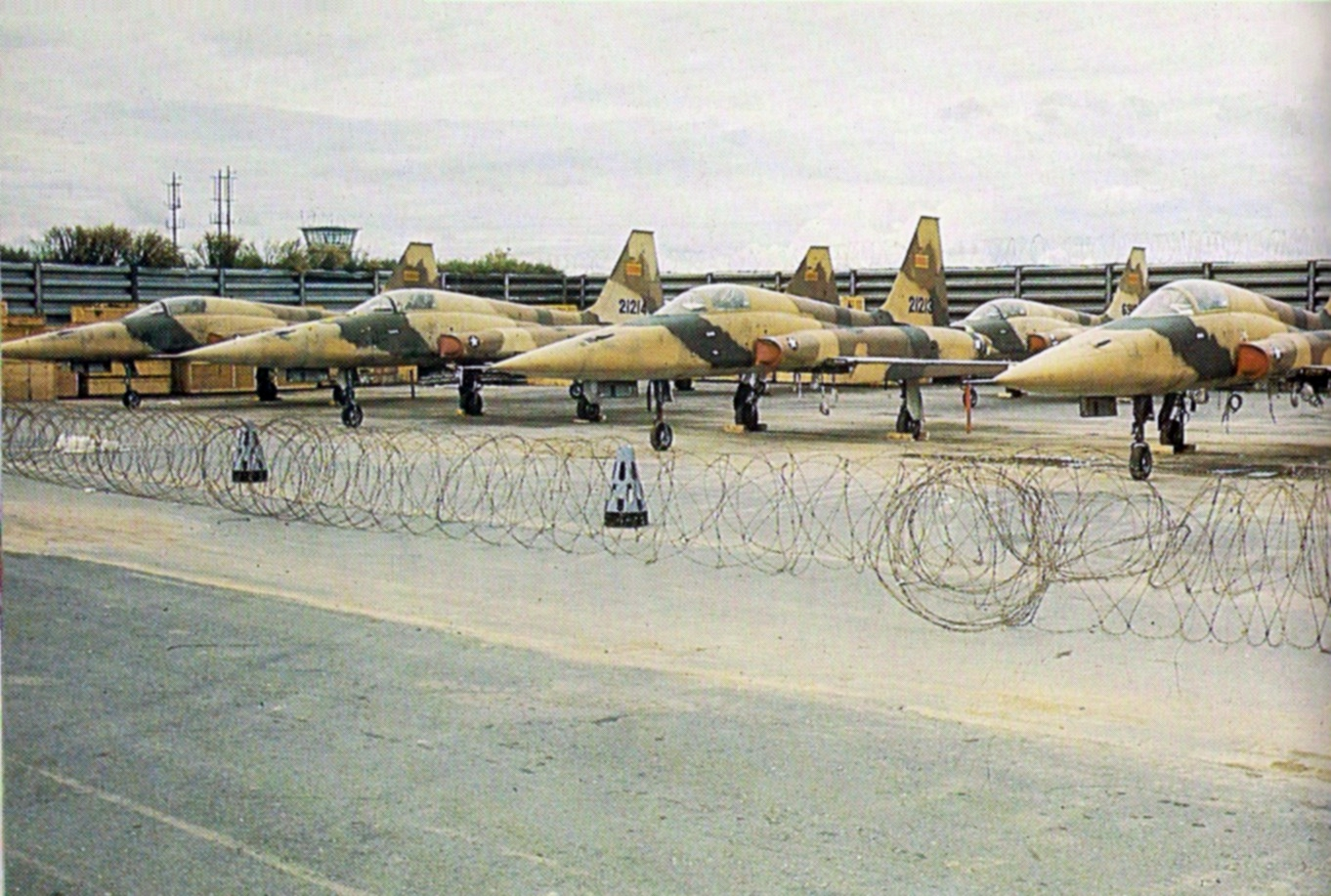
南ベトナム空軍に貸与されたイラン空軍のノースロップF-5戦闘機

パリ協定の締結までにアメリカ軍による北爆が停止されると、北ベトナム軍はすぐさま補給路を回復し南ベトナム侵攻のための体勢を立て直した。アメリカは南ベトナム軍への軍事支援の削減を補うために、アメリカが中華民国や韓国、イラン（パフラヴィー朝）などに貸与していたノースロップF-5戦闘機などをはじめとする兵器を南ベトナムへ送るようにこれらの国に呼び掛けたものの、その数はかつてのアメリカからの直接支援とは程遠いものであった。
パリ協定において「停戦」が謳われたため、これを反故にした結果のアメリカ軍の再介入を恐れ、北ベトナム軍は当初、南ベトナム軍側に対して大規模な攻勢は行わなかったが、まもなくパリ協定における停戦協定を無視した北ベトナム軍による南ベトナム軍に対する攻撃のペースは増加し、武器の供給も減り兵士の士気も落ちた南ベトナム軍の死傷者数も増大して行った。9月以降はソビエト連邦や中華人民共和国からの追加軍事援助を受けた北ベトナム軍の部隊が南ベトナム北部を占領し、その後も南下を続けた。

### 西沙諸島の戦い
アメリカ軍撤退後の1974年1月、中華人民共和国の中国人民解放軍は南北ベトナム間の戦線から遠く離れた西沙諸島に駐留する南ベトナム軍を宣戦布告なしの奇襲攻撃（西沙諸島の戦い）によって独立以来の南ベトナム領である西沙諸島一帯を占領し、南シナ海への進出に成功した。
その後の南北ベトナムの統一、中越戦争を経た現在に至るまで、中国人民解放軍による占拠（実効支配）状態が続いており、ともに領有権を主張する中越間の紛争案件となっている。

### ニクソン退陣

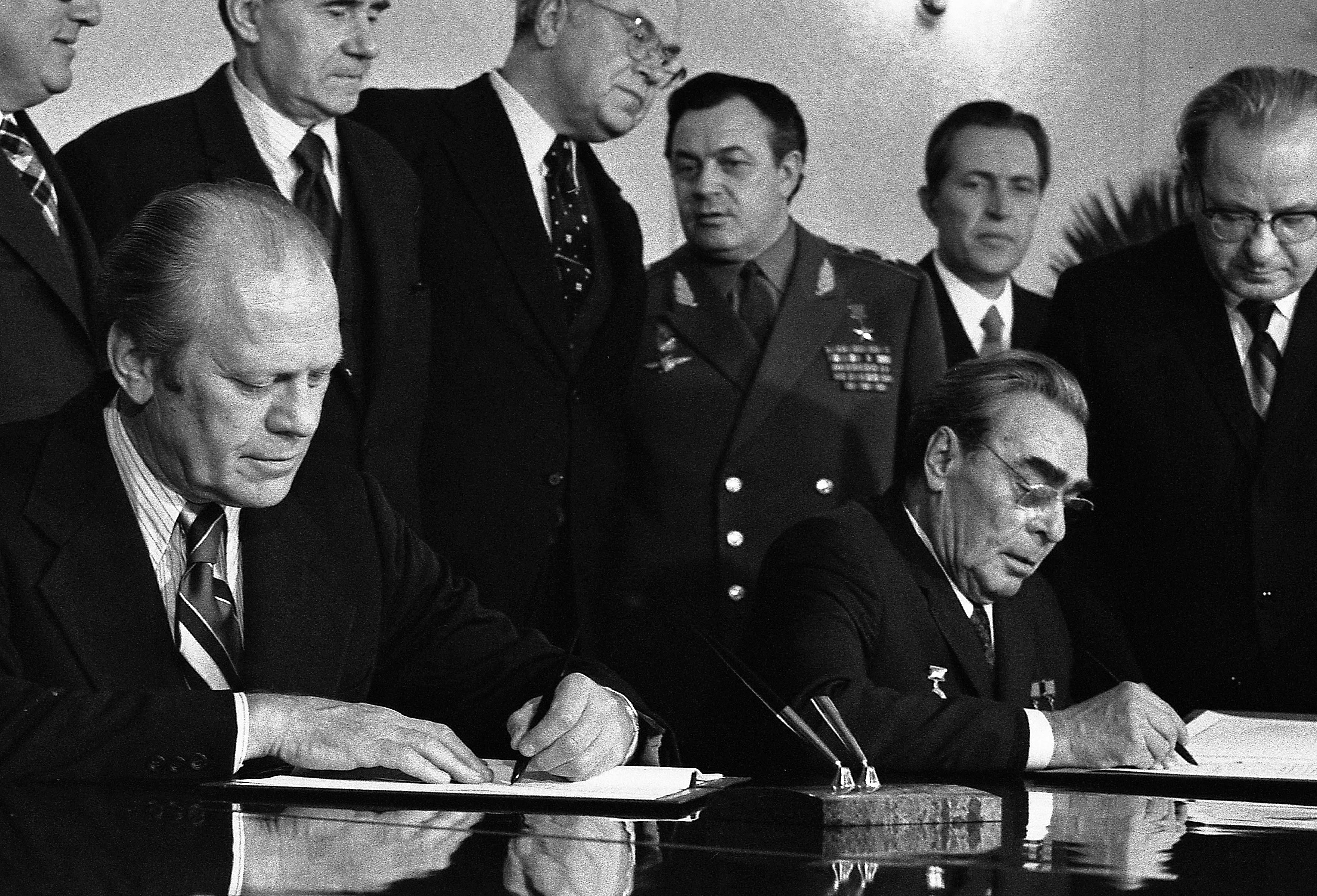
ジェラルド・R・フォード大統領（左）とソ連のレオニード・ブレジネフ書記長

同月、アメリカ軍のベトナム全面撤退の立役者であるニクソン大統領はウォーターゲート事件で議会が弾劾訴追を準備し、罷免されることが確実と悟ったので、罷免される前に辞任した。後を継いだジェラルド・R・フォード大統領は、内政の立て直しと中間選挙に集中するためもあり、レオニード・ブレジネフ書記長率いるソビエト連邦とはデタントを推し進めたニクソン政権同様、積極的な宥和政策を継続し続けた。その上に、ニクソン政権が残したウォーターゲート事件の後始末や、ケネディ政権が推し進めたアポロ計画による月面探査による膨大な出費、オイルショック後の景気停滞や不況からの回復などの国内問題に国民の関心が移り、アメリカは、もはやベトナム情勢に対する興味を失いつつあった。
フォード政権に移行して以降のアメリカ政府は、パリ協定で実施が約束されたはずの南北ベトナム統一総選挙実施への南北ベトナム政府への働き掛けどころか、パリ協定違反である「停戦」後の南ベトナムに対する北ベトナム軍の攻撃を止めるための働き掛けすら行わなくなった。さらに、同年8月には南ベトナム政府からの再三の働き掛けを受けて、議会が最後の南ベトナム政府への資金援助を決定したものの、その金額は以前と比べ物にならないほど少なかった。

### 北ベトナム軍の全面攻撃

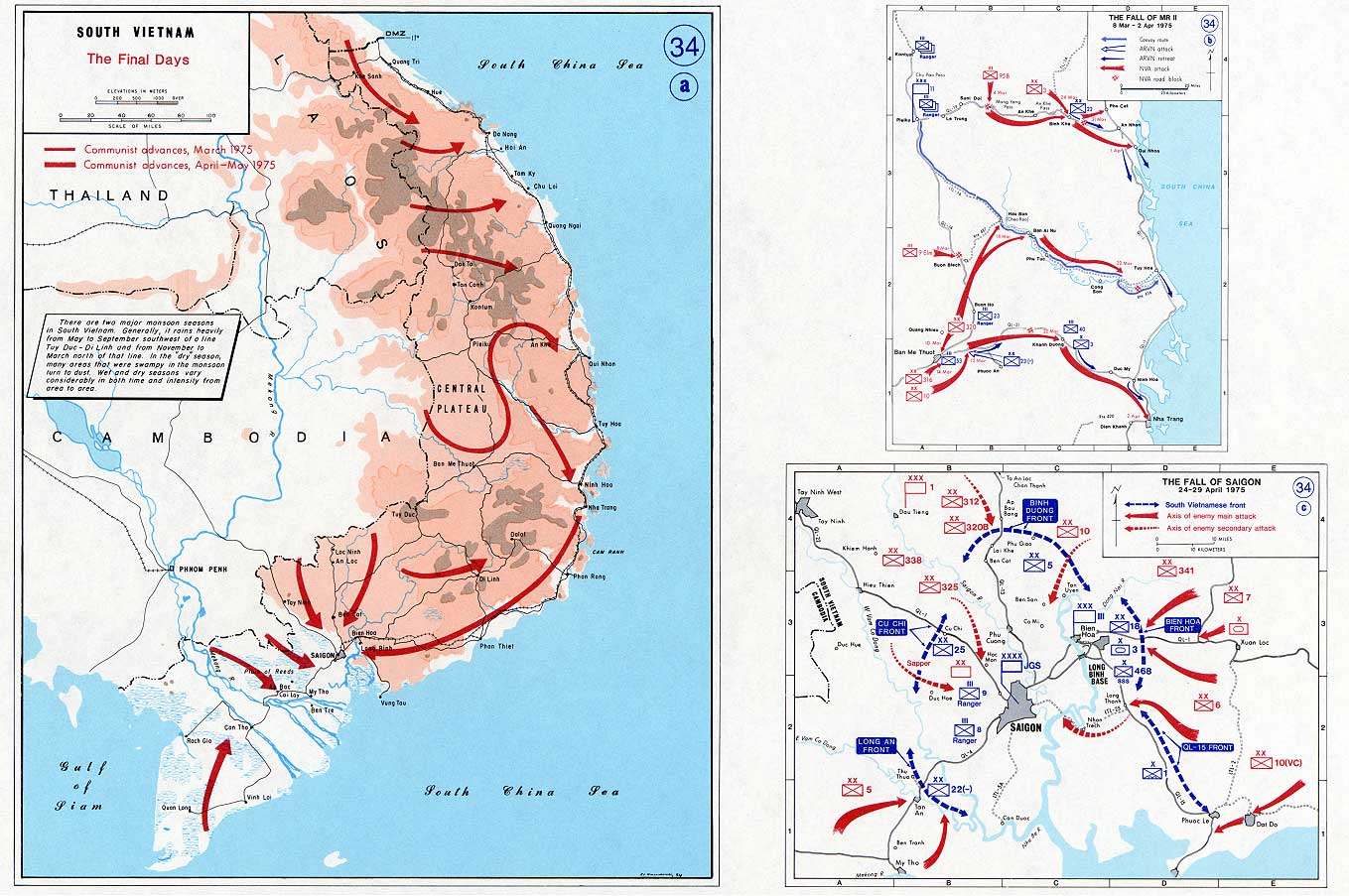
1975年3月以降、サイゴン陥落までの北ベトナム軍の攻撃の経緯を表した地図

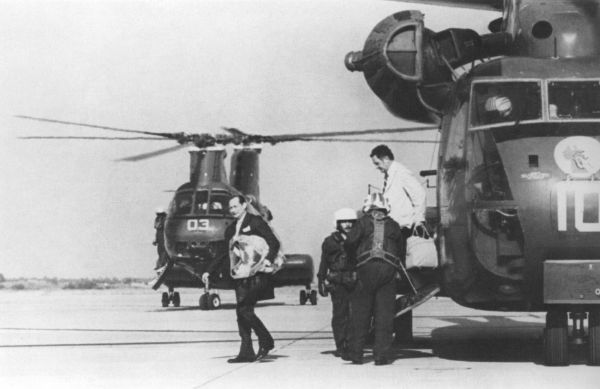
プノンペンからタイに脱出したアメリカのディーン大使

上記の状況を受けて、北ベトナム政府は「アメリカの再介入はない」と判断し、南ベトナムを完全に制圧し、南北ベトナムを統一すべく1975年3月10日に南ベトナム軍に対する全面攻撃を開始した（ホー・チ・ミン作戦）。
この攻勢に対して、アメリカ政府からの大規模な軍事援助が途絶え弱体化していた南ベトナム軍は満足な抵抗ができなかった。その後3月末に古都フエと、南ベトナム最大の空軍基地があり貿易港であるダナンが、南ベトナム軍同士の同士討ちや、港や空港に避難民が押し寄せるなどの混乱のもと陥落すると、南ベトナム政府軍は一斉に敗走を始める。1975年4月10日には中部高原の主要都市であるバンメトートが陥落。グエン・バン・チュー大統領はアメリカに軍事支援を要請するが、アメリカ議会は軍事援助を拒否した。
1975年4月中旬には南ベトナム政府軍が「首都であるサイゴンの防御に集中するため」として、これまで持ちこたえていた戦線も含め主な戦線から撤退を開始。南ベトナム政府軍は、アメリカからの軍事援助も途絶え装備も疲弊していたうえに士気も落ちており、進撃の勢いを増した北ベトナム軍を抑えられず総崩れになり、北ベトナム軍はサイゴンに迫った。
このような状況を受けて、ホワイトハウスは南ベトナムの戦災孤児をアメリカやオーストラリアに運び、養子縁組を受けさせる「オペレーション・ベビーリフト」を1975年4月4日に開始した。しかしその第1便となるアメリカ空軍のロッキードC-5「ギャラクシー」貨物機が、マニラに向けてタンソンニャット国際空港を離陸した後に墜落し、乗客乗員328人中155人（多数の戦災孤児を含む）が死亡し、北ベトナム政府はこれを「人さらいのうえでの虐殺である」と非難した。しかしこの作戦はサイゴン陥落直前の4月26日まで続けられ、3,300人の戦災孤児が混乱する南ベトナムを離れた。
隣国のカンボジアでは、アメリカの支援を受けたロン・ノル率いるクメール共和国政府軍と、中華人民共和国などの支援を受けたクメール・ルージュの内戦の末、4月17日に首都のプノンペンが陥落し、直前にアメリカのジョン・ガンザー・ディーン特命全権大使などが、隣国のタイ王国へ逃亡したほか、ロン・ノルもインドネシア経由でハワイ州へ逃れた。
1975年4月21日、グエン・バン・チュー大統領がテレビとラジオを通じて会見を行い、これらの事態の責任を取り辞任を発表した。後任には、南ベトナム政府の長老の1人で、1960年代に大統領や首相を務めた経験を持つチャン・バン・フォン副大統領が就任した。穏健派として知られるフォン大統領による土壇場での停戦交渉が期待されたものの、パリ協定発効以降、協定内容に則りタンソンニャット空軍基地に駐留していた北ベトナム政府代表団は、穏健派であるもののチュー元大統領の影響が強いとみられたフォン大統領との和平交渉を4月23日に正式に拒否し、存在意義を失ったフォン大統領は4月29日に、就任後わずか8日で辞任した。後任として同日に同じく穏健派のズオン・バン・ミン将軍が就任したが、ミン新大統領による和平交渉は北ベトナム政府代表団によって同じく拒絶された。
南ベトナムの首都であるサイゴン陥落による混乱を恐れた、南ベトナム政府上層部の家族や富裕層は、4月中旬以降次々と民間航空便で南ベトナム国外への脱出を図っていたが、この時期になると、サイゴン北部のタンソンニャット空軍基地も包囲され攻撃が及んできたために、同空港を発着するエア・ベトナム、パンアメリカン航空、シンガポール航空などの民間航空機の運航や、「オペレーション・ベビーリフト」も、北ベトナムのホー・チ・ミン作戦における最終段階『サイゴン総攻撃』により、4月26日をもって全面停止に追い込まれた。
また一般市民も、南ベトナム政権の崩壊が避けられないと悟り、南ベトナムの通貨であるピアストルを、金・ダイヤモンド・アメリカ合衆国ドルに交換したため、ピアストルの通貨価値が暴落した。

### サイゴン撤退作戦

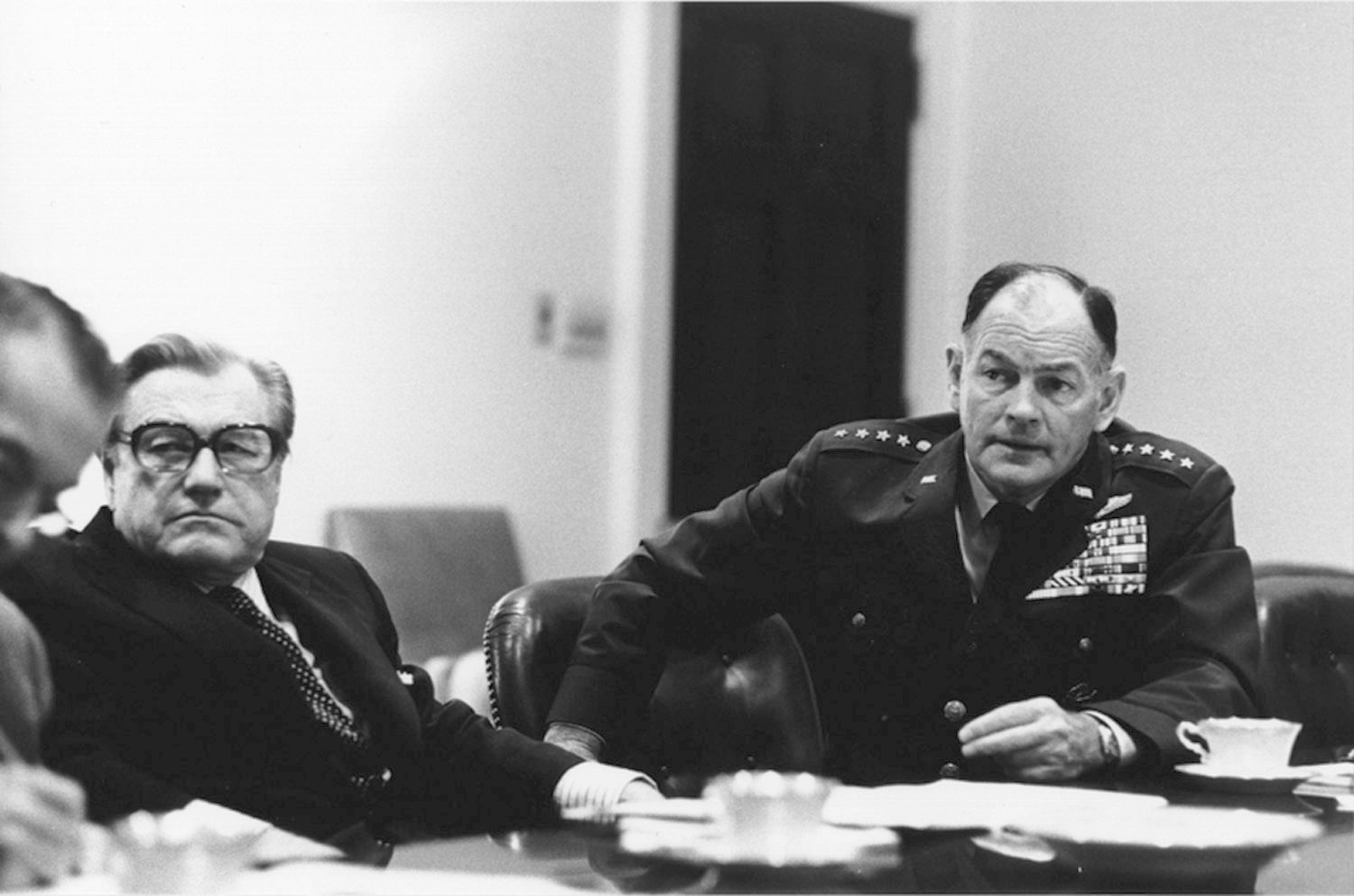
国家安全保障会議でサイゴン撤退について討議するアメリカ軍のジョージ・S・ブラウン統合参謀本部議長とネルソン・ロックフェラー副大統領（左）

この時すでに南ベトナム軍の前線は各方面で完全に崩壊し、それとともに北ベトナム軍によるサイゴン市内の軍施設などの重要拠点への砲撃や、北ベトナム空軍機による爆撃などが続いたために、サイゴン市内の一部は混乱状態に陥った。
その後4月26日には、四方からサイゴン市内へ向けて進軍した北ベトナム軍の地上部隊により、南ベトナム軍のタンソンニャット空軍基地も完全に包囲され、攻撃を受けて滑走路や各種設備が破損したために、南ベトナム軍輸送機の発着は完全に途絶し、北ベトナム軍と交戦中の南ベトナム地上軍への援護も不可能になった。

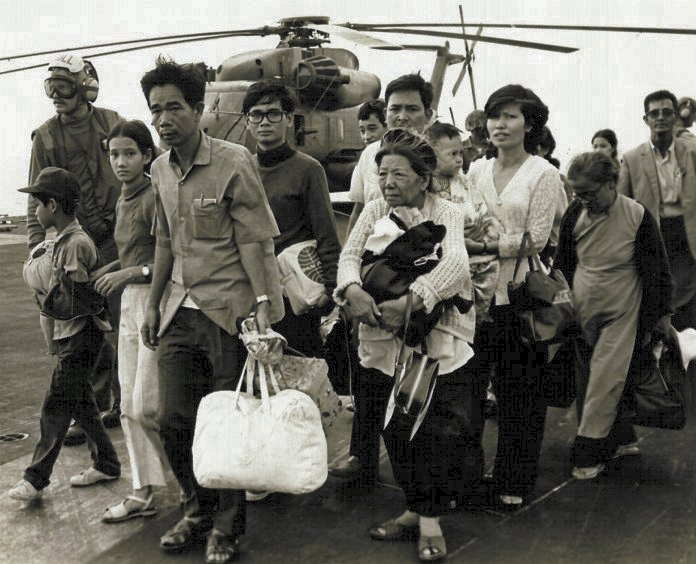
ヘリコプターでアメリカ軍の航空母艦に脱出した南ベトナム人

サイゴン陥落は避けられない状況となり、アメリカ政府および軍は4月28日に国家安全保障会議を開き、アメリカ軍や大使館職員・連邦政府の関係者と在留アメリカ民間人、アメリカと関係の深かった南ベトナム政府上層部のサイゴンからの撤退方法についての緊急討議を行い、サイゴンからの撤退作戦である「フリークエント・ウィンド作戦」を発令した。

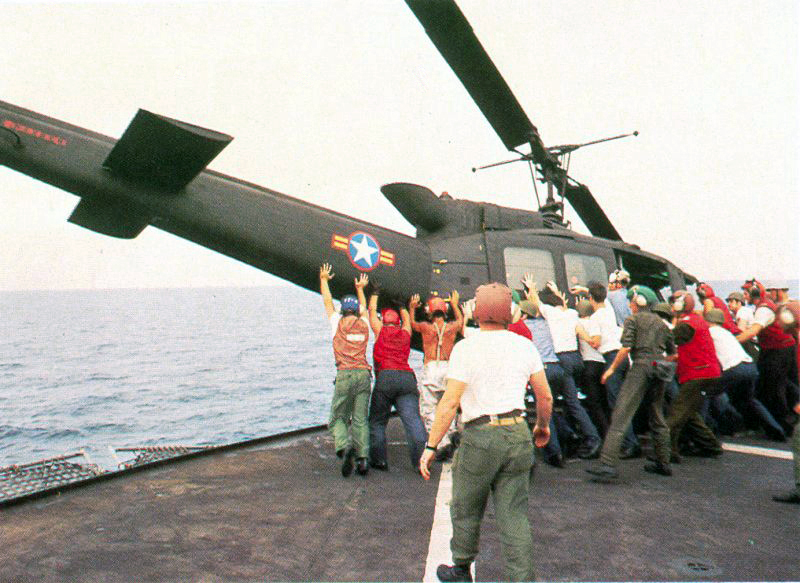
海中へ投棄される南ベトナム軍のベルUH-1ヘリコプター

作戦開始後、市内のアメリカ政府やアメリカ軍、南ベトナム軍の関連施設からアメリカ軍や政府の関係者と、グエン・バン・チュー元大統領やグエン・カオ・キ元首相をはじめとする南ベトナム政府上層部やその家族、在留アメリカ人らが、サイゴンの沖合いに待機する数隻のアメリカ海軍の空母や大型艦艇に向けて南ベトナム軍やアメリカ軍のヘリコプターや軍用機、小船などで必死の脱出を続けた。空母の甲板では、立て続けに飛来するヘリコプターを着艦するたびに海中投棄し、後続のヘリコプターや軍用機の着艦場所を確保した。
フリークエント・ウィンド作戦に関するアメリカ軍の公式記録では、述べ682回にわたるアメリカ軍のヘリコプターによるサイゴン市内と空母との往復が記録され、1300人以上のアメリカ人が脱出に成功、その数倍から十数倍の南ベトナム人も脱出した。なお、作戦中に海中投棄されたアメリカ軍や南ベトナム軍のヘリコプターは45機に達した。
しかし在留日本人は、派遣元の企業などから4月中旬には国外脱出が命令されていたが、フリークエント・ウィンド作戦がアメリカ人や南ベトナム人の撤退を行うことだけで、アメリカ軍が手一杯なことや日本が直接参戦していないことなどから、たとえ日本人が南ベトナムに残っても、北ベトナム政府や市民などから迫害を受ける可能性が低い事などを理由に、南ベトナム軍やアメリカ軍のヘリコプターに乗ることを拒否された。
さらに、自衛隊の海外派遣が禁じられていたために、欧米諸国のように政府専用機や軍用機による自国民の救出活動が全く行われず、また、日本共産党指揮下の組合の反対により、日本国政府による日本航空の救援機も運航されなかったため、数百人の在留日本人がサイゴン市内に取り残された。なお、多くの民間人や駐南ベトナム特命全権大使以下大使館員については、家族は安全の確保のためサイゴンを去ったが、上記の理由からサイゴンに残留することを選択した。
また、かつてはアメリカ軍とともにベトナム戦争に参戦していた韓国人は、「アメリカ人や南ベトナム人の退去活動で手一杯であること」を理由に、日本人と同じくアメリカ軍機による撤退への同行が拒否され、駐南ベトナム特命全権大使はアメリカ大使館の目の前にたどり着いたものの、大使館の敷地に入ることをも拒否された、その結果、特命全権大使以下の在留韓国人のほとんどが、反韓感情が根強く残るサイゴンに取り残された。残留韓国人は、国際赤十字指定地域とされた、サイゴン市内の病院に避難し、迫害を受けることはなかった ものの、その後しばらく韓国に帰国することができなかった。

### サイゴン陥落と南ベトナム崩壊
4月30日の早朝には、最後までサイゴンに残ったグエン・バン・チュー元大統領ら、南ベトナム政府の要人や軍の上層部とその家族、アメリカ合衆国のグレアム・アンダーソン・マーチン 駐南ベトナム特命全権大使や大使館員、アメリカ人報道関係者など、南ベトナムに住んでいたアメリカ人の多くが、サイゴン市内の各所からアメリカ陸軍や海兵隊のヘリコプターで、南シナ海上に待機するアメリカ海軍の空母に向けて脱出する『フリークエント・ウィンド作戦』を発動した。

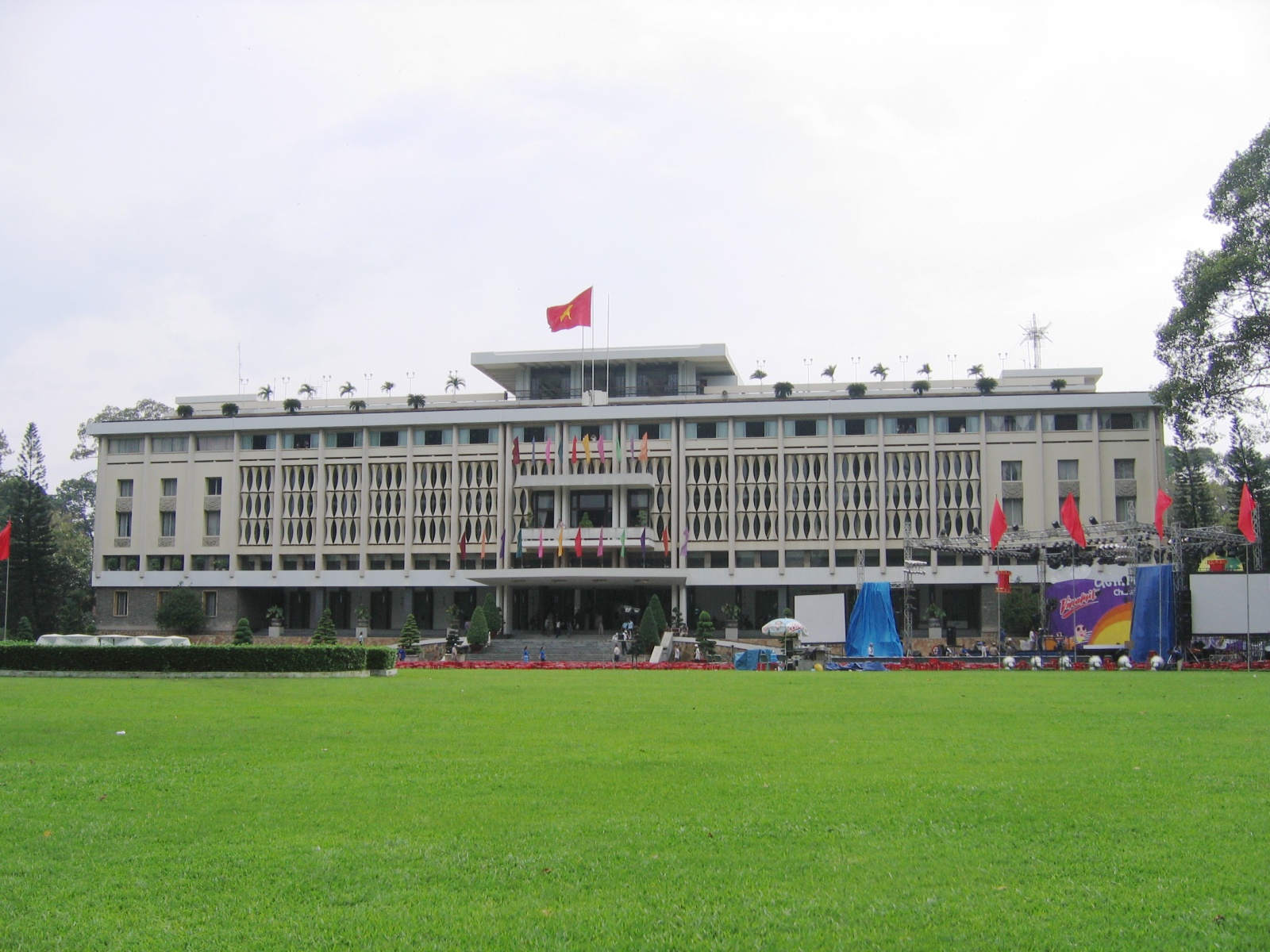
南ベトナム大統領官邸

撤退計画がサイゴン市内の混乱を受けて遅延したこともあり、北ベトナム軍はアメリカ合衆国連邦政府や赤十字国際委員会の要請を受け、サイゴン市に在留するアメリカ軍人および民間人が完全に撤退するまで、サイゴン市内に突入しなかった。なお、アメリカ合衆国軍およびアメリカ合衆国大使館は、撤退後に北ベトナム政府に渡らぬよう、計360万アメリカ合衆国ドルを撤退前に焼却処分した。
同日午前には、前日に就任したばかりのズオン・バン・ミン大統領が、大統領官邸から南ベトナム国営テレビとラジオで、戦闘の終結と無条件降伏を宣言した。その後残留南ベトナム軍と北ベトナム軍の間に小規模な衝突があったものの、午前11時30分に北ベトナム軍の戦車が大統領官邸に突入し、ミン大統領らサイゴンに残った南ベトナム政府の閣僚は全員北ベトナム軍に拘束された（サイゴン陥落）。南ベトナムは崩壊し、少数の南ベトナム軍の将校はサイゴン陥落後に自決した。

## 南北ベトナム統一

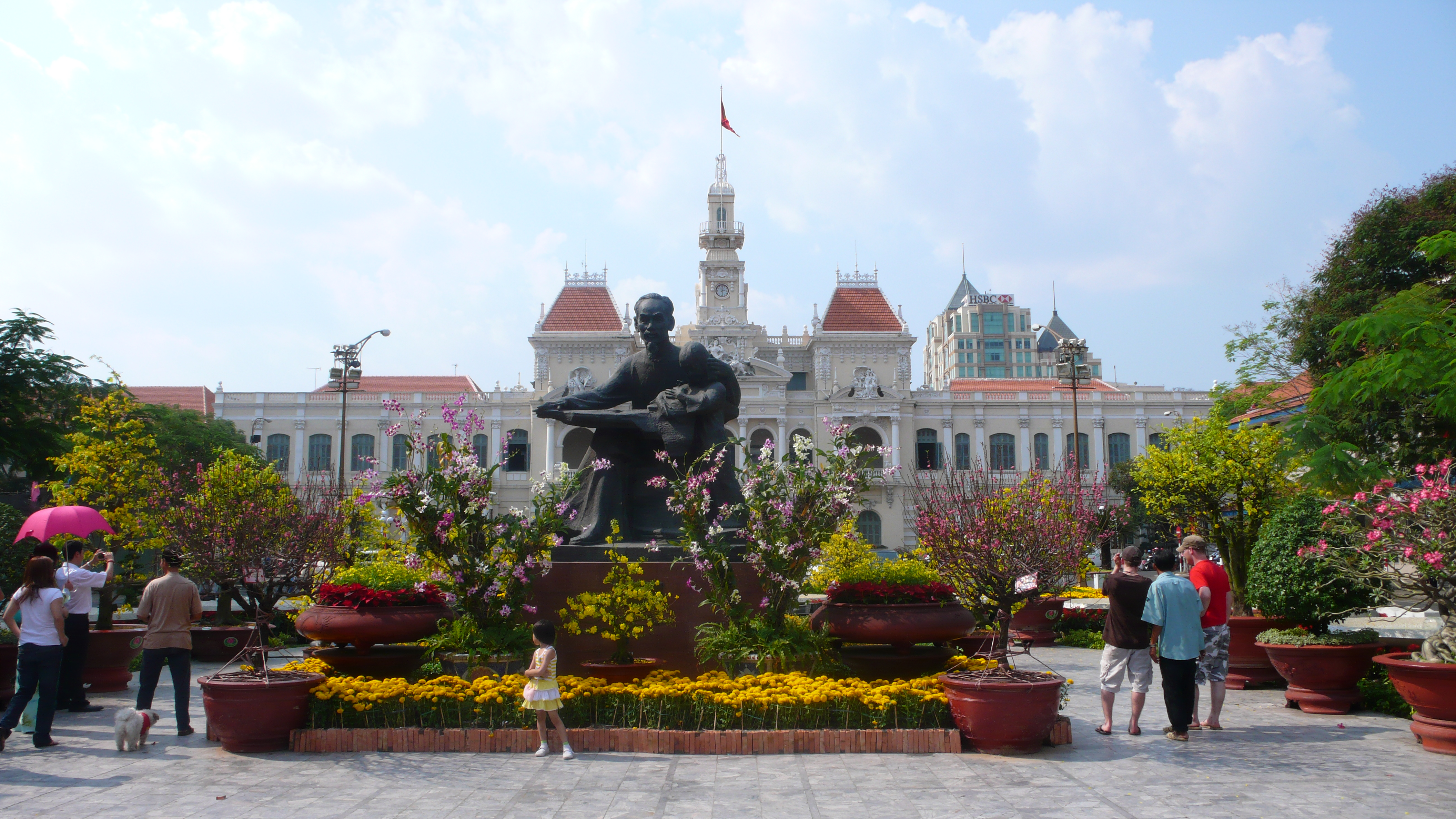
サイゴン市内にあるホー・チ・ミンの銅像

サイゴン陥落とそれに伴う南ベトナム政府の崩壊後、南ベトナム解放民族戦線と民族民主平和勢力連合、人民革命党によって1969年に結成されていた南ベトナム共和国臨時革命政府が南ベトナム全土を掌握した。

統一後はピアストルとドンの通貨の統合や行政、官僚組織の再編成、民間企業の国営企業化が進められた。また、その後旧サイゴン市に周辺地域を統合して北ベトナムの指導者「ホー・チ・ミン」の名前を取った「ホーチミン市」が新たに制定された。

## 第三次インドシナ戦争

### カンボジア内戦と中越戦争
サイゴン陥落の約2週間後、クメール・ルージュが政権を掌握して民主カンプチアを樹立した隣国のカンボジアで「マヤグエース号事件」が勃発し、人質の解放に向かったアメリカ軍とクメール・ルージュの間で起きた戦闘により、多数のアメリカ軍兵士が死亡していた。これはベトナム戦争における最後の戦闘であると見なされている。
1975年5月、カンボジアはベトナムに対する戦争を開始し、まずベトナムのフーコック島を攻撃した。両国の間で戦闘が行われたにもかかわらず、再統一したベトナムとカンボジアは、1976年を通じて表向きは両国の強力な関係を強調する外交を展開した。しかしその裏で、クメール・ルージュ政府はなおもベトナムの拡張主義と認識していたものを恐れていた。そのような中で1977年4月30日、カンボジアはベトナムに対する別の大規模な軍事攻撃を開始した。カンボジアの攻撃に衝撃を受けて、ベトナムはカンボジア政府を交渉のテーブルにつかせることを目的に、1977年末に報復攻撃を開始した。
1978年1月、ベトナム軍はその政治目的に達しなかったため、撤退した。中華人民共和国が両国の平和交渉の仲介に当たろうとする中で、1978年を通じて両国間に小競り合いが続いた。1979年にはベトナム領内でもバチュク村の虐殺など大量殺戮を始めたカンボジアの独裁者ポル・ポトの打倒を掲げてベトナムはカンボジアに侵攻してカンボジア内戦（カンボジア・ベトナム戦争）が勃発し、これに対して中華人民共和国がベトナムに「懲罰」と称し侵攻して中越戦争が起きた。カンボジア・ベトナム戦争と中越戦争を合わせて第三次インドシナ戦争とも呼ばれた。

## 主に参加した航空団・部隊一覧

### アメリカ合衆国
・第7空母航空団/空母インディペンデンス/AG/第84戦闘飛行隊・第41戦闘飛行隊F-4Bファントム/第86攻撃飛行隊・第72攻撃飛行隊A-4Eスカイホーク/第4重攻撃飛行隊A-3Bスカイウォーリア/第1重偵察攻撃飛行隊RA-5Cビィジランティー/第75攻撃飛行隊A-6Aイントルーダー/第12早期警戒隊E-1Bトレーサー/第13早期警戒隊EA-1Fスカイレーダー/UH-1ガンシップ/UH-2A搭載
- 第77任務部隊 - 第3/5/8/9/11/15/21空母航空団で構成
- 第1空母航空団/空母フランクリン・D・ルーズベルト搭載
- 第3空母航空団/空母サラトガに搭載。F-4、A-6、A-7装備
- 第5空母航空団
- 第8空母航空団/空母アメリカに搭載。F-4、A-6、A-7装備
- 第9空母航空団/コンステレーションに搭載。F-4、A-6、A-7装備
- 第11空母航空団/空母キティーホークに搭載。F-4、A-6、A-7装備
- 第14空母航空団/空母コンステレーシ
- 第15空母航空団/空母コーラル・シーに搭載。F-4、a-7装備
- 第16空母航空団/空母オリスカニーに搭載
- 第19空母航空団/空母ボノム・リシャールに搭載
- 第21空母航空団/空母ハンコックに搭載。F-8とA-4装備
- 第63空母航空団/空母ミッドウェイに搭載。
- 第5偵察重攻撃飛行隊/RA-5C装備
- 第6大型攻撃偵察飛行隊「フルール」/RA-5C装備
- 第46攻撃飛行隊「クランスメン」空母フォレスタルに搭載/A-4E装備
- 第76攻撃飛行隊「スピリッツ」空母ボノム・リシャール搭載
- 第86攻撃飛行隊/空母コーラル・シーに搭載
- 第93攻撃飛行隊/空母レンジャーに搭載。A-4E/F、A-7A/B装備
- 第95攻撃飛行隊/空母レンジャーに搭載。A-4B/C装備
- 第154攻撃飛行隊/空母コーラル・シーに搭載。F-4J装備
- 第155攻撃飛行隊/A-4E/F、A-7BコルセアII装備
- 第176攻撃飛行隊/A-1H装備
- 第196攻撃飛行隊/空母レンジャーに搭載。
- 第212攻撃飛行隊/A-4E装備
- 第215攻撃飛行隊/空母ハンコックに搭載。A-1H装備
- 第216攻撃飛行隊/A-4C装備
- 第31戦闘飛行隊「トムキャッターズ」/F-4J装備
- 第51戦闘飛行隊/F-8E/H/J装備
- 第53戦闘飛行隊/F-8E/J装備
- 第24戦闘飛行隊/F-8C/H/J装備
- 第111戦闘飛行隊/F-8C/E/H装備・第11分遣隊も派遣
- 第154戦闘飛行隊/F-8D装備
- 第162戦闘飛行隊/F-8E/J装備
- 第191戦闘飛行隊/F-8E/J装備
- 第194戦闘飛行隊/F-8C/E/J装備
- 第211戦闘飛行隊/F-8E/J装備
- 第55戦闘攻撃飛行隊(空母タイコンデロガ、ミッドウェイに搭載)
- 第56戦闘攻撃飛行隊(空母タイコンデロガ、ミッドウェイに搭載)
- 第103戦闘攻撃飛行隊
- 第144戦闘攻撃飛行隊/空母コンステレーションに搭載。
- 第146戦闘攻撃飛行隊/空母コンステレーションに搭載。
- 第122海兵戦闘攻撃飛行隊/F-4B装備
- 第211海兵攻撃飛行隊「ウェークアイランド・アベンジャーズ」/A-4E装備
- 第542海兵攻撃飛行隊
- 第11海兵航空輸送隊
- 第3ヘリコプター軽攻撃飛行隊「シーウルヴズ」/UH-1C装備
- 第132電子攻撃飛行隊/A-3B/KA-3Bスカイウォーリアー、EA-6Bプラウラー装備
- 第390電子戦闘飛行隊
- 第602D特殊作戦飛行隊/A-1H装備
- 第40ヘリコプター飛行隊
- 第63写真偵察飛行隊/RF-8A/G装備
- 第111早期警戒飛行隊/E-1B装備(APS-82レーダー装備)
- 第11機甲騎兵連隊:M113 ACAV装備
- 第101空挺師団・第二旅団
- 第600写真撮影隊・第9支隊
- 第7空軍
- 第8戦闘航空団/F-4を装備
- 第49戦闘航空団/F-4を装備
- 第366戦闘航空団/F-4を装備
- 第388戦闘航空団/F-4, F-105Gを装備
- 第43戦略航空団/B-52を装備
- 第72戦略航空団(仮設の部隊)/B-52を装備
- 第307戦略航空団/B-52を装備
- 第56特殊作戦航空団/A-1, HH-53を装備
- 第432戦術偵察航空団/RF-4を装備
- 第405戦闘航空団/第509戦闘迎撃飛行隊/F-102A装備
- 第31戦術戦闘航空団/第309戦術戦闘飛行隊「ダスティ・ダッグス」/F-100D装備
- 第35戦術戦闘航空団・第3爆撃航空団/1～3個飛行隊、内所属飛行隊・第8爆撃飛行隊、第13爆撃飛行隊総計47機(マーチンB-57B装備)、フィリピン・クラーク基地、ビエンホア基地、ファンラン基地に展開
- 第150戦術戦闘航空群/第188戦術戦闘飛行隊/F-100C装備
- 第355戦術戦闘航空団/F-105D装備
- 第2海兵観測飛行隊/OV-10A/C装備
- 第6特殊戦飛行隊/A-1H装備
- 第25戦術戦闘飛行隊/F-4装備
- 第435戦闘訓練飛行隊/F-104、F-4装備
- 第314爆撃団/第19爆撃群、第29爆撃群、第39爆撃群、第330爆撃群/SC-47装備
- 第336戦術戦闘飛行隊・第2航空課/O-1F装備
- 第6250戦闘支援群(CSG)第1分隊(Det.1)
- 第1特殊作戦飛行隊/A-1Eスカイレイダー、FC-47ガンシップ、A-26インベイダー、T-28トロージャン装備
- 第5特殊部隊
- 第6特殊作戦飛行隊/T-28、A-1、A-37装備
- 第7特殊作戦部隊
- 第19戦術航空支援隊/O-2スカイマスター、OV-10ブロンコ装備
- 第21兵装・電子整備隊/RB-26L装備
- 第163海兵中型ティルトローター戦隊/H-34、C-130、A-1、AC-47装備
- 第145航空大隊/O-1F装備
- 第1海兵戦術電子戦訓練飛行隊/RF-8Aクルセイダー、EA-6Aエレクトリック・イントルーダー、RF-4BファントムII装備
- 第3偵察大隊/UH-34D装備
- 第227航空連隊・第4大隊
- 第3海兵師団
- 空軍兵站軍団(AFLC)
- オーストラリア空軍・第2飛行隊・キャンベラMk.20
- 南ベトナム軍事援助司令部
- ARVNレンジャー

### 南ベトナム
- 第514戦闘飛行隊「ルテナント・アメリカ」/A-1H装備

### 北ベトナム
- 第921連隊「サオ・ダオ」/MiG-21MF装備

## 年表
- 1960年：南ベトナム解放民族戦線が結成され南ベトナム政府軍に対する武力攻撃を開始（12月）
- 1961年：ジョン・F・ケネディが大統領に就任（1月）
- 1962年：「南ベトナム軍事援助司令部（MACV）」を設置（2月）、南ベトナムとラオスが国交断絶（11月）
- 1963年：アプバクの戦い（1月）、南ベトナムでクーデター、ゴ・ディン・ジエム大統領暗殺、ズオン・バン・ミン将軍が実権掌握（11月）、ジョン・F・ケネディ暗殺、リンドン・B・ジョンソンが大統領に就任（11月）
- 1964年：南ベトナムでグエン・カーン将軍によるクーデター（1月）、トンキン湾事件（8月2日）
- 1965年：アメリカ軍による北爆開始（2月7日）、グエン・カーン失脚、グエン・カオ・キが実権掌握(2月)、アメリカ海兵隊がダナンに上陸（3月）、韓国軍派遣（10月）
- 1966年：タイビン村虐殺事件（2月）、北ベトナムに対するB-52による初空襲（4月）、ビンホア虐殺（en）（12月）、初のクリスマス休戦（12月）
- 1967年：南ベトナム解放民族戦線がダナン基地を攻撃（7月）、グエン・バン・チューが南ベトナム大統領に就任（9月）
- 1968年：テト攻勢開始（1月）、フォンニィ・フォンニャットの虐殺（2月）、ソンミ村虐殺事件（3月）、ジョンソン大統領ベトナム政策を転換し北ベトナムに無条件で交渉呼びかけ(3月31日)、パリ和平交渉開始（5月）
- 1969年：リチャード・ニクソンが大統領就任（1月）、南ベトナム臨時革命政府が樹立（6月）、ホー・チ・ミン死去（9月）
- 1970年：カンボジアでクーデター、シハヌーク失脚、ロン・ノル将軍が実権掌握(3月)、アメリカ軍がカンボジアに侵攻（4月）、マサチューセッツ州で「州民は宣戦布告をしていない戦争に参加しなくても良い」とする州法が可決（4月）、アメリカ連邦裁がマサチューセッツの州法を否決（11月）[155]
- 1971年：アメリカ軍がラオスに侵攻（2月）、ニューヨーク・タイムズ紙が「国防総省秘密報告ペンタゴン・ペーパーズ」連載開始(6月)、南ベトナム大統領選挙（10月）
- 1972年：ニクソンが中国訪問(2月)、北ベトナムの戦闘機がアメリカ艦艇を初攻撃（4月）、アメリカ軍無制限北爆再開・停止（12月）
- 1973年：ベトナム和平協定(パリ協定)締結（1月27日）、アメリカ軍がベトナムから撤兵完了（3月）
- 1974年：北ベトナム軍がプノンペンを包囲（2月）、ジェラルド・R・フォードが大統領就任（8月）
- 1975年：北ベトナム軍が「ホーチミン作戦」を発動し、南ベトナム全面攻撃開始（3月）、サイゴン陥落、南ベトナムが崩壊してベトナム戦争終結（4月30日）、サイゴンがホーチミン市へ改名（5月）

## 戦争の影響

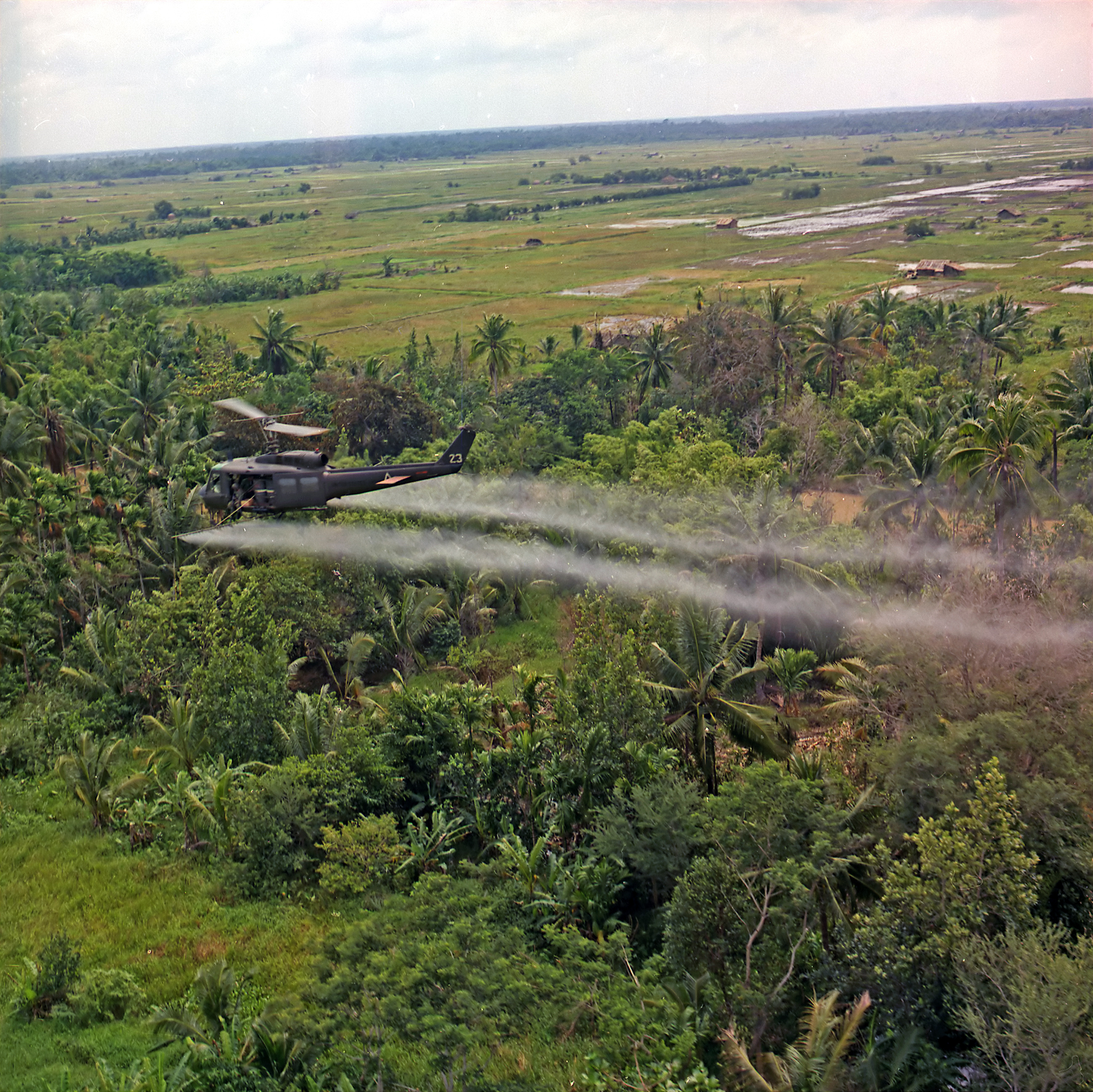
ジャングルに枯葉剤を散布するアメリカ軍のヘリコプター（1969年）

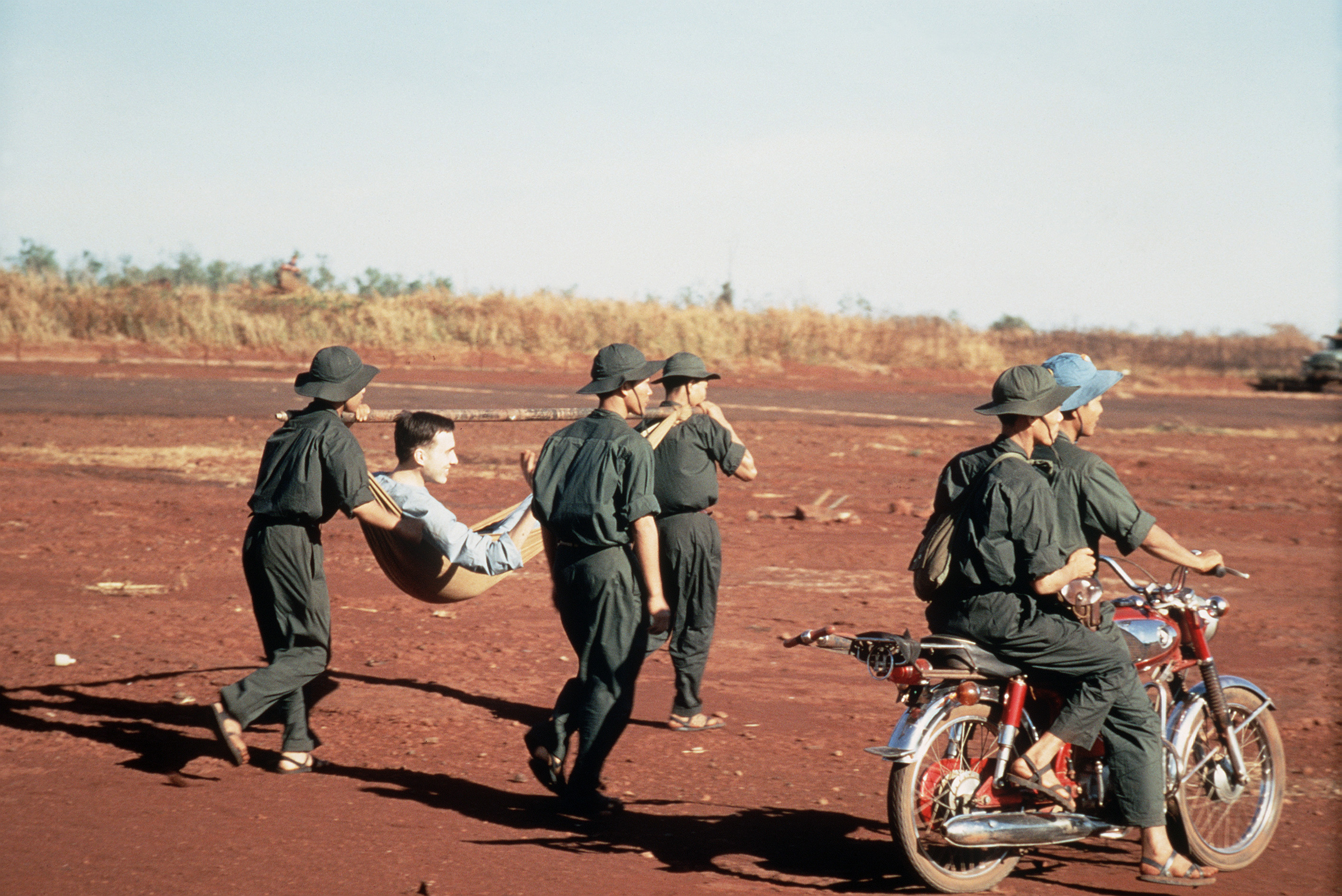
南ベトナム解放戦線の兵士に捕虜にされたアメリカ空軍兵士（1973年）

### ベトナム

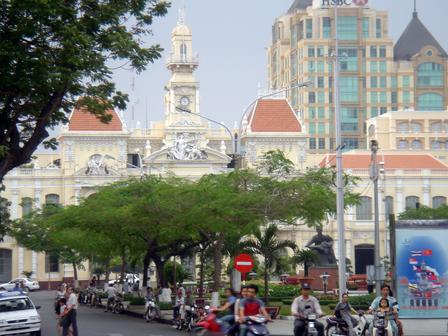
現在のホー・チ・ミン (サイゴン) 市内

1960年よりベトナム人同士の統一戦争として開始され、その後アメリカ合衆国が軍事介入し、15年間続いた戦争によって、南北ベトナム両国は500万の死者と数百万以上の負傷者を出した。このことは、掲げる政治理念や経済体制にかかわらず、労働力人口の甚大な損失であり、戦後復興や経済成長の妨げとなった。アメリカ軍の巨大な軍事力による組織的な破壊により国土は荒廃し、破壊された各種インフラを再整備するためには長い年月が必要であった。
また、ベトナム戦争では北ベトナムやベトコンは国の統一を目指してアメリカに立ち向かったのに対し、対する南ベトナムはアメリカの傀儡国家で、政治は腐敗して独裁を行ったため南ベトナムの軍民には国を守る意思が低かったため敗戦したとされる。そして、南ベトナムのアメリカ側に協力した多くの住人が売国奴と見做される事を恐れ、その後の統一ベトナムによる支配下で数十万人がボートピープルとして国外に亡命した。アメリカ独立戦争でもアメリカ軍と戦ったのはイギリス軍よりロイヤリストとよばれるイギリス本国支持派のアメリカ人が圧倒的に多く戦後売国奴と見做された彼らが当時イギリス領のカナダに大勢亡命したという事実があるため、独立戦争でも独立した国から難民が大勢出る事は古今東西よくある事なのは認識しなければならない。

### ラオス・カンボジア
ベトナム戦争が終わると、ラオスではパテト・ラオが、カンボジアでは中華人民共和国に支援されたクメール・ルージュが相次いで政権に就いたことで、インドシナ半島はタイ王国、ビルマ式社会主義体制を敷いていたミャンマー（ビルマ）を除いて共産化され、アメリカの恐れたドミノ理論は現実になった。さらにアメリカ軍のインドシナ介入がカンボジア内戦などの諸問題を複雑にしたという声もある。

### アメリカ
アメリカはこの戦争で、延べ250万人以上の兵士を動員して5万8,718人の戦死者と約2,000人の行方不明者にこれに負傷者を加えるとおよそ30万人を超える人的損失を出した。またアメリカは、旧南ベトナム政府や軍の首脳陣、そして南ベトナムから流出した華人、および政治的亡命者などのボートピープルや難民を受け入れた。
テレビ放送が普及したのちでは、最初に勃発した大規模戦争だったため、それ以前の戦争と異なり、戦争の被害が、その日のうちにテレビ番組で報道され、戦場の悲惨な実態を全世界に伝えた。アメリカ国内では、史上例を見ないほど草の根の反戦運動が盛り上がり、「遠いインドシナ半島の地で、何のためにアメリカ軍兵士が戦っているのか」という批判がアメリカ合衆国連邦政府に集中した。青年層を中心に『ベトナム反戦運動』が広がり、ヒッピーやフラワーピープルなど、カウンターカルチャーが興隆した。
ベトナム戦争は1964年にリンドン・ジョンソン政権下で制定された公民権法の施行を受けて、アメリカ合衆国の歴史上初めて「黒人部隊」が組織されず、黒人と白人が同じ戦場・同等の立場で、敵と戦う戦争であった。これにより、戦場で共に戦った黒人と白人の若者が、アメリカにおいて様々な場所で、完全に分離されていた、人種間融和の促進剤になっていると指摘された。この点について、アフリカ系アメリカ人公民権運動を起こしたマーティン・ルーサー・キング・ジュニア牧師は、生前「皮肉な結果である」と述べている。
作家・評論家などの文化人、俳優・歌手などの芸能人による『ベトナム反戦運動』も盛んに行われた。ボクサーのモハメド・アリは、1967年にベトナム戦争に反対して、徴兵制度拒否（良心的兵役拒否）を行った。イギリス人歌手のジョン・レノンも、ビートルズの解散後に活動拠点を置いていたアメリカを中心に反戦活動を行った。この際に行われた「ベッド・イン」などのパフォーマンスは、マスコミも大きく取り上げ、若者への影響力が強かった。
女優のジェーン・フォンダは、1972年に反戦活動家のトム・ヘイドンと共に「アメリカ兵のための反戦運動」と称して、ベトナム民主共和国を訪れた際に、アメリカ軍機を撃墜するために設けられた高射砲に座り、北ベトナム軍のヘルメットを被り、照準器を覗き込む写真を発表した。
フォンダは1978年に、ベトナム帰還兵の問題をテーマにした主演映画『帰郷』(Coming Home) で、2度目のアカデミー主演女優賞を受賞している。
早急に兵士を補充するため徴兵基準を緩和したことでそれまで受け入れなかった素行不良者や適格に欠く者も受け入れることになり、前線部隊では大麻や性犯罪など軍規の乱れが常態化した。このような疲弊した軍隊の様子はフルメタル・ジャケットなどの作品で取り上げられた。またアンフェタミンの提供も引き続き行われており、ベトナム帰還兵の心身に影響を与えたとされる。規定数を確保するため、就労が禁止されている観光ビザで入国した外国人を収入や市民権などを餌に釣るという勧誘も行われていた。
第二次世界大戦や朝鮮戦争の戦争中や終結後の時期と異なり、ベトナム帰還兵の心理的障害が広く認識されて社会問題となり、精神医学や軍事心理学において心的外傷後ストレス障害（post traumatic stress disorder, PTSD）の研究が展開した。
膨大な戦費が投入された結果、アメリカ合衆国ドルと金の交換に疑問を持ったヨーロッパは、イギリスとフランスが、ドル紙幣を金に交換するよう要求し、これがニクソン・ショックへと繋がり、1944年に制定されたブレトンウッズ体制は終焉を迎えた。
アメリカ合衆国連邦政府が、ベトナム社会主義共和国の国家の承認と国交樹立を果たしたのは、ベトナム戦争終結後から20年後の1995年になってからであった。

### フランス

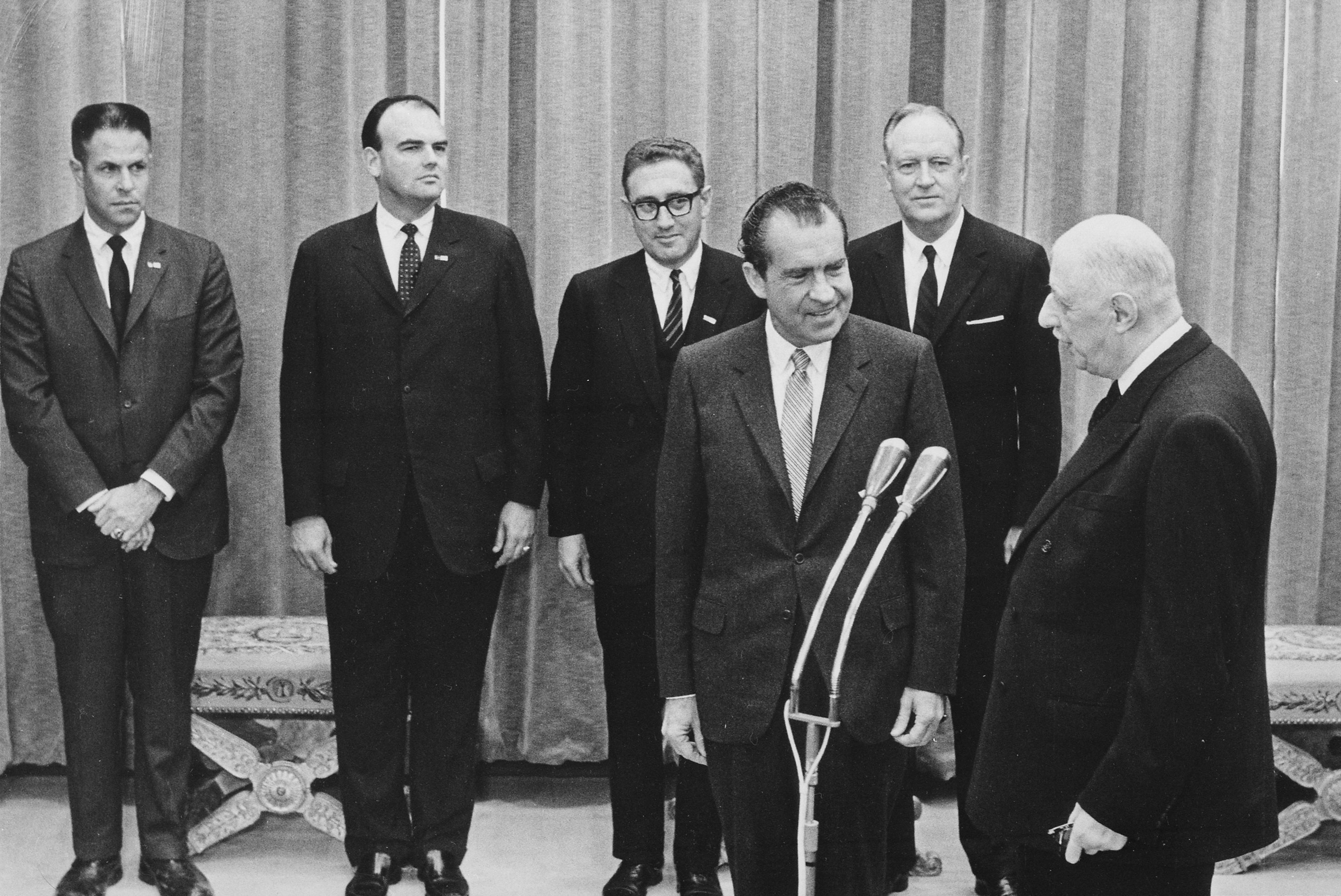
アメリカのニクソン大統領と歓談するフランスのド・ゴール大統領（1969年）

1954年のジュネーヴ協定以前まで、「フランス領インドシナ」として、ベトナムを侵略・植民地支配していたフランスでも、シャルル・ド・ゴールフランス共和国大統領は「ベトナム戦争は、民族自決の大義と尊厳を、世界に問うたものである」と述べている。
ただしド・ゴールは『ディエンビエンフーの戦い』に敗戦し、1954年にフランスがインドシナ半島から撤退したことについては「不本意だった」と述べている。

### 中東
中東戦争でアメリカ合衆国が支援しているイスラエルと戦っているさなかの中東アラブ諸国にも影響を与えた。北ベトナムがアメリカ合衆国を相手に有利に戦争を進めて最終的に勝利したのは「社会主義を標榜していたから」と解釈され、アラブ世界も北ベトナムのように社会主義化して東側の援助を受ければ親米国家イスラエルを打倒できるのではないかと考えられるようになった。
このような考えはアラブ世界が団結して戦った第3次中東戦争以降支持されるようになり、アラブ世界では、イラクやシリアのようなバアス党による社会主義化が行われた国も現れたし、リビアのような独自の社会主義路線をとる国も現れた。

### 日本への影響
ベトナム戦争は、高度成長期にあった日本にも大きな影響を与えたかに見えた。しかし学生運動こそ盛り上がりを見せたが、1964年に訪米した福田篤泰防衛庁長官が「憲法の許す範囲でベトナム戦争に協力する」と発言、1965年の国会では、野党が沖縄から北爆へ向かうB-52爆撃機の離着陸問題を取り上げたものの 大勢に影響はなく、1970年には安保条約を自動延長させた。
当時新左翼を含めて、ベトナム戦争反対派は「70年安保闘争」と並ぶ運動の中核と見なし、ベトナム反戦運動のみならず、関係のない新東京国際空港反対運動を結び付け、インフラストラクチャー破壊活動や警官の殺害を伴う過激な学生運動（三里塚闘争）も行ったが当時は市民から一定の支持を受けていた。
なお、南ベトナム解放民族戦線を支持する「第四インターナショナル」や「ベトナムに平和を!市民連合」等と、反スターリン主義の立場から北ベトナム政権不支持を主張し、ベトナム戦争反対を掲げた「日本革命的共産主義者同盟革命的マルクス主義派」や「革命的共産主義者同盟全国委員会」等とでは温度差があり、同床異夢の感があった。
また、ベトナム戦争終結後、1989年の冷戦終結までの間に、サイゴンの傀儡政権に協力していた経歴から石を投げられる事を恐れて漁船などを用いて国外逃亡を図った難民（ボート・ピープル）が日本にも多く流れ着いた。また、同時期にベトナム国内の華僑の計画的な追放も発生し、後の中越戦争のきっかけの一つになった。ベトナム経済が立ち直りつつあり、新たなベトナム難民が居なくなった2016年現在においても、彼らの取り扱いに伴う問題は解決されたとはいえない。なお、「ボート・ピープル」は、大部分が華僑であったことが、使用言語などから分かっている。

## 戦争犯罪

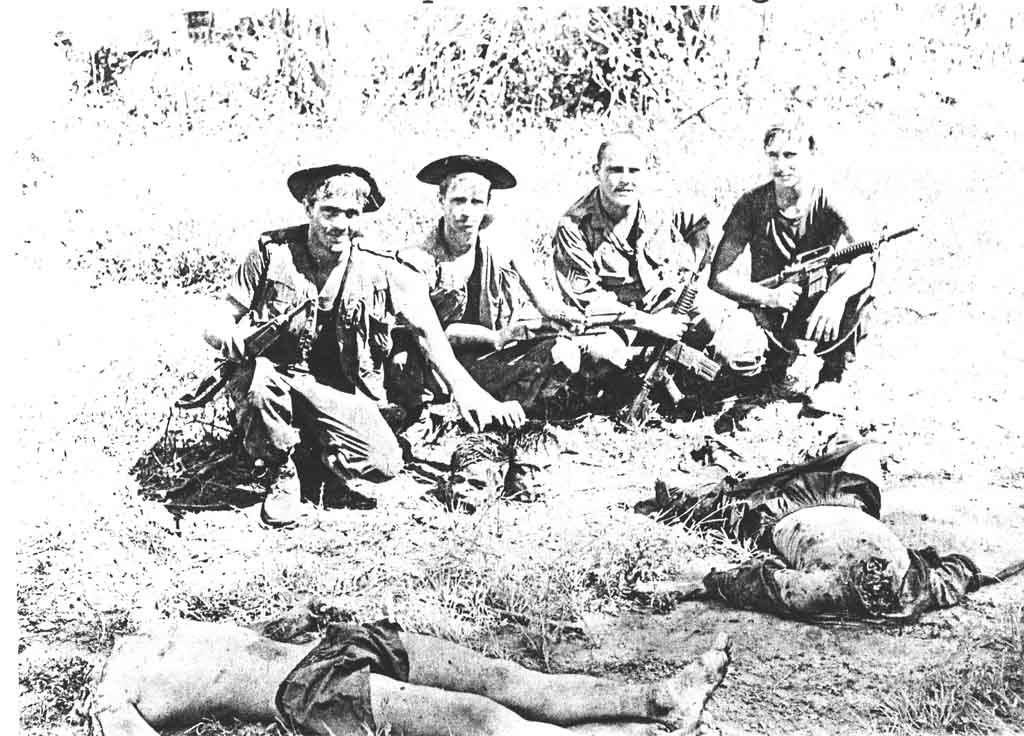
アメリカ軍特殊部隊による、南ベトナム解放戦線兵士の首狩り記念写真

ベトナム戦争終結後の歴代のアメリカ政府や議会は、アメリカ合衆国がベトナム全土の共産主義体制化と、ベトナムを基点として東南アジア全域が「ドミノ理論」による共産主義化されることを抑止するために、ベトナム戦争に軍事介入したこと、枯れ葉剤・クラスター爆弾・対人地雷など、不発弾による環境破壊や人的被害に対して、いかなる謝罪も金銭賠償をもしていない。2009年のオバマ大統領の就任演説においても、アメリカ合衆国の利益や正義を追求した先人たちの行為や努力や犠牲の事例として、アメリカ独立戦争・南北戦争・第二次世界大戦とともに、ベトナム戦争で戦ったことを『英雄』として賞賛している。
また、南ベトナム解放民族戦線および北ベトナム軍がベトナム戦争中に自国民に対して行なった数々のテロリズムに関し批判もされるが、ベトナム政府もアメリカ政府と同様に謝罪するコメントを出していない。

### 枯葉剤・ナパーム弾
アメリカ軍は南ベトナム解放民族戦線の浸透作戦を防ぐ目的で枯葉剤を大規模に利用した。戦後になりベトナム市民やアメリカ軍のベトナム帰還兵の間で枯葉剤への接触を原因とする健康被害や出産異常が発生した。環境への影響を防ぐことができない枯葉剤を利用することの国際法上の問題と合わせて批判が存在する。結合双生児のベトちゃんドクちゃんは枯葉剤を原因とするといわれ、日本でも広く知られた。

広範囲を焼き付くすナパーム弾についても人道的な観点から批判が多かった。焼夷兵器については戦後の1980年に特定通常兵器使用禁止制限条約において市民に被害が出る可能性がある際の使用が禁止された。
また、これらの兵器による被害は、当然ながら対人だけでなく、絶滅危惧種や自然環境そのものにも大きな被害を与えた。後世、エコロジー（環境）に対するジェノサイド（虐殺）、つまり「エコサイド」として語られる被害も多かった。

### 虐殺事件

#### ソンミ村虐殺事件
1968年3月16日、南ベトナムに展開するアメリカ陸軍・第23歩兵師団第11軽歩兵旅団・バーカー機動部隊隷下、第20歩兵連隊第1大隊C中隊のウィリアム・カリー中尉率いる第1小隊が、南ベトナム・クアンガイ省ソン・ティン県ソンミ村のミライ集落を襲撃し、無抵抗の村民504人を無差別射撃などで虐殺。集落は壊滅状態となった（3人が奇跡的に難を逃れ、2022年現在も生存している。最高齢者は事件当時43歳）。さらにC中隊が何ら抵抗を受けていなかったにもかかわらず、第3歩兵連隊第4大隊が増派され、近隣の村落で虐殺を行った。
アメリカ軍は解放戦線の非公然戦闘員（ゲリラ）を無力化するため、サーチ・アンド・デストロイ（索敵・殲滅）作戦で、南ベトナム解放民族戦線ゲリラおよびシンパ「容疑者」への虐殺を繰り返した。その過程で多くの民間人に対する残虐行為を行っていた。

#### 韓国軍による虐殺事件
※経緯や各事件については前節の「サーチアンドデストロイ作戦」も参照。

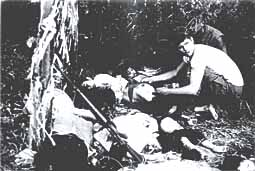
大韓民国海兵隊第2海兵師団(en)（青龍部隊）に虐殺されたフォンニ村住民の遺体を収容するアメリカ兵

『ロサンゼルス・タイムズ』によると、韓国政府はいかなる大量虐殺の事実も認めておらず、韓国軍退役軍人枯葉剤被害者の会事務総長のKim Sung-wookは「我々の兵役はベトナムの治安を維持する目的でした」「それ以外だという指摘は我々の名誉への侮辱に当たります」と韓国軍の正当性を述べている。
2017年7月10日の『ニューヨーク・タイムズ』社説は、「ベトナム政府は過去を振り返るよりも未来に目を向けたいと考えており、韓国政府は第二次世界大戦の日本との未解決の問題（慰安婦問題）を重視している。しかし、一つだけはっきりしていることがある。それは、ハミの人々にとって、その悲惨な過去は、決して過去のものではないということだ」と指摘している。

### 性暴力
アメリカ人や韓国人とベトナム人との間に多数の混血児が生まれ、アメリカ人とのハーフは「アメラジアン」、韓国人とのハーフは「ライダイハン」と呼ばれる。ライダイハンはハンギョレ21や歴史家の韓洪九らによって、韓国やベトナムで「ベトナム戦争の混血児問題」として、1999年に社会問題となったが、韓国政府は退役軍人組織が背景にいるため、公式に認めていない。
2013年9月の朴槿恵大統領のベトナム訪問では、ホー・チ・ミン廟の参拝や献花の時を含めてベトナム戦争についてまったく触れず、ベトナム戦争時に韓国軍兵士に性的暴行されたベトナム人女性や虐殺されたベトナム人遺族に対して謝罪をしなかったが、『ハンギョレ』は、韓国が日本に対してしきりに「歴史直視」を要求していることと矛盾していると批判している。ベトナム戦争の際の謝罪をベトナム側から求められなかったことに関して、韓国政府高官は「過去に対する韓国とベトナムの成熟した立場と誤った歴史認識に閉じ込められている日本と自然に比較されないか」として、「日本への圧迫」になると主張している。
2017年6月6日に韓国の文在寅大統領は、顕忠日の追悼式で「ベトナム戦争参戦勇士の献身と犠牲を土台に祖国の経済が復活した」「今日の韓国経済があるのはベトナムで戦った元軍人たちの献身と犠牲があってのことです」と述べた。この韓国軍兵士によるベトナム民間人虐殺への賛辞とも受け取れる発言に対して、ベトナム外務省は在ベトナム韓国大使館を通じて韓国政府に抗議した。また、ベトナム外務省はHPで「韓国政府がベトナム国民の感情を傷つけ、両国の友好と協力関係に否定的な影響を与えかねない言動をしないよう要請する」と表明した。さらに『朝鮮日報』によると、ベトナムメディアは韓国軍が9000人余りのベトナム民間人を虐殺したにもかかわらず、韓国政府はこれを認めていないと批判している。
2020年3月27日にBBCが、「968 - the year that haunts hundreds of women」という記事で、ベトナム戦争における韓国軍兵士によるベトナム人女性への性的暴行を特集し、「韓国人に何が起きたのかを認めてもらう必要がある」とのベトナム人被害女性の訴えを紹介、両国が経済関係を重視しているため被害者救済に後ろ向きである事を報道した。

## 現在
ベトナム、カンボジア、ラオスは、南北ベトナム統一から冷戦終結までの間（1976年 - 1989年）に、東南アジア諸国連合に加盟した。
1986年のドイモイ政策によってベトナムは、市場経済を導入し、外国の資本投資を受け入れ、1995年にはアメリカとの国交回復を果たし、経済成長を続けている。
2007年にベトナムはWTOに加盟し、アメリカ一極体制が破綻した2008年金融危機以後は「VISTA」と呼ばれる新興経済国家の仲間入りを果たした。東南アジア諸国が市場経済体制と国際貿易体制に組み込まれ、経済的な状況に限れば、戦争だけでは実現できなかった状況が実現されることになった。
ベトナムにはベトナム戦争についての資料を収集した戦争証跡博物館がある。

### アメリカとの和解

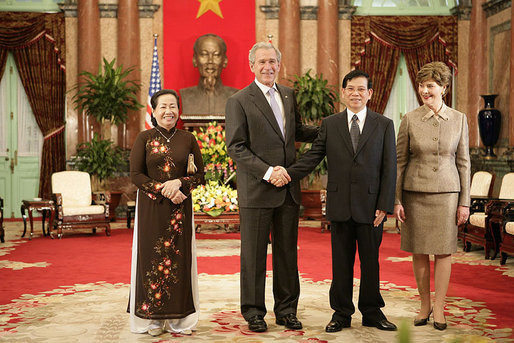
グエン・ミン・チェット国家主席とアメリカのジョージ・W・ブッシュ大統領（2006年11月17日、ハノイ）

1991年末日のソビエト連邦の崩壊は、ベトナム社会主義共和国とアメリカ合衆国の接近を引き起こした。ソビエト連邦が崩壊すると、ベトナム戦争の終結から20年後に当たる1995年8月5日に、ベトナム社会主義共和国とアメリカ合衆国が和解し、国交を回復した。2000年には、両国間の通商協定を締結し、アメリカがベトナムを貿易最恵国としたこともあり、ユナイテッド航空やゼネラルモーターズ、コカ・コーラやハイアットホテルアンドリゾーツといったアメリカの大企業がベトナム市場に続々と進出した。その後も多くのアメリカ企業がベトナムに工場を建設し、教育水準が高く、かつASEANの関税軽減措置が適用されるベトナムを、東南アジアにおける生産基地の1つとしたことや、1990年代以降のベトナム経済の成長に合わせてアメリカからの投資や両国間の貿易額も年々増加するなど、国交回復後の両国の関係は良好に推移している。
ベトナムにとって、アメリカ合衆国は、隣国の中華人民共和国に次いで、第二の貿易相手国となっている。また、現在は両国の航空会社が相互に乗り入れた事や、2000年代以降はベトナム政府がアメリカなどに亡命したベトナム人の帰国を、外貨獲得の観点からほぼ無条件に許したことから人的交流も盛んになっている。
アメリカ合衆国連邦政府やアメリカ合衆国議会は、枯葉剤やその他の戦争被害に対して謝罪も賠償もしていないが、フォード財団やその他の民間団体は、枯葉剤被害者に対し様々な援助を試みようとしている。
2000年代後半に入ると、ベトナム社会主義共和国とアメリカ合衆国は軍事面で接近し、「昨日の敵が、今日の友」に変わる勢いを見せている。この背景には、
1. 友好国だったソビエト連邦が崩壊して、中ソ対立を引き摺った冷戦体制が崩壊したこと
2. 中華人民共和国（中国人民解放軍）による軍事介入や領土紛争を仕掛けられたことに対する反感（→Category:ベトナムの領有権問題）

がある。
2010年7月にハノイで開催されたASEAN地域フォーラムでは、アメリカのヒラリー・クリントン国務長官は南シナ海の西沙諸島や南沙諸島の領土問題に関与することを宣言し、その直後の8月11日には、ベトナム軍とアメリカ軍が南シナ海で合同軍事演習を行うに至った。

## 報道

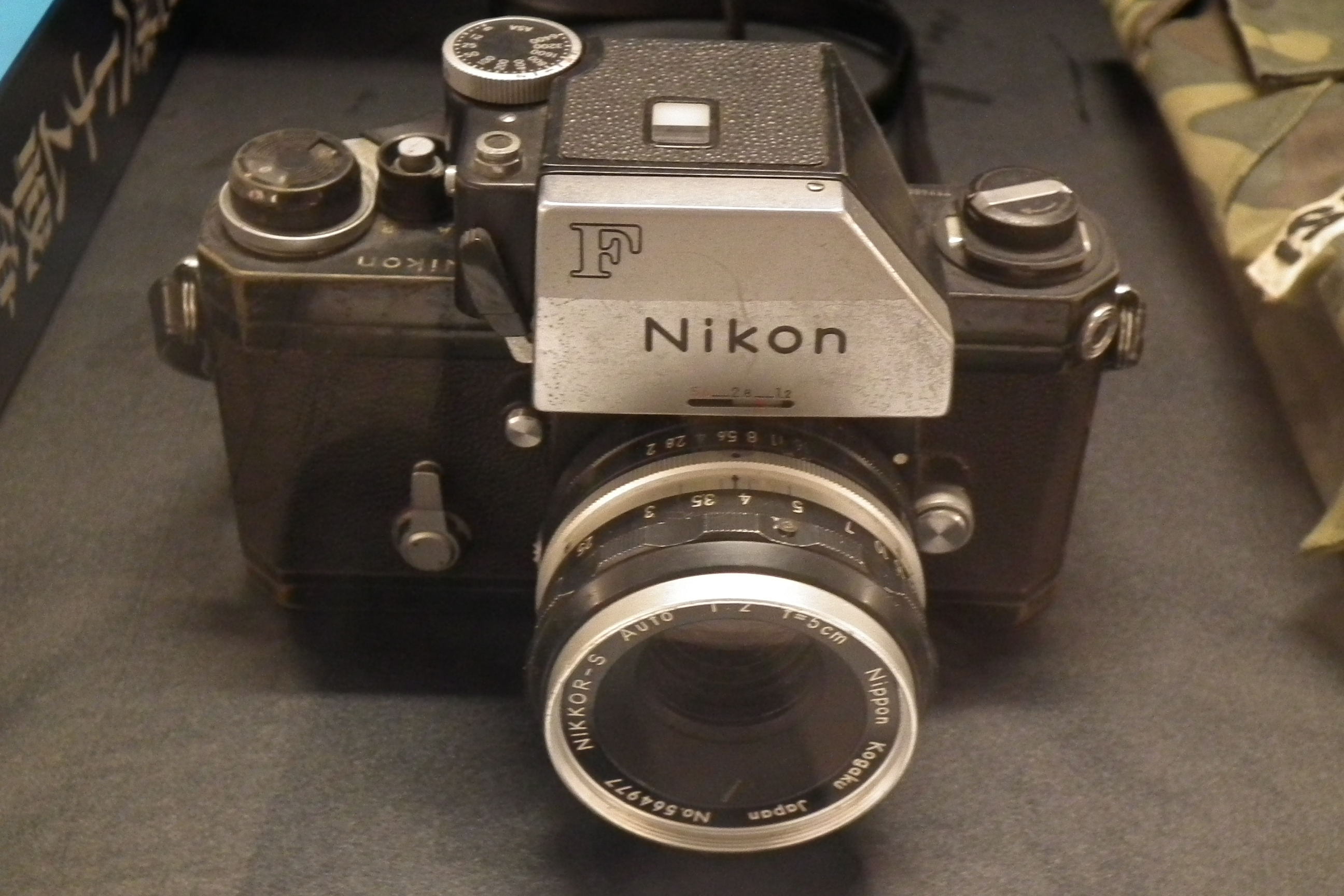
現在もホーチミン市戦争証跡博物館にて展示される石川文洋がベトナム戦争で使用したNikon F

ベトナム戦争は第一次インドシナ戦争に引き続き、報道関係者に開かれた戦場であった。北ベトナムと南ベトナム（とアメリカ）の双方がカメラマンや新聞記者の従軍を許可し、南北ベトナムやアメリカなどの当事国以外にも日本やフランス、イギリスやソビエト連邦など多数の国の記者が取材した。ただし、公共放送での西側での取材は日本だけであった。
彼らは直に目にした戦場の様子をメディアを通じて伝え、社会に大きな衝撃と影響を与えた、反戦運動や反米運動の拡大を招いた。アメリカでもペンタゴン・ペーパーズ漏洩事件は強い衝撃を与え国論を二分する騒ぎとなった。
フリーランスカメラマンとして、石川文洋が1965年から取材を行った。毎日新聞外信部長の大森実らは『泥と炎のインドシナ』を連載し、1965年の日本新聞協会賞を受賞した。朝日新聞の本多勝一は戦闘だけでなく解放区で暮らす人々の暮らしをあわせて詳細に記録し、第11回JCJ賞、第22回毎日出版文化賞、ボーン・上田記念国際記者賞を受賞した。その報道はルポルタージュの白眉と言われ、陸井三郎によれば、米軍が前線に出てきてから終戦までの間、解放区における生活と戦闘を報じた外国人記者は（短期滞在を除けば）本多以外に現れなかったという。作家の開高健も『ベトナム戦記』（朝日新聞社、1965年）などのルポルタージュを残した。同じく作家の石原慎太郎も読売新聞社の依頼でベトナム戦争を取材しているが、本多勝一から、南ベトナム側から大砲の引き金を実際に引こうとしたことについて卑劣で鈍感であると非難されている。

### 報道写真
特に沢田教一が撮影した、戦火を逃れるために川を渡る親子の写真（「安全への逃避」ピューリッツァー賞受賞）、AP通信のカメラマンフィン・コン・ウトが撮影した、ナパーム空爆に遭遇し全裸で逃げ回る少女ファン・ティー・キムフックの写真（「戦争の恐怖」）などはその後も反戦の象徴として用いられている。ほかにエディ・アダムズがサイゴン市内で撮影した、私刑で頭を撃たれる瞬間の戦争捕虜を収めた写真（「サイゴンでの処刑」）、一ノ瀬泰造の撮影した、砲撃を飛んで躱す兵士の写真（「安全へのダイブ」）等もある。

### テレビ中継
またベトナム戦争は、史上初のテレビでの生中継が行われた戦争であった。特に「当事国」のアメリカでは泥沼化する戦場の様子や北爆に関連した報道は、その残虐さや影響の大きさからテレビ局や新聞社が自主的に規制する風潮が高まったが、北ベトナムの場合も、取材とその報道内容については大幅な制限がかかった。
これらの映像による報道の影響の大きさを受けたアメリカ政府も戦場報道の重要性を認識し、以降、湾岸戦争を始めとしてメディアコントロール（従軍記者を使ったエンベディド・レポーティング）に力を注いでいくこととなる。インドシナでの戦場報道は、その後の報道のあり方を様々な面で変えていった。

## 関連作品
ノンフィクション
- 『泥と炎のインドシナ 毎日新聞特派員団の現地報告』（1965年大森実監修）[178]
- ノーマン・メイラー:Why Are We in Vietnam? (1967) （日本語訳『なぜぼくらはヴェトナムへ行くのか？』ノーマン・メイラー選集、邦高忠二訳、早川書房、1970年）
- 本多勝一『戦場の村 ベトナムー戦争と民衆』朝日新聞社 1968年
- 本多勝一『北爆の下 ベトナムー破壊対建設』朝日新聞社 1969年
- シーモア・ハーシュMy Lai 4 (1970)（日本語訳『ソンミ―ミライ第四地区における虐殺とその波紋』小田実訳、草思社、1970年）
- 本多勝一『北ベトナム』朝日新聞社 1973年
- 本多勝一『ベンハイ川を越えて』写真石川文洋 朝日新聞社 1974年
- オリアーナ・ファラーチ『愛と死の戦場 ベトナムに生の意味を求めて』河島英昭訳、朝日新聞社 1974年
- 早乙女勝元『ベトナムのダーちゃん』童心社 1974年
- 本多勝一『再訪・戦場の村』朝日新聞社 1975年
- マイケル・ハー 著、増子光 訳『ディスパッチズ―ヴェトナム特電』筑摩書房、1990年12月。ISBN 978-4480831125。
- 早乙女勝元『枯れ葉剤とガーちゃん (写真絵本 物語ベトナムに生きて) 』草の根出版会 2006年

小説
- ルシアン・ネイハム『シャドー81』
- ディヴィッド・マレル『一人だけの軍隊』
- スティーヴン・ハンター『狩りのとき』
- ヴォー・ティ・ハーオ『この世との絆』[179]。
- バオ・ニン『戦争の悲しみ』
- グスタフ・ハスフォード『フルメタル・ジャケット』[180]
- ロン・コーヴィック/日高義樹訳『7月4日に生まれて』集英社〈集英社文庫〉、1990年1月。
- ティム・オブライエン/村上春樹訳『本当の戦争の話をしよう』文藝春秋〈文春文庫〉、1998年2月。
- 開高健『輝ける闇』『夏の闇』『花終わる闇』〈闇三部作〉
- デニス・ジョンソン『煙の樹』
- 佐藤大輔『征途』：日本が南北に分断された世界において、資本主義陣営の日本国は陸海空自衛隊を「日本ヴェトナム援助部隊」として南ベトナム側に、社会主義陣営の日本民主主義人民共和国が北ベトナムに「義勇飛行隊」として人民空軍の部隊を派遣しており、それぞれの戦いが描かれている。

映画
開戦当時からアメリカを中心にベトナム戦争を扱った映画が多数製作された。戦争中はドキュメンタリーや『グリーン・ベレー』（ジョン・ウェイン製作・主演）のような米軍の側に立ったプロパガンダ的な映画も制作された。戦後はアメリカ軍の軍規弛緩とそれのもたらした戦争犯罪、ベトナム帰還兵の苦悩を描くものが多く制作された。
テレビ
- 『サイゴンから来た母と娘』（ドラマ）
- 『グッドラック・サイゴン』（ドラマ）
- 『特攻野郎Aチーム』（アクション）
- 『THE WAR ベトナム戦争』シリーズ（ドキュメンタリー）
- 『ベトナム戦争 〜兵士が見た泥沼化の真実〜』シリーズ（ドキュメンタリー）
- 『特別番組 ベトナム戦争とアメリカ』（ドキュメンタリー）[181]
- 『特集ドキュメンタリー ホー・ティ・キュー 〜ベトナム戦争と少女〜』（ドキュメンタリー）[182]
- 『戦争を記録した男たち ファインダーの中のベトナム戦争』[183]（ドキュメンタリー）
- 『映像の世紀』シリーズ（ドキュメンタリー）第9集『ベトナムの衝撃』
- 『社会主義の20世紀』シリーズ（ドキュメンタリー）第7回『ベトナム戦争 15年目の真実』
- 『市民の20世紀』シリーズ（ドキュメンタリー）第18回『ゲリラ戦の勝利 ~WAR OF THE FLEA~』
- 『ドッグファイト 〜華麗なる空中戦〜』シリーズ（ドキュメンタリー）第8回『地獄のハノイ』第15回『ベトナムの銃撃戦』第19回『ベトナム空中戦の最悪の日』

漫画
- 『へんですねぇ へんですねぇ』ベトナムの子供たちを救う会、画・長新太 - 漫画を用いた宣伝パンフレット。
- 『Cat Shit One』（小林源文・著）
- 『ヴェトナムウォー』
- 『ザ・ベトナム』
- 『ディエンビエンフー』（西島大介・著）
- 『平和への弾痕』（秋本治・著）
- 『花も嵐も』（梶原一騎&川崎のぼる・著）
- 『鬼太郎のベトナム戦記』（水木しげる・著）
- 『BANANA FISH』（吉田秋生・著）

音楽
- 「フォーチュネイト・サン」 クリーデンス・クリアウォーター・リバイバル
- 「フィドルとドラム」（ジョニ・ミッチェル）
- 「かなわぬ想い」 ティミー・トーマス
- 「ホワッツ・ゴーイン・オン」 マーヴィン・ゲイ
- 「サンシャイン」 ジョナサン・エドワーズ
- 「サム・ストーン」 ジョン・プライン
- 「チャイルド・イン・タイム」 ディープ・パープル
- 「グッドナイト・サイゴン〜英雄達の鎮魂歌」 ビリー・ジョエル
- 「ボーン・イン・ザ・U.S.A.」 ブルース・スプリングスティーン
- 『VIETNAM』 SOFT BALLET
- 「19」 ポール・ハードキャッスル
- 『合唱組曲“IN TERRA PAX”』
- 「雨を見たかい」[注 19] クリーデンス・クリアウォーター・リバイバル

ゲーム
演劇
- 『ヘアー』（ミュージカル）
- 『ミス・サイゴン』（ミュージカル）
- 『ロープ』（野田秀樹の戯曲）